# Premiers hommes modernes en Europe

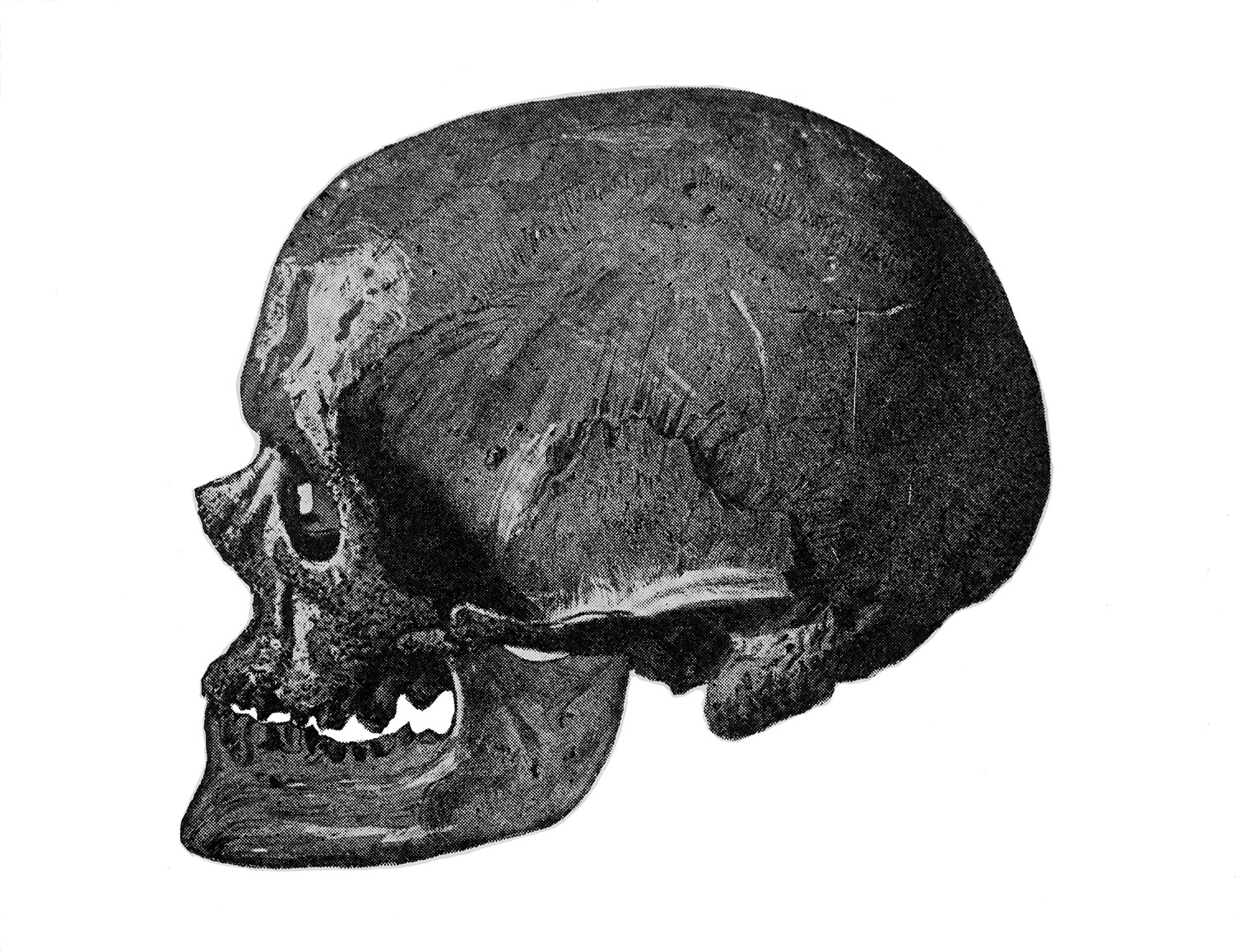
Crâne du vieil homme Cro-Magnon 1.

Les premiers hommes modernes en Europe sont les premières populations d'Homo sapiens ou humains anatomiquement modernes en Europe, au Paléolithique supérieur, désignées en anglais par le sigle EEMH, pour Early European modern humans. Les fossiles de ces populations datent d'environ 48 000 à 15 000 ans (48–15 ka), intervalle qui couvre les périodes du Bohunicien, de l'Aurignacien, du Gravettien, du Solutréen et du Magdalénien.
L'expression « hommes modernes » s'emploie par opposition à « humains archaïques », terme renvoyant à Homo heidelbergensis et Homo neanderthalensis qui ont vécu en Europe dans un intervalle compris entre 500 000 à 37 000 ans environ et qui, après l'arrivée d'Homo sapiens, ont disparu ou ont été absorbés dans sa lignée.
Les premiers hommes modernes en Europe étaient parfois désignés dans la littérature scientifique jusqu'à la fin des années 1990 par l'expression Hommes de Cro-Magnon, abandonnée depuis. Le nom commun de Cro-Magnon n'a pas de statut taxinomique formel, car « il ne fait référence ni à une espèce ou sous-espèce ni à une phase ou culture archéologique ». L'expression de « Cro-Magnon » renvoie de manière limitée aux périodes postérieures au début de l'Aurignacien proprement dit, il y a environ 37 à 35 ka.

## Chronologie

Carte de la répartition des principaux sites aurignaciens antérieurs au dernier maximum glaciaire (antérieurs à 21000 ans).

Il y a eu, selon toute vraisemblance, plusieurs migrations et disparitions de l'Homme moderne (Homo sapiens) sur le continent européen. Au Paléolithique moyen, des fossiles d'humains modernes datés de 210 000 ans ont été identifiés dans la grotte d'Apídima, en Grèce.
Les premiers indices d'une immigration humaine moderne en Europe au Paléolithique supérieur sont fournis par des traces de l'industrie bohunicienne des Balkans ; cette culture archéologique, qui apparaît il y a 48 000 ans, est probablement dérivée de la culture émirienne levantine. Les premiers fossiles d'Homo sapiens en Europe remontent à environ 45 à 43 000 ans ; ils ont été découverts en Bulgarie, en Italie et en Grande-Bretagne. On ne sait pas si ces premiers Hommes modernes sur le continent européen ont, lors de leur migration vers l'ouest, suivi le Danube ou longé la côte méditerranéenne. Il y a environ 45 à 44 000 ans, la culture proto-aurignacienne s'est répandue à travers l'Europe, descendant probablement de la culture ahmarienne du Proche-Orient.
En 2024, une équipe dirigée par Jean-Jacques Hublin annonce la découverte, dans la grotte d'Ilsenhöhle à Ranis (Allemagne), de fossiles d'Homo sapiens datant de plus de 45 000 ans et décrits comme « les plus anciens directement datés jamais découverts en Europe ». Ils sont associés à la culture Lincombien-Ranisien-Jerzmanowicien (LRJ) qui a pour caractéristique de produire des pointes foliacées. Ils appartiennent à la même population que celle de Zlatý kůň (en) en Tchéquie. Cette lignée s'est éteinte laissant la place (vers 30 000 ans AP) aux lignées Věstonice (Italie et Tchéquie) et Fournol (France et péninsule ibérique) — toutes deux de culture Gravettienne. Seule cette dernière lignée a survécu au dernier maximum glaciaire et participe au peuplement actuel de l'Europe de l'Ouest,. Les reconstitutions génétiques montrent que les chasseurs-cueilleurs européens, déjà hybridés avec les Néandertaliens, avaient conservé une peau foncée,. 
Il y a 40 000 ans, avec le début de l'évènement de Heinrich 4, l'Aurignacien proprement dit évolue en Europe centrale et méridionale et succède à d'autres cultures à travers le continent. La vague d'Hommes modernes de culture aurignacienne remplace les Hommes de Néandertal et leur culture moustérienne. Dans la vallée du Danube, l'Aurignacien présente des sites très rares par rapport aux traditions postérieures jusqu'à il y a 35 000 ans. À partir de cette époque, l'« Aurignacien typique » devient assez répandu ; il s'étend jusqu'à il y a 29 000 ans.
L'Aurignacien est progressivement remplacé par la culture gravettienne, mais on ne sait pas quand l'Aurignacien s'est éteint, car il est mal défini. Des outils « aurignacoïdes » ou « épiaurignaciens » tardifs sont datés de 18 à 15 000 ans.  On ne connaît pas avec certitude le lieu où la première occurrence de la culture gravettienne est identifiée ; ce pourrait être l'Allemagne il y a environ 37 500 ans, ou le dernier abri de roche Buran-Kaya III en Crimée il y a environ 38 à 36 000 ans. Dans les deux cas, l'apparition du Gravettien coïncide avec une baisse de température importante. On ne sait pas non plus d'où vient le Gravettien, car il diffère considérablement de l'Aurignacien et ne peut donc pas en être issu. Pour rendre compte de la genèse gravettienne, les spécialistes invoquent en Europe centrale une évolution du Szélétien qui existait il y a 41 à 37 000 ans (il s'est développé à partir du Bohunicien), ou des cultures ahmariennes ou apparentées, du Proche-Orient ou du Caucase, qui existaient à une époque antérieure à 40 000 ans.
Pendant la dernière glaciation, l'Europe serait restée isolée génétiquement du reste du monde jusqu'à il y a 14 000 ans.

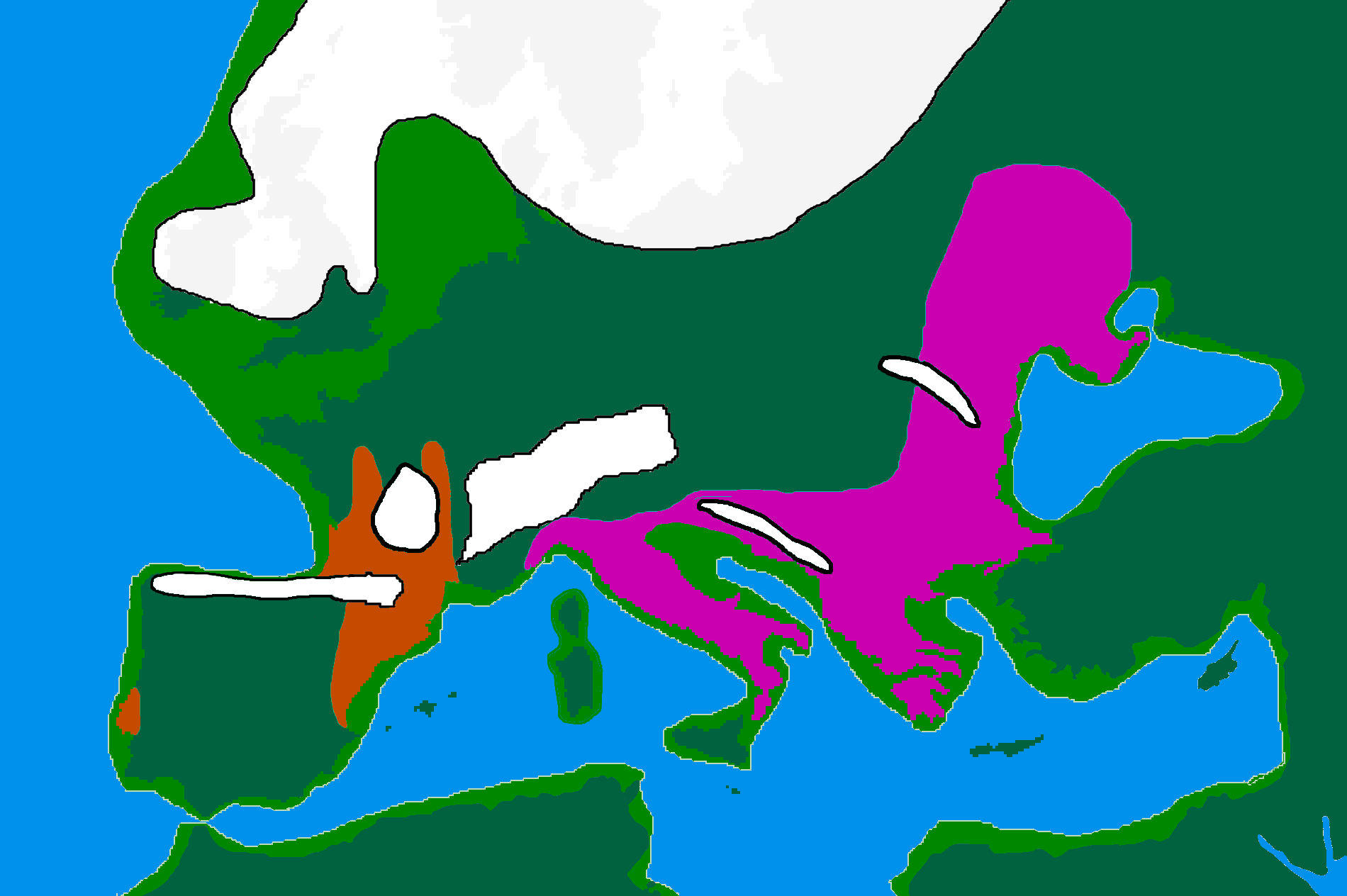
Zones refuges pour les Homo sapiens en Europe pendant le dernier maximum glaciaire il y a environ 20000 ans.
Solutréen
Épigravettien

Le refroidissement s'intensifie il y a environ 29 000 ans ; il culmine lors du dernier maximum glaciaire (Last Glacial Maximum, LGM) il y a environ 21 000 ans, période au cours de laquelle la Scandinavie, la région de la Baltique, les îles Britanniques et les Alpes sont couvertes de glaciers et la glace hivernale atteint la côte française. La majeure partie de l'Europe est alors un désert polaire ; sur la côte méditerranéenne s'étendent des steppes à mammouths et des steppes boisées. De larges pans de l'Europe étant inhabitables, deux cultures distinctes émergent, avec des technologies uniques permettant aux humains de s'adapter au nouvel environnement : le Solutréen, qui, dans le sud-ouest de l'Europe, invente de toutes nouvelles technologies, et l'Épigravettien, qui, de l'Italie à la plaine russe, adapte les précédentes technologies gravettiennes. Les peuples solutréens habitent la zone de pergélisol, tandis que les peuples épigravettiens (arrivés probablement des Balkans vers 17 000 ans AP en Italie) semblent être restés dans des zones moins inhospitalières, et gelées de façon saisonnière seulement. Peu de sites datant de cette période sont connus aujourd'hui.
Les glaciers commencent à reculer il y a environ 20 000 ans ; le Magdalénien colonise l'Europe occidentale et centrale (succédant au Solutréen) au cours des deux mille années suivantes. À partir du début du Dryas, il y a environ 14 000 ans, les traditions magdaléniennes finales se développent, à savoir l'Azilien, l'Hambourgien et le Creswellien. Pendant le réchauffement de Bølling–Allerød (en), des gènes plus orientaux apparaissent chez les Européens indigènes, indiquant la fin de l'isolement génétique de l'Europe de l'Ouest.
Les cultures du Magdalénien et de l'Épigravettien sont complètement remplacées par le Mésolithique au début de l'Holocène.
Il faudra attendre 6 000 ans AP pour qu'une influence proche-orientale (néolitique) importante soit observable en Europe de l'Ouest.

## Classifications au cours duXIXesiècle

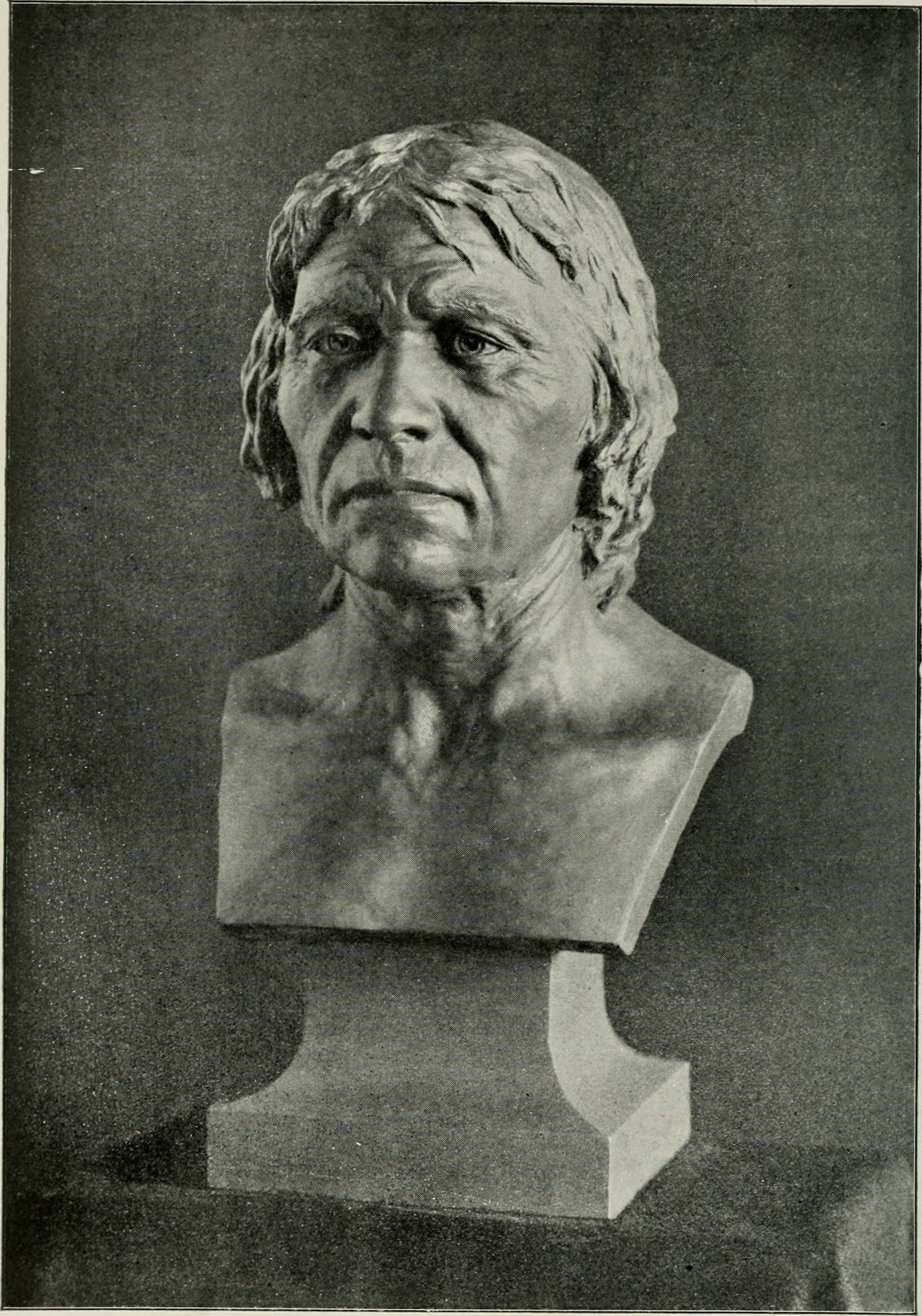
Reconstitution de Cro-Magnon 1, 1916.

Les premiers Hommes modernes européens ont été historiquement appelés « Cro-Magnons » dans la littérature scientifique jusqu'aux années 1990. Le nom « Cro-Magnon » vient des 5 squelettes découverts par le paléontologue français Louis Lartet en 1868 dans l'abri sous-roche de Cro-Magnon, en France (Les Eyzies, en Dordogne).
Des fossiles et des artefacts du Paléolithique étaient connus depuis des décennies, mais ils avaient été interprétés d'abord dans le cadre d'un modèle créationniste (le concept d'évolution n'ayant pas encore été inventé). Ainsi, le squelette fossile appelé la Dame rouge de Paviland, du sud du Pays de Galles, a été décrit en 1822 par le géologue Révérend William Buckland comme celui d'une habitante de la Grande-Bretagne romaine, Buckland supposant qu'aucun reste humain ne pouvait être antérieur au Déluge biblique. D'autres auteurs cependant ont soutenu que ce squelette était une preuve de l'existence de personnes antédiluviennes (d'avant le Déluge) en Grande-Bretagne ; le géologue Charles Lyell, figure du mouvement actualiste, qui gagnait du terrain, affirmait que les matériaux fossiles étaient bien antérieurs à la chronologie biblique.
Des scientifiques du XIXe siècle, lecteurs de L'Origine des espèces (1859) de Charles Darwin, et partisans d'un classement racial de l'espèce humaine, ont distingué des sous-espèces et sous-races putatives d'Hommes modernes en se fondant sur des mesures pseudoscientifiques, inspirées de l'anthropométrie, de la physiognomonie et de la phrénologie, ceci jusqu'au XXe siècle:93–96. Ils s'inscrivaient dans la continuité du Système de la Nature de Carl von Linné qui déjà, en 1735, classait les Homo sapiens en sous-espèces ou races en fonction de leurs comportements supposés et selon des critères racistes : Linné distinguait ainsi « Homo sapiens Europaeus » (origine européenne, régi par des lois), « Homo sapiens Afer » (origine africaine, régi par l'impulsion), « H. s. Asiaticus » (origine asiatique, régi par les opinions) et « H. s. Americanus » (descendance amérindienne, régi par les coutumes). Le système de classification raciale est rapidement étendu aux spécimens fossiles de premiers Hommes modernes européens et à ceux de Néandertaliens dès que leur ancienneté est reconnue[réf. incomplète]:110. Des sous-races supposées de la « race Cro-Magnon » comprennent « H. pre-aethiopicus » pour un crâne de Dordogne qui avait des « affinités éthiopiennes », « H. predmosti » ou « H. predmostensis » pour une série de crânes de Brno, en République tchèque, prétendument transitoire entre les Néandertaliens et les premiers Hommes modernes européens :110–111, « H. mentonensis » pour un crâne de Menton, en France :88, « H. grimaldensis » pour l'Homme de Grimaldi et d'autres squelettes près de Grimaldi, à Monaco :55, et « H. aurignacensis » ou « H. a. Hauseri » pour le crâne de Combe-Capelle:15.
Les arcades sourcilières proéminentes ont été classées comme un trait hérité des singes et par conséquent, les Néandertaliens (ainsi que les Australiens aborigènes) ont été considérés comme une race inférieure, naturellement conquise par une race européenne supérieure[réf. incomplète]:116. Joseph Deniker et William Z. Ripley font partie de ces anthropologues qui établissent une classification raciste des Homo sapiens : en 1900, ils présentent les premiers Hommes modernes européens comme des proto-aryens grands et intelligents, venus de Scandinavie et d'Allemagne, supérieurs aux autres « races ». D'autres théories raciales évoquent des races ou sous-espèces devenant progressivement plus légères, plus blondes et supérieures, évoluant en Europe centrale et s'étendant par vagues pour remplacer leurs ancêtres plus sombres, processus dont l'aboutissement serait la « race nordique ». De telles théories s'accordaient avec le nordicisme et le pangermanisme (c'est-à-dire l'idéologie de la suprématie aryenne), qui ont gagné en popularité juste avant la Première Guerre mondiale, puis qui ont servi aux nazis pour justifier la conquête de l'Europe et l'exaltation du peuple allemand pendant la Seconde Guerre mondiale :203–205. La stature était un des critères retenus pour distinguer ces sous-races, de sorte que les premiers Hommes modernes européens plus grands, tels que les spécimens des sites français de Cro-Magnon, Paviland et Grimaldi étaient classés comme ancestraux de la « race nordique », tandis que les plus petits — les spécimens de Combe-Capelle et de Chancelade (également en France) — étaient considérés comme les précurseurs de la « race méditerranéenne » ou des « Esquimoïdes ». Dans les années 1940, le mouvement positiviste, qui s'est battu contre les idéologies politiques qui grèvent la science et qui avait pris son essor environ un siècle plus tôt, gagne le soutien de l'anthropologie européenne ; l'association de l'idéologie raciste et du nazisme contribue à rendre la raciologie obsolète :137.

Représentations au XIXe siècle des premiers Hommes modernes européens.
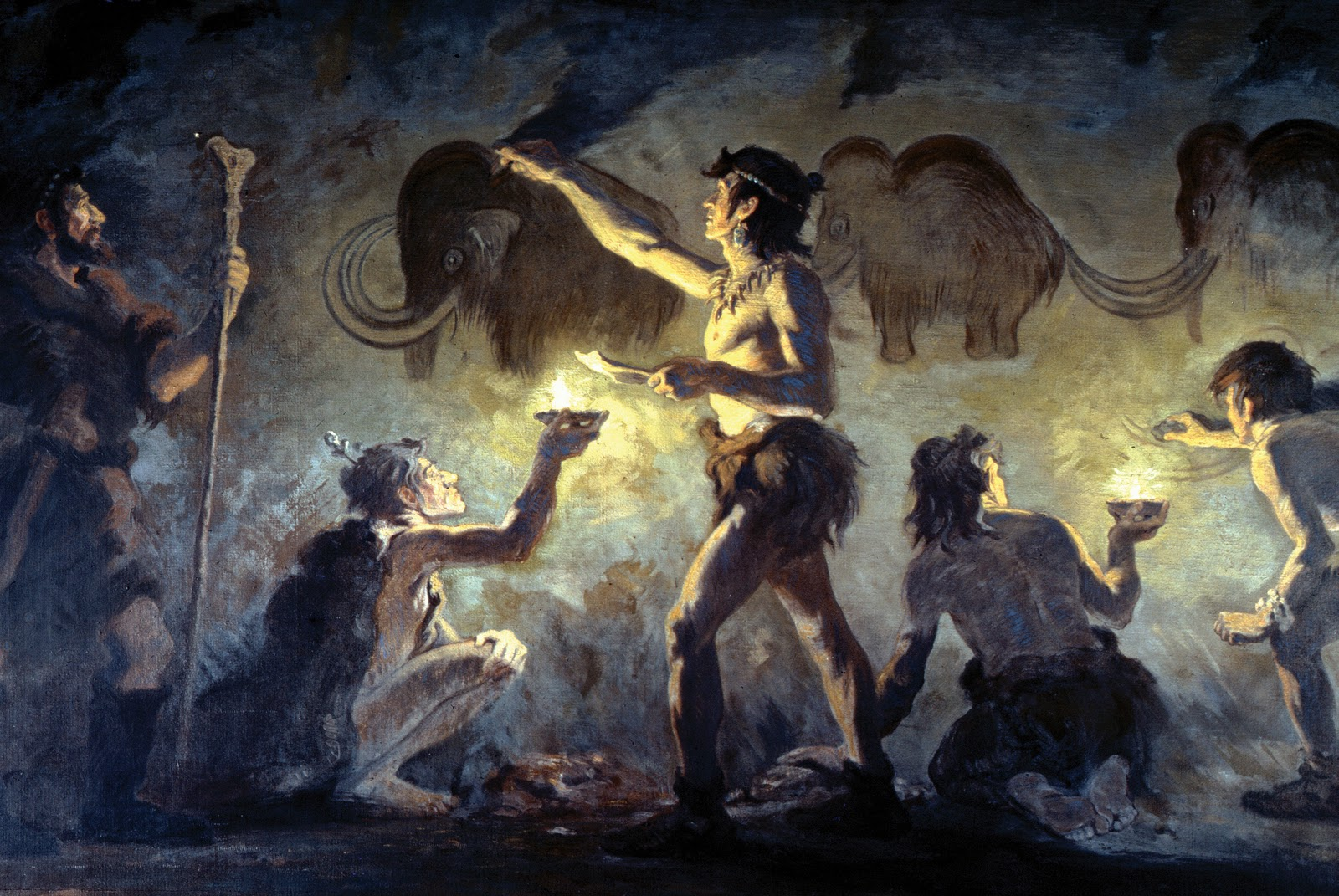
Reconstitution de peintres magdaléniens à Font-de-Gaume, France, Charles R. Knight, 1920.
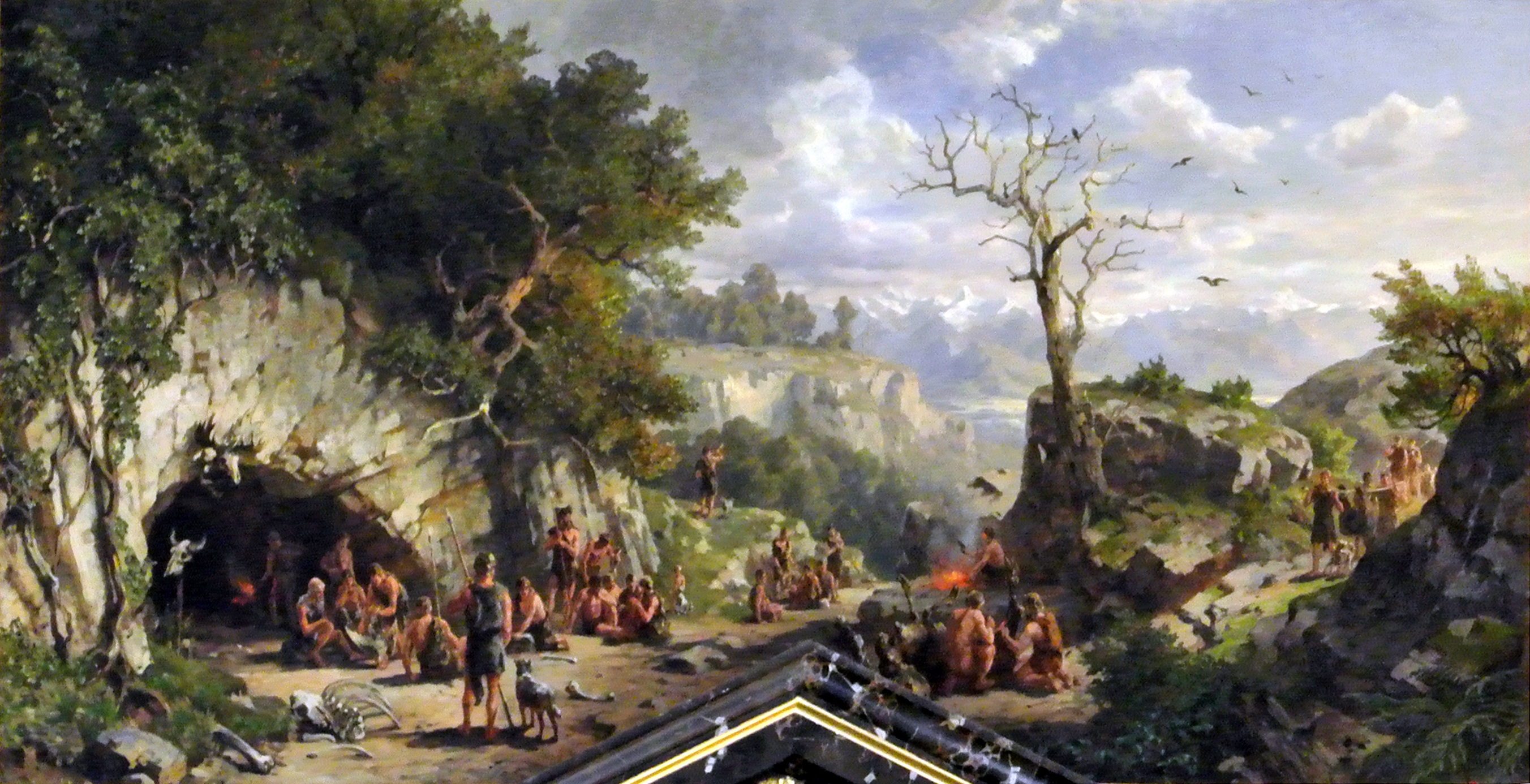
Ideal picture from the Stone Age, Hugo Darnaut, 1885.
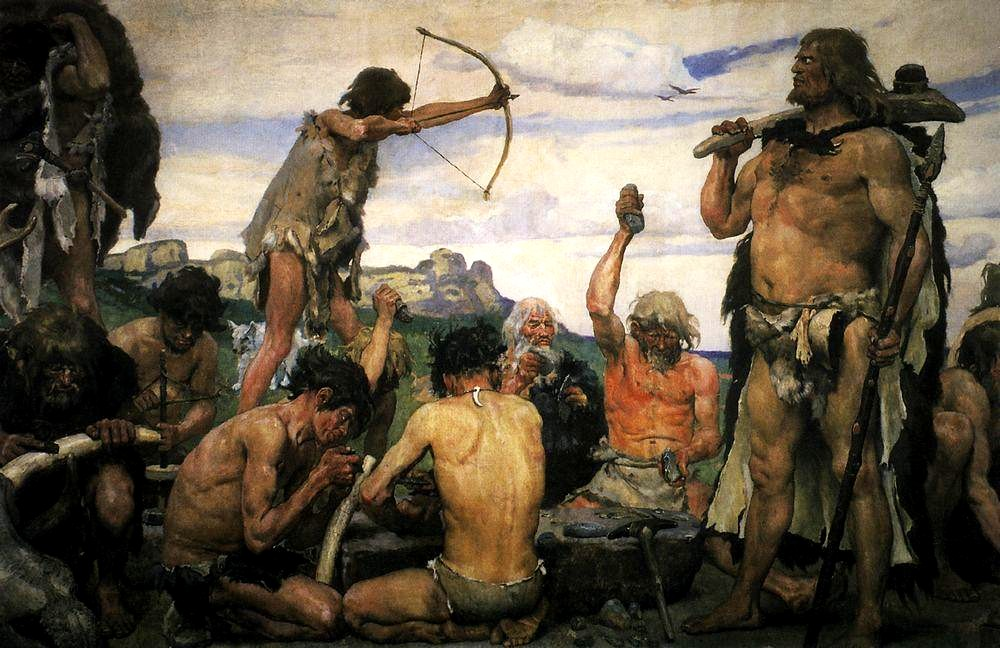
Stone Age (L'Âge de pierre), Viktor Vasnetsov, 1882–1885.
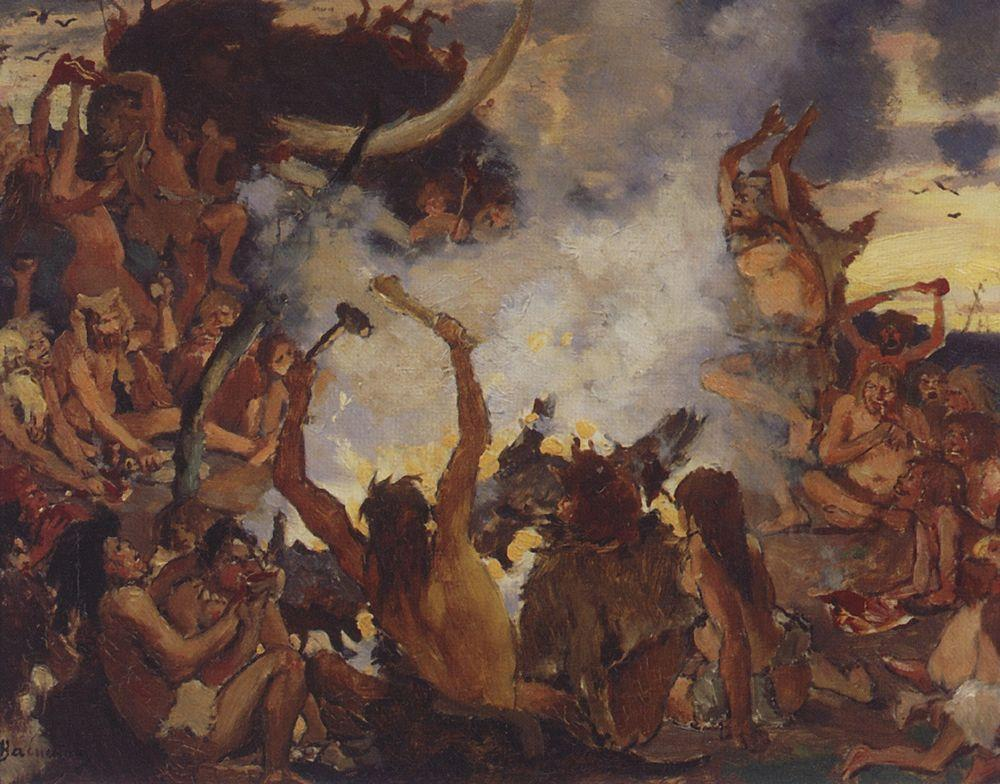
The Feast (Le Banquet), Viktor Vasnetsov, 1883.

## Biologie

### Attributs physiques
Pour 28 spécimens humains modernes datés de 190 000 à 25 000 ans, le volume cérébral moyen était estimé à environ 1 478 cm3 et, pour 13 spécimens de premiers Hommes modernes européens, à environ 1 514 cm3. En comparaison, le volume cérébral des humains d'aujourd'hui est en moyenne de 1 350 cm3, soit nettement inférieur. En effet, le cerveau des premiers Hommes modernes européens présente une longueur moyenne du lobe frontal et une hauteur du lobe occipital plus grande que celle des Hommes d'aujourd'hui. Les lobes pariétaux, cependant, sont réduits chez les premiers Homo sapiens européens. On ne sait pas si cela correspond à des différences fonctionnelles entre les humains actuels et les premiers humains modernes.
Les premiers Hommes modernes européens sont physiquement semblables aux humains d'aujourd'hui, avec un neurocrâne globulaire, un visage complètement plat, une arcade sourcilière gracile et un menton défini. Cependant, les os des premiers Hommes modernes européens sont un peu plus épais et plus robustes. Par rapport aux Européens d'aujourd'hui, les premiers Hommes modernes ont aussi des visages plus larges et plus courts, des arcades sourcilières plus proéminentes, des dents plus grandes, des mâchoires supérieures plus courtes, des pommettes plus orientées horizontalement et des orbites plus rectangulaires. Les trois derniers traits sont communs avec les Asiatiques de l'Est d'aujourd'hui.

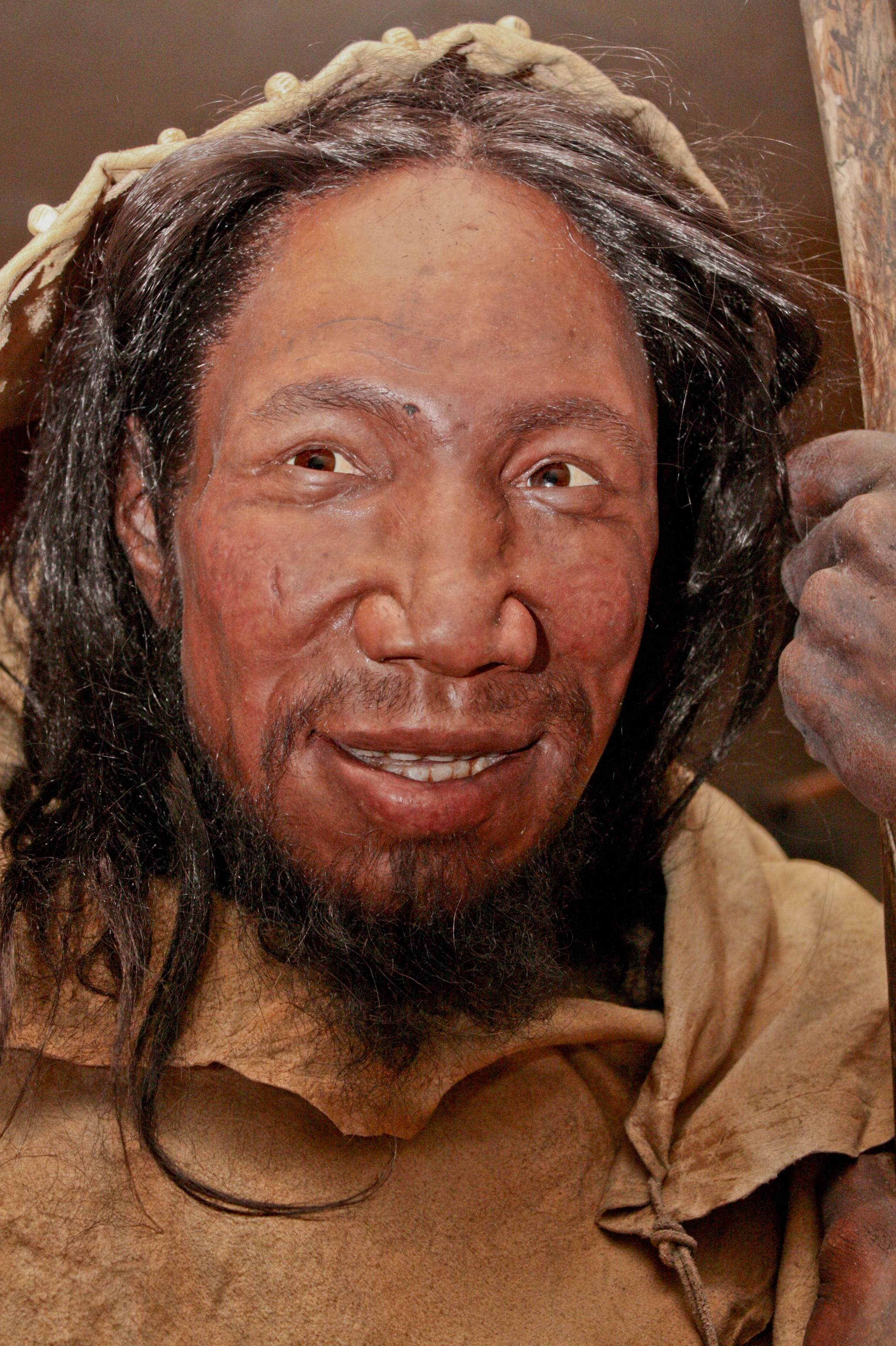
Reconstruction de l'Oase 2 vieille de 40000 ans.

La taille au début du Paléolithique supérieur en Europe occidentale de 20 hommes et 10 femmes est estimée à 1,76 m et 1,629 m respectivement. Cette moyenne est similaire à celle que l'on peut mesurer chez les Européens du Nord modernes post-industriels. En revanche, dans un échantillon de 21 et 15 hommes et femmes d'Europe occidentale du Paléolithique supérieur tardif, les moyennes n'étaient plus que de 1,65 m et 1,53 m, proches de celles des humains modernes préindustriels. On ne sait pas pourquoi les premiers Hommes modernes européens du début du Paléolithique supérieur étaient plus grands, d'autant plus que les créatures du climat froid ont généralement des membres courts et sont de petite taille pour mieux retenir la chaleur corporelle. Plusieurs hypothèses ont été proposées pour expliquer cette grande taille : le maintien d'une condition ancestrale, celle d'Hommes que l'on suppose grands ; une alimentation de meilleure qualité grâce à la chasse de la mégafaune qui s'est éteinte plus tard ; une adaptation fonctionnelle permettant d'augmenter la longueur de foulée et l'efficacité du mouvement lors de la course pendant la chasse ; un territorialisme croissant parmi les premiers Hommes modernes européens ultérieurs réduisant le flux génétique entre les communautés et augmentant le taux de consanguinité ; ou un biais statistique dû au faible effectif de l'échantillon ou parce que les personnes plus grandes étaient plus susceptibles d'atteindre un statut plus élevé dans un groupe et étaient donc plus susceptibles d'être enterrées et préservées.
On a généralement supposé que les premiers Hommes modernes en Europe avaient, comme les Européens d'aujourd'hui, la peau claire comme une adaptation leur permettant d'absorber la vitamine D du soleil moins lumineux dans les régions du nord. Cependant, sur les trois gènes prédominants responsables de la peau plus claire chez les Européens actuels — KITLG, SLC24A5 et SLC45A2 (en) —, les deux derniers, ainsi que le gène TYRP1 (en) associé aux cheveux plus clairs et à la couleur des yeux, ont connu une sélection positive tardivement, il y a 19 000 à 11 000 ans, lors de la transition mésolithique, et ces trois gènes ne sont devenus plus répandus à travers le continent qu'à l'âge du bronze, soit vers 2500 av. J.-C..

### Génétique
Alors que les humains anatomiquement modernes ont été présents en dehors de l'Afrique pendant quelques intervalles de temps isolés probablement il y a 250 000 ans, les non-Africains d'aujourd'hui descendent de la migration hors de l'Afrique qui s'est produite il y a environ 65 000 à 50 000 ans. Ce mouvement était une conséquence de l'expansion rapide en Afrique de l'Est associée à l'Haplogroupe L3 d'ADNmt,. L'analyse de l'ADN mitochondrial place les premiers Hommes modernes européens comme le groupe frère des groupes du Paléolithique supérieur d'Asie de l'Est (« proto-mongoloïdes »), la divergence se produisant il y a environ 50 000 ans.
Les preuves génétiques suggèrent que les premiers humains modernes se sont croisés avec des Néandertaliens. On estime que les gènes du génome actuel sont entrés il y a environ 65 000 à 47 000 ans, très probablement en Asie occidentale, peu de temps après la sortie hors d'Afrique des humains modernes,. En 2015, l'analyse du fossile Oase 2, un Homo sapiens de 40 000 ans, en Roumanie, a révélé chez cet Homme moderne entre 6 et 9 % d'ADN néandertalien (estimation ponctuelle 7,3 %), indiquant un ancêtre néandertalien jusqu'à quatre à six générations plus tôt. Le pourcentage de gènes néandertaliens a progressivement diminué avec le temps, ce qui pourrait indiquer qu'ils étaient inadaptés et ont été sélectionnés hors du pool de gènes. 
Néanmoins, aucun des individus d'avant 40 ka n'a laissé de traces substantielles dans la composition génétique des populations eurasiennes actuelles. Les génomes les plus anciens portant des ancêtres qui dérivent principalement de la lignée menant à des Européens actuels sont Kostenki 14 (à partir de 37 ka, Russie occidentale), Goyet Q116-1 (35 ka, associé à l'Aurignacien en Belgique) et Bacho Kiro 1653 (35 ka en Bulgarie). Ces données suggèrent que les ancêtres génétiques identifiés chez les individus avant 40 ka analysés jusqu'à présent se sont largement éteints ou ont été assimilés par des expansions ultérieures.

## Culture
Une transition nommée la «Révolution du Paléolithique supérieur» qui a conduit à une complexification technologique notable permet de distinguer le «Paléolithique moyen» et le «Paléolithique supérieur» ; l'idée de « modernité comportementale » est associée à cet événement, observé dans une large mesure dans l'archéologie d'Europe occidentale. Les spécialistes ne s'accordent pas sur la question de savoir s'il y a eu un développement brusque ou une lente progression qui a commencé bien avant le Paléolithique supérieur, comme le montrent notamment les archives archéologiques non européennes. Les technologies modernes comprennent : la production de microlithes, l'utilisation courante d'os et de bois de cervidés, l'utilisation courante d'outils de broyage et de martelage, des indices d'une décoration corporelle de haute qualité, la production de statuettes, des réseaux commerciaux longue distance et une technologie de chasse améliorée, En ce qui concerne l'art, les Magdaléniens ont produit certaines des pièces paléolithiques les plus complexes, et ont décoré avec soin des objets de la vie quotidienne.

### Société

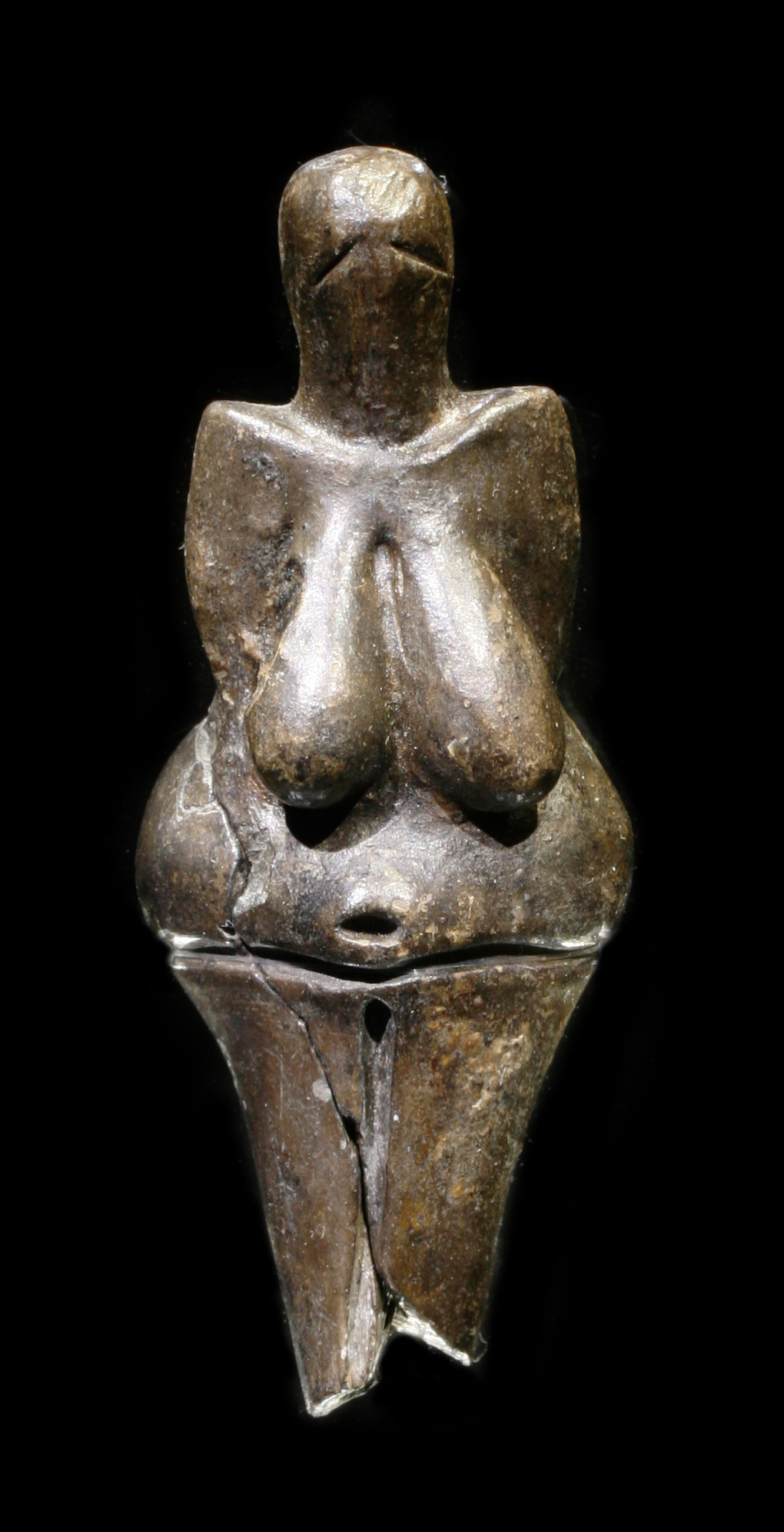
Vénus de Dolní Věstonice, Gravettien, République tchèque

L'idée d'une prédominance préhistorique du matriarcat ou d'une société centrée sur la maternité, très différente du patriarcat prédominant dans les sociétés historiques a été développée pour la première fois en 1861 par le juriste Johann Jakob Bachofen dans Mother Right: An Investigation of the Religious and Juridical Character of Matriarchy in the Ancient World. Selon les premiers tenants de cette thèse, la monogamie n'étant pas une pratique dominante dans les temps anciens, la lignée paternelle était par conséquent très incertaine. Le passage du matriarcat au patriarcat était, pour les penseurs du XIXe siècle, un bond en avant. Cependant, de manière assez contradictoire, lorsque les premières représentations paléolithiques d'humains ont été découvertes, les sculptures appelées figurines de Vénus - qui mettent en évidence des zones fortement sexualisées dans la culture moderne - ont été initialement interprétées comme de nature pornographique ; on a donc supposé que les hommes étaient les principaux auteurs des œuvres d'art au Paléolithique, tandis que les femmes étaient chargées d'élever les enfants et de divers travaux domestiques, ce qui équivaut à un système social patriarcal. La première Vénus découverte a ainsi été nommée "Vénus impudique" par son découvreur Paul Hurault, 8e marquis de Vibraye, en raison de sa nudité et de sa vulve exagérément mise en avant. Le nom « Vénus », qui fait référence à la déesse romaine de la beauté, implique en lui-même un but érotique.
Le mouvement féministe de première vague a interprété les figurines dites de Vénus comme une preuve de l'adoration d'une déesse mère dans le cadre d'une religion matriarcale ; ce mouvement a attaqué le patriarcat et postulant l'existence au Paléolithique d'une société égalitaire ou matrifocale (centrée sur la mère), et non patriarcale. Ainsi, au milieu du XXe siècle, les Vénus étaient principalement interprétées comme l'indice d'un culte de la fertilité paléolithique.
Dans le contexte du mouvement féministe de la deuxième vague, l'archéologue lituanienne-américaine Marija Gimbutas a défendu l'hypothèse d'une religion matriarcale préhistorique. Ses analyses ont influencé le Goddess movement (en) (le mouvement de la Déesse). Des arguments tout aussi ardents contre l'hypothèse du matriarcat ont été exposés en 2000 dans The Myth of Matriarchal Prehistory (en) de la spécialiste des religions américaines Cynthia Eller (en).
Les archives archéologiques suggèrent que les représentations de femmes sont nettement plus courantes que les représentations d'hommes. Alors que les statuettes de Vénus sont très communes dans le Gravettien, les représentations d'hommes pendant la même période gravettienne sont rares et contestées, la seule fiable étant une figurine en ivoire fragmentée dans la tombe d'un site pavlovien à Brno, en République tchèque (c'est aussi la seule statuette trouvée dans une tombe paléolithique). Il y a moins de 100 représentations d'hommes dans les archives archéologiques des premiers Hommes modernes européens (parmi elles, environ un tiers sont représentées avec une érection) En revanche, la plupart des personnes qui ont reçu un enterrement (ce qui indique peut-être un statut social élevé) sont des hommes. Anatomiquement, la robustesse des membres n'est pas toujours sensiblement différente entre les hommes et les femmes parmi les premiers Homo sapiens d'Europe. Un faible degré de dimorphisme sexuel à travers le Pléistocène supérieur pourrait signifier que la division sexuelle du travail, qui caractérise les sociétés historiques (à la fois agricoles et de chasseurs-cueilleurs), n'est devenue courante que dans l'Holocène.

### Chasse
De nombreux indices montrent que les premiers Hommes modernes d'Europe ont souvent enfermé de grandes proies dans des espaces confinés naturels (contre un mur de falaise ou un plan d'eau par exemple) afin d'abattre efficacement des troupeaux entiers d'animaux. Ces premiers Hommes modernes semblent avoir programmé des massacres de manière à les faire coïncider avec les périodes de migration, en particulier pour les cerfs élaphes, les chevaux, les rennes, les bisons, les aurochs et les bouquetins, et parfois les mammouths laineux ; la consommation de poissons saisonniers abondants devient aussi plus fréquente au Paléolithique moyen et supérieur. Les peuples magdaléniens semblent avoir davantage dépendu des petits animaux, des ressources aquatiques et des plantes que leurs prédécesseurs, probablement en raison de la rareté relative du gros gibier européen qui a suivi le dernier maximum glaciaire (il y a 21 000 ans) et l'événement d'extinction quaternaire). Les peuples d'après le dernier maximum glaciaire ont un taux relativement plus élevé de maladies liées à une carence nutritionnelle ; leur taille se réduit. Néanmoins, certains sites magdaléniens (il y a 17 000 à 12 000 ans) révèlent des pratiques maintenues d'abattage de troupeaux de chevaux et de cerfs. Dans le sud-ouest de la France, en particulier, les premiers Hommes modernes dépendaient fortement des rennes ; ces communautés suivaient probablement les troupeaux, l'occupation du Périgord et des Pyrénées ne se produisant qu'en été,. Les communautés épigravettiennes se concentrent généralement sur la chasse d'une espèce de gros gibier, le plus souvent le cheval ou le bison. Il est possible que la chasse par Homo sapiens ait empêché la recolonisation de la majeure partie de l'Europe par la mégafaune à la suite du dernier maximum glaciaire daté de 21 000 ans (comme les mammouths, les rhinocéros laineux, les élans irlandais et les lions des cavernes), contribuant en partie à leur extinction définitive, qui a eu lieu au début ou au cours de l'Holocène selon les espèces ; au facteur humain, il faut ajouter le retrait rapide des steppes qui constituaient l'habitat de cette mégafaune.
Pour la fabrication des armes, les premiers Hommes modernes en Europe ont taillé des pointes de lance en utilisant principalement des os et des bois de cervidé, probablement parce que ces matériaux étaient abondants et solides ; ces mêmes matériaux sont entrés aussi dans la fabrication de javelots.
Les artisans aurignaciens fabriquaient des fers de lance en forme de losange. Il y a 30 000 ans, les fers de lance présentent une base plus arrondie ; il y a 28 000 ans sont introduites les têtes en forme de fuseau. Pendant le Gravettien apparaît la production de des fers de lance à base biseautée. Au début du dernier maximum glaciaire, les Hommes modernes en Europe inventent le propulseur, qui augmente la force et la précision du projectile. Les fers de lance en pierre avec des feuilles et des pointes à cran deviennent plus répandus pendant le Solutréen. Les grands et les petits fers de lance ont été produits en grande quantité, les plus petits peuvent avoir été attachés à des fléchettes de projectile.
La technologie osseuse a été revitalisée pendant le Magdalénien ; la technologie à longue portée ainsi que les harpons deviennent beaucoup plus répandus. Certains fragments de harpon sont supposés avoir été des lances utilisées pour la pêche sous-marine, ou des tridents. De vrais harpons sont découverts généralement le long des routes de migration saisonnière du saumon.

Chasse au Paléolithique supérieur
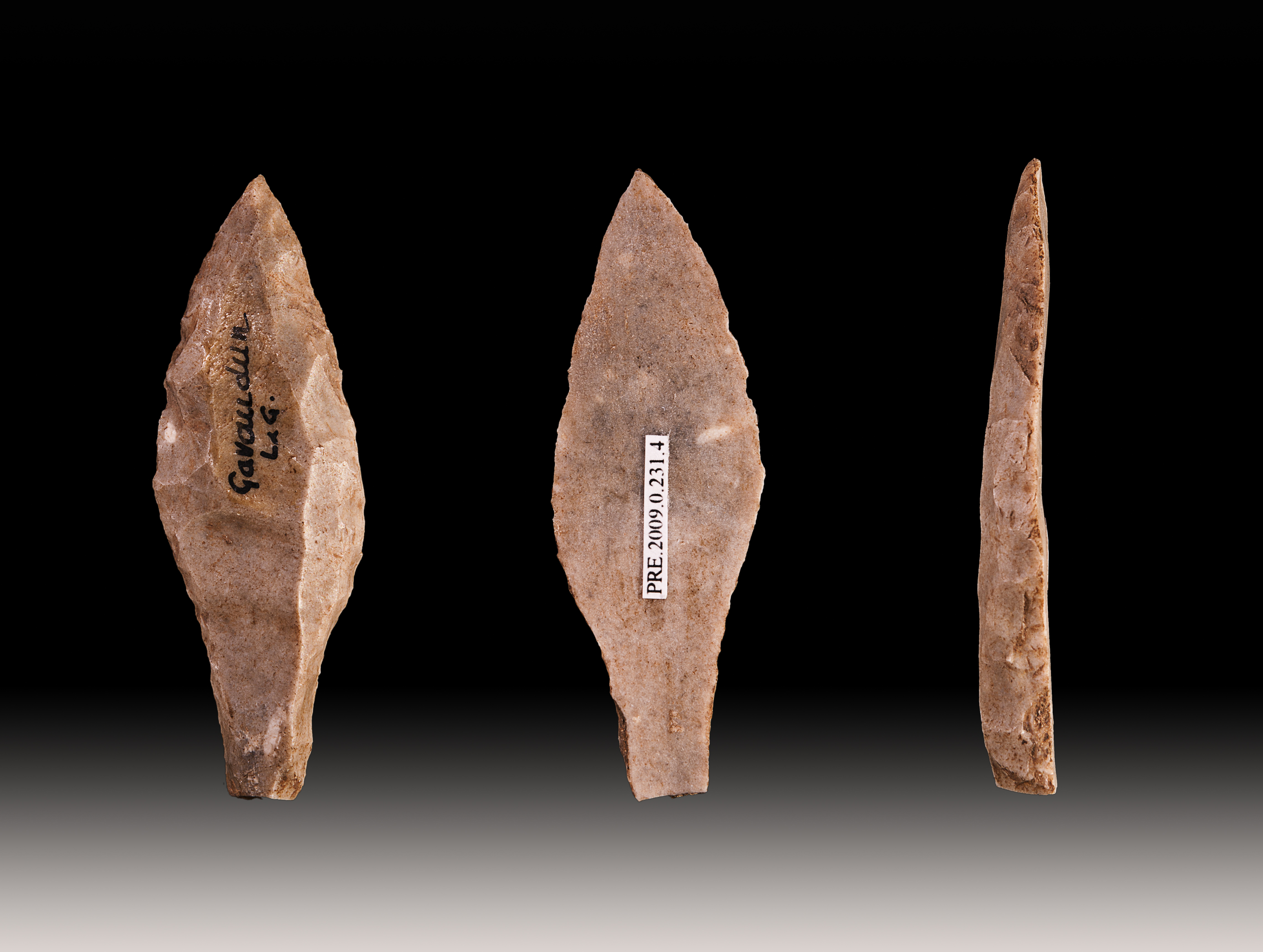
Pointe de flèche du Gravettien
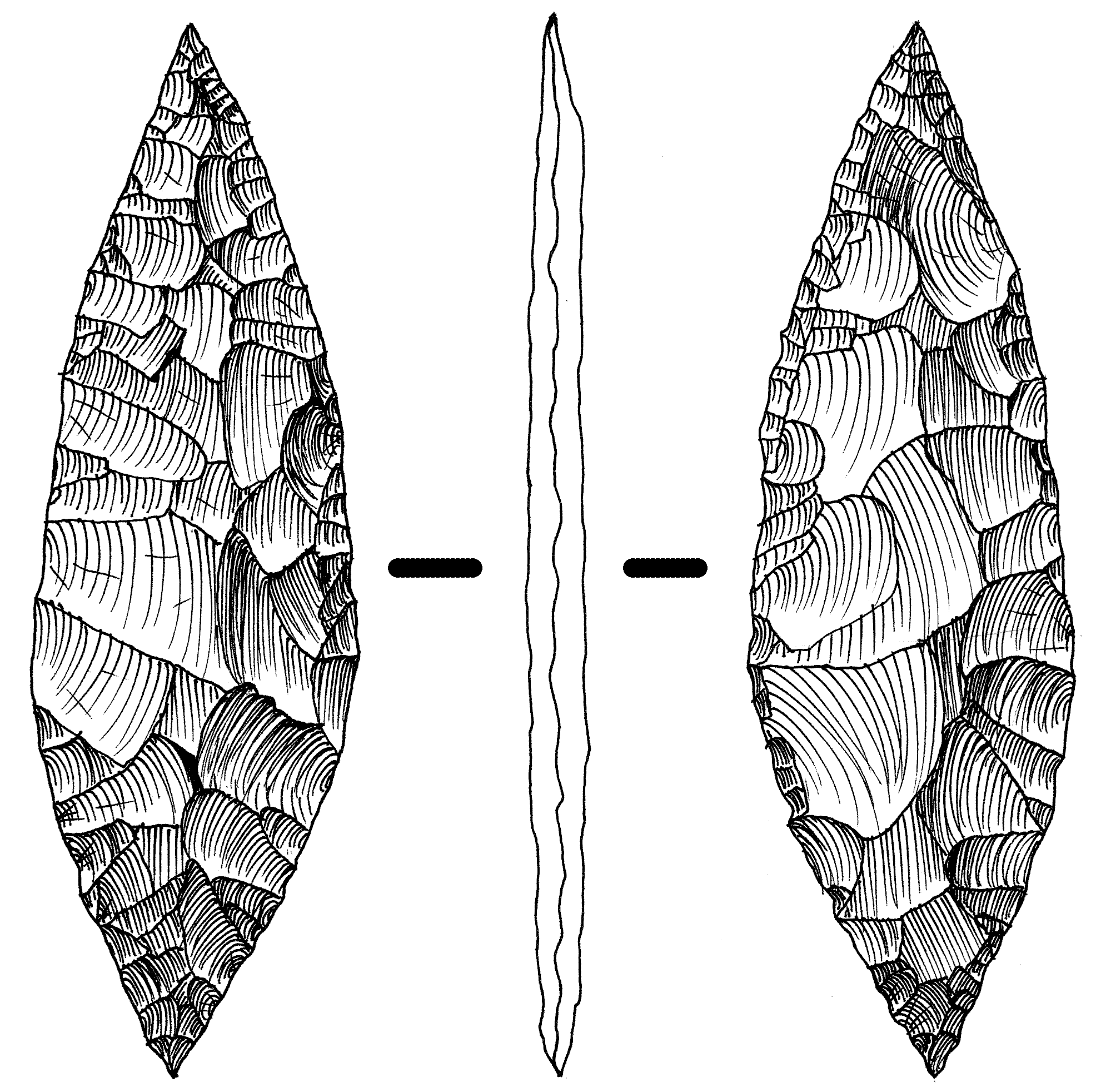
Pointe foliacée (feuille de laurier) du Solutréen
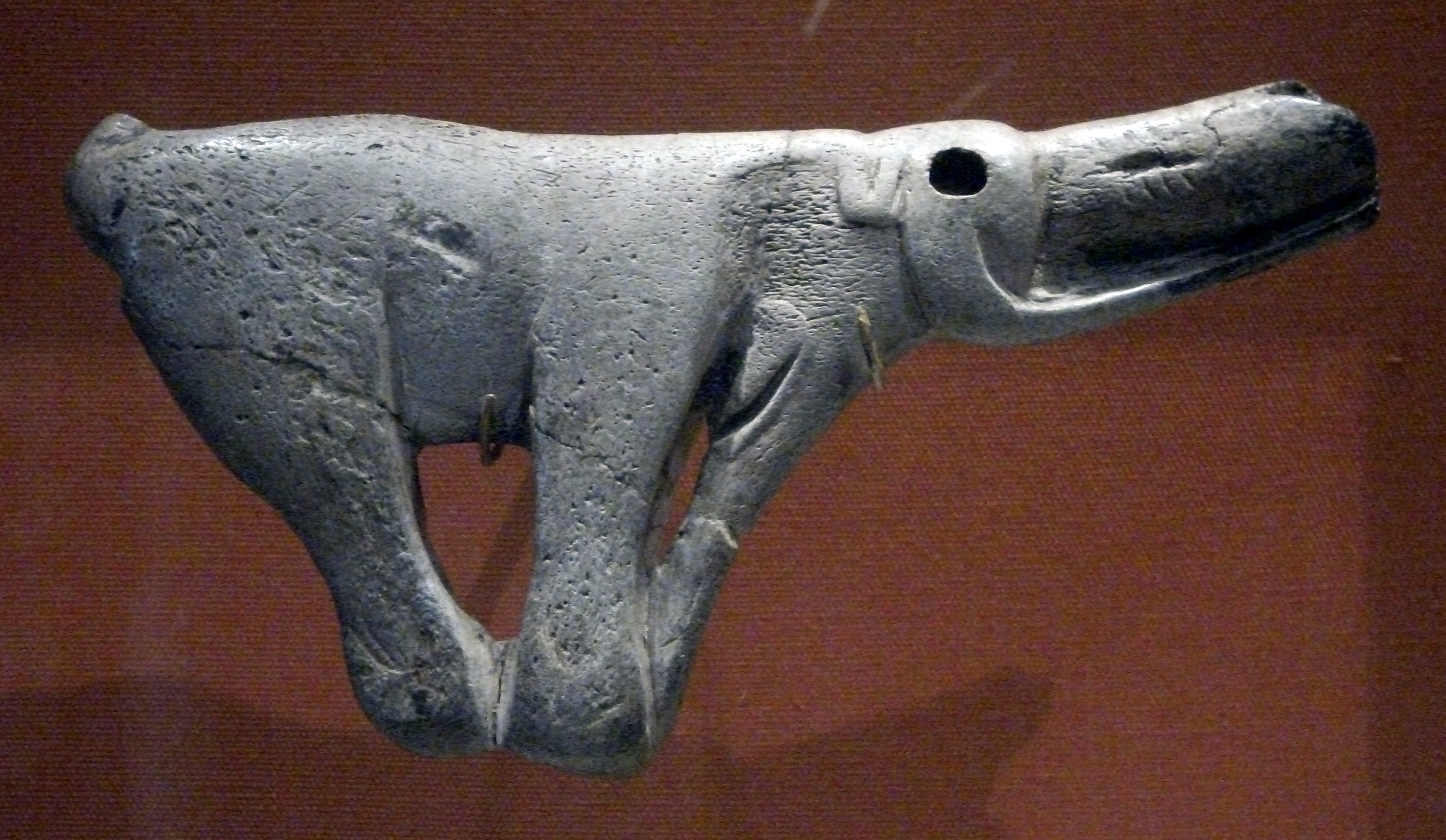
Propulseur en forme de mammouth, Magdalénien (16 500 ans, France).
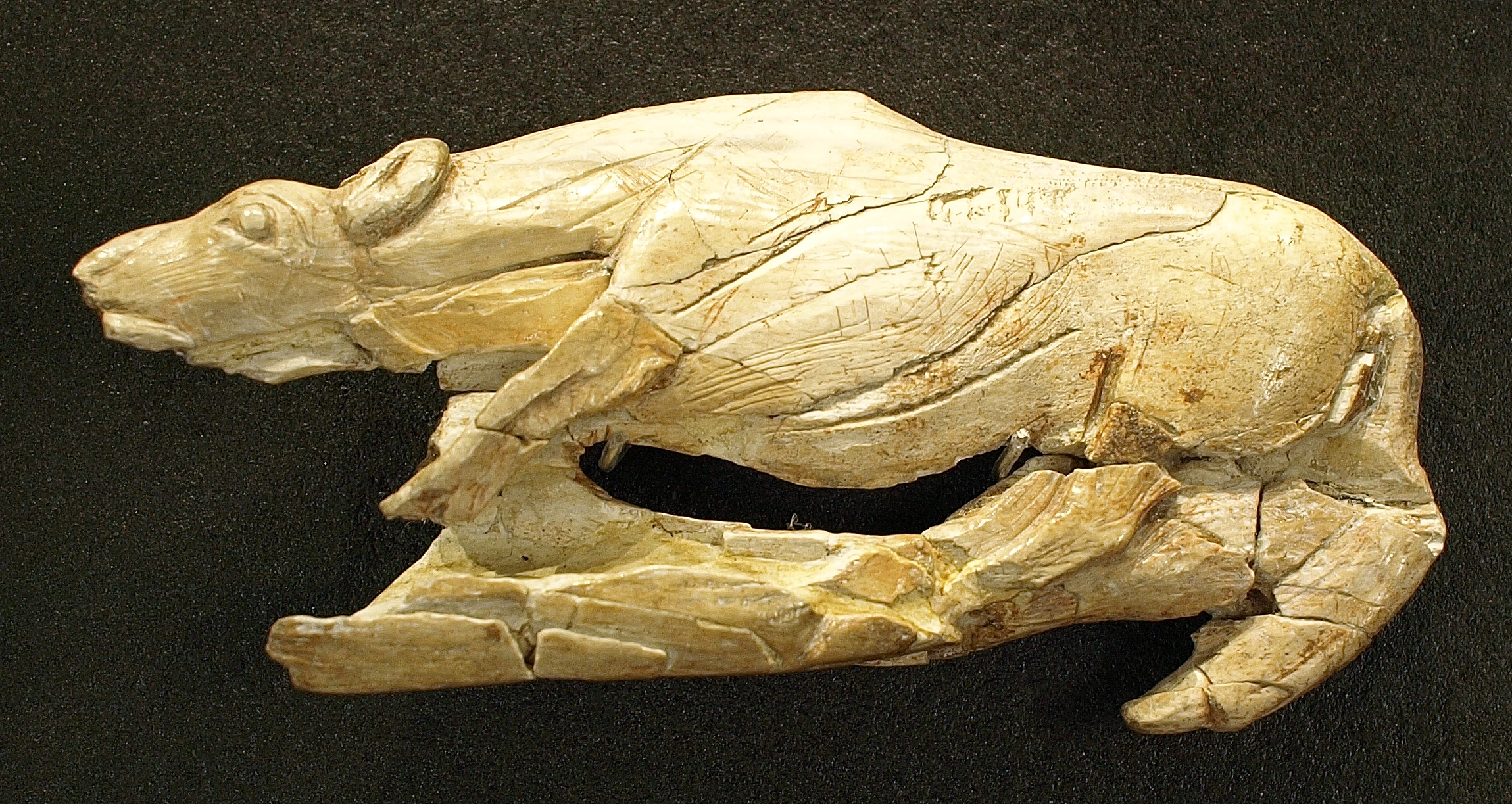
Propulseur dit « à la hyène rampante », en bois de renne, Magdalénien
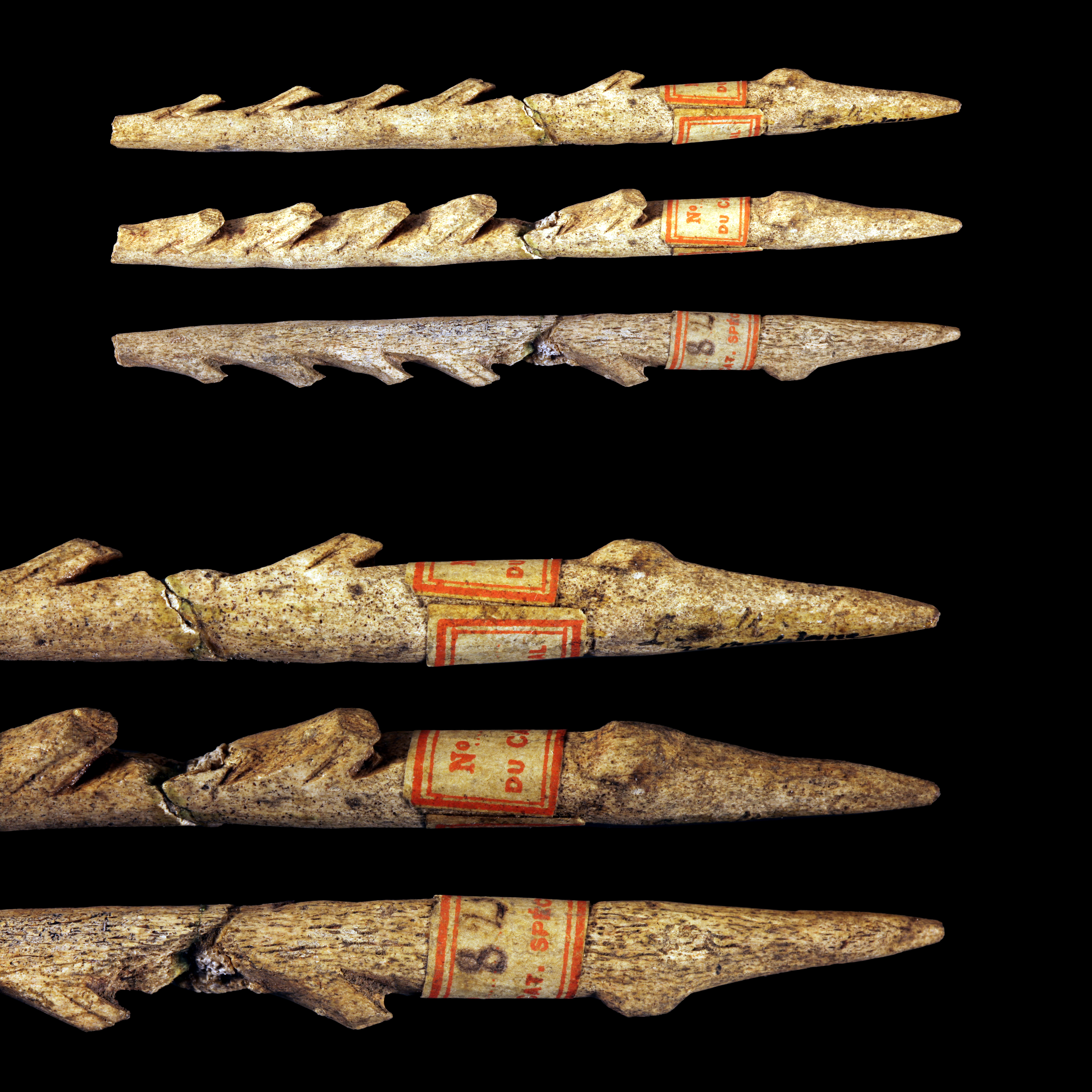
Pointe de harpon du Magdalénien

À un moment donné, les premiers Hommes modernes en Europe ont domestiqué le chien, probablement à la suite d'une relation de chasse symbiotique. Les analyses d'ADN suggèrent que les chiens actuels se sont séparés des loups au début du dernier maximum glaciaire (il y a 21 000 ans). Cependant, des chiens paléolithiques possibles ont été trouvés avant ce moment - le chien Goyet de 36 000 ans en Belgique, et le chien de l' Altaï de 33 000 ans en Sibérie - ; il a pu y avoir de multiples tentatives de domestication des loups européens. Ces "chiens" avaient une large gamme de tailles, de plus de 60 cm de hauteur en Europe de l'Est à moins de 30–45 cm en Europe centrale et occidentale, pour un poids de 32–41 kg dans toute l'Europe. Ces «chiens» avaient un museau et un crâne plus courts, et un palais et un neurocrâne plus larges que les loups contemporains. Néanmoins, une origine aurignacienne pour la domestication est controversée. Sur le site de Předmostí (en), vieux de 27 à 24 000 ans, en République tchèque, 3 «chiens» ont été identifiés avec leur crâne perforé (probablement pour extraire le cerveau), et l'un d'eux avait un os de mammouth dans la bouche. Les découvreurs ont interprété cela comme un rituel funéraire. Le chien de Bonn-Oberkassel en Allemagne, daté de 14 500 ans, a été retrouvé enterré aux côtés d'un homme de 40 ans et d'une femme de 25 ans ; il est génétiquement considéré comme un ancêtre des chiens d'aujourd'hui. Mort à l'âge de 5 ou 6 mois, il a souffert de la maladie de Carré, et a dû bénéficier de soins humains qui lui ont permis de survivre, alors même qu'il ne rendait aucun service, ce qui suggère qu'à cette époque, les humains et les chiens étaient liés par des liens émotionnels ou symboliques plutôt que par une relation purement utilitariste. On suppose que ces proto-chiens ont joué un rôle vital dans la chasse, ainsi que dans les services domestiques tels que le transport d'articles ou la garde du camp ou des carcasses, mais l'utilité exacte de ces chiens n'est pas claire.

### Commerce

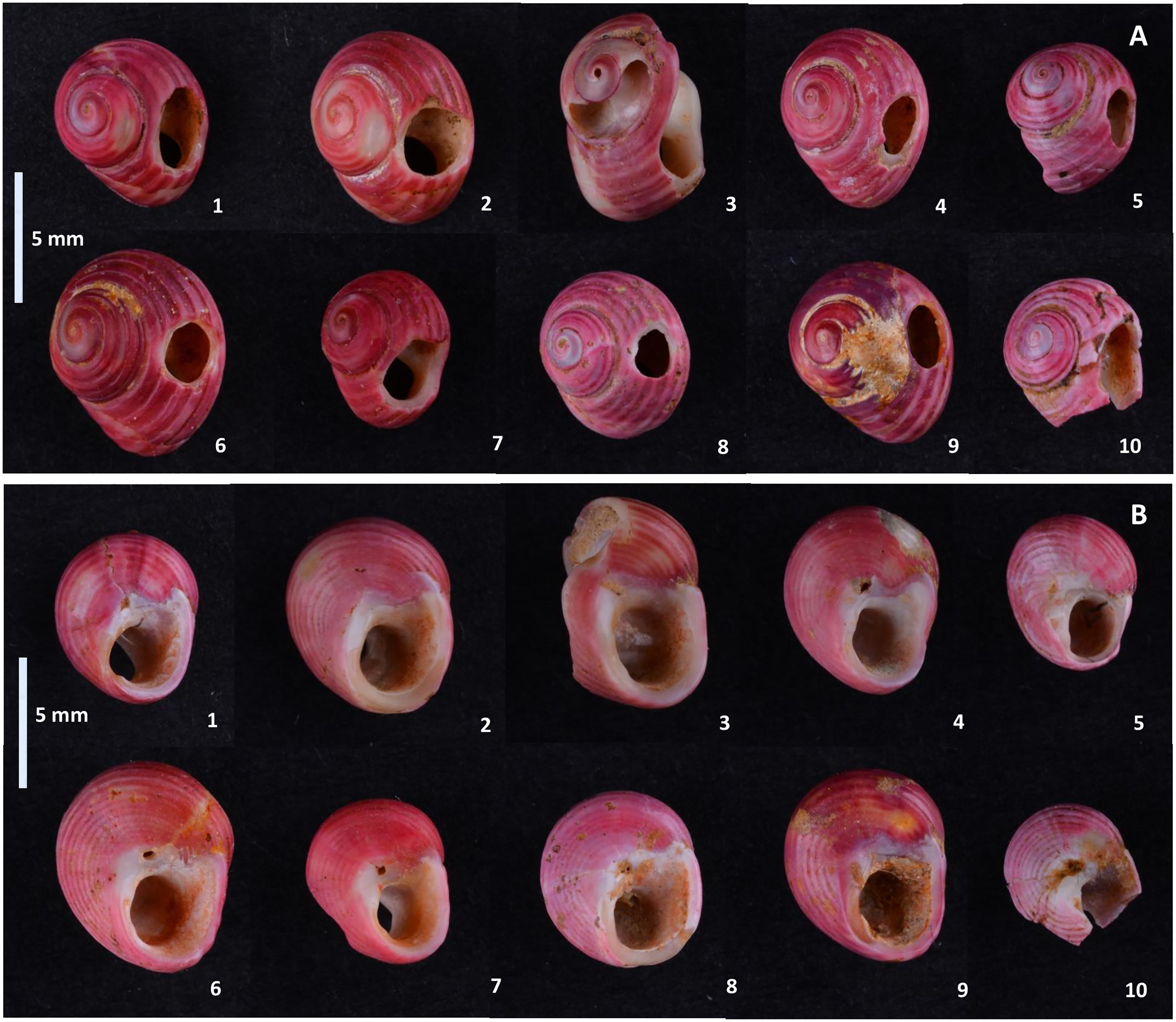
Coquilles perforées d' Homalopoma sanguineum (vues de dessus et de dessous) de Poiana Cireşului, Roumanie, provenant d'une région distante de 900 km.

Le Paléolithique supérieur est caractérisé par des routes commerciales étendues ; les communautés humaines, quoique séparées par de grandes distances, ont pu maintenir des interactions entre elles. Le Paléolithique supérieur précoce est surtout connu pour ses modes de vie très mobiles, les groupes gravettiens (du moins ceux analysés en Italie et en Moravie, en Ukraine) s'approvisionnant souvent à plus de 200 km en matières premières. Cependant, on se demande si cela représente un biais d'échantillon et si les premiers Hommes modernes d'Europe de l'Ouest et du Nord étaient moins mobiles. Certaines pratiques culturelles telles que la création de statuettes de Vénus ou des rituels d'inhumation spécifiques pendant le Gravettien étaient répandues sur 2000 km à travers le continent. Les analyses génétiques suggèrent que, malgré des preuves certaines de transmission culturelle, les Européens gravettiens n'ont pas pénétré en Sibérie, ce qui signifie qu'il y avait entre l'Europe et la Sibérie un échange d'idées sans mouvement migratoire. Sur le site roumain de Poiana Cireşului, daté de 30 000 ans, des coquilles perforées de l'escargot de mer Homalopoma sanguineum ont été récupérées, escargot qui provient de la Méditerranée distante de 900 km. Compte tenu de la faible densité de population estimée, ces relations avec des régions éloignées peuvent avoir nécessité un système d'organisation sociale transcontinental assez complexe.
À la suite du dernier maximum glaciaire (il y a 21 000 ans), les densités de population ont dû être beaucoup plus élevées en raison de la forte diminution des terres habitables, de sorte que les économies sont devenues plus régionales. Une diminution de la disponibilité des terres a augmenté probablement les distances à parcourir, car les refuges habitables étaient sans doute éloignés les uns des autres et peu nombreux ; l'augmentation de la densité de la population dans ces quelques refuges a dû rendre les voyages de longue distance moins rentables : il était plus économique d'échanger sur place. Cette tendance s'est poursuivie au Mésolithique avec l'adoption de la sédentarité. Néanmoins, il y a quelques preuves de routes commerciales magdaléniennes longue distance. La distribution des bijoux fabriqués avec des coquillages méditerranéens et atlantiques à l'intérieur des terres conduit à penser qu'un réseau a existé le long des fleuves du Rhin et du Rhône en France, en Allemagne et en Suisse pendant l'interstadial glaciaire tardif (il y a 14 à 12 000 ans).

### Logement

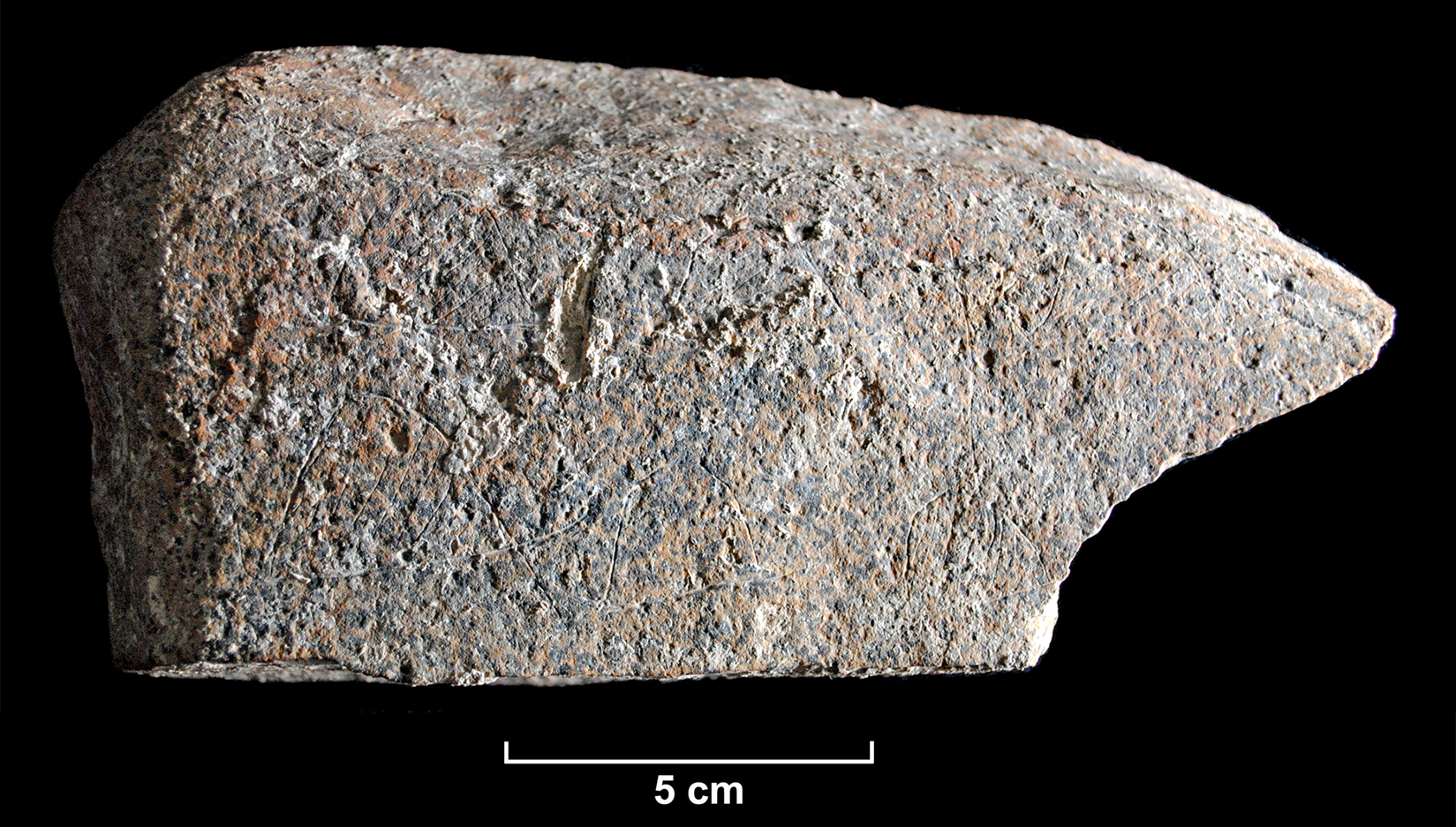
Les gravures de cette dalle de 13 800 ans de Molí del Salt, Espagne, représentent probablement des huttes.

Les premiers Hommes modernes en Europe devaient être assez mobiles, ce que permet de supposer la longueur des routes commerciales ; un tel mode de vie était probablement soutenu par la construction d'abris temporaires dans des environnements ouverts, tels que des huttes. Les vestiges de huttes sont généralement associés à un foyer.
On pense que les Magdaléniens, en particulier, ont été des grands migrateurs et suivaient des troupeaux : plusieurs sites de cette période ont été abandonnés et réoccupés régulièrement. Le site de Peyre Blanque (France) vieux de 19 000 ans, et la zone de 260 km2 autour du site, ont été revisités pendant des milliers d'années. Dans le site magdalénien de Pincevent (France), l'existence de petites habitations circulaires est suggérée par la répartition des outils de pierre et des os. Une cabane de 23 000 ans du site Ohalo II (Israël) a eu un revêtement de sol constitué d'herbes ou d'une litière. La gravure d'une dalle datée de 13 800 ans à Molí del Salt (Espagne) montre sept figures en forme de dôme dont on suppose que ce sont des représentations de huttes temporaires en forme de dôme.

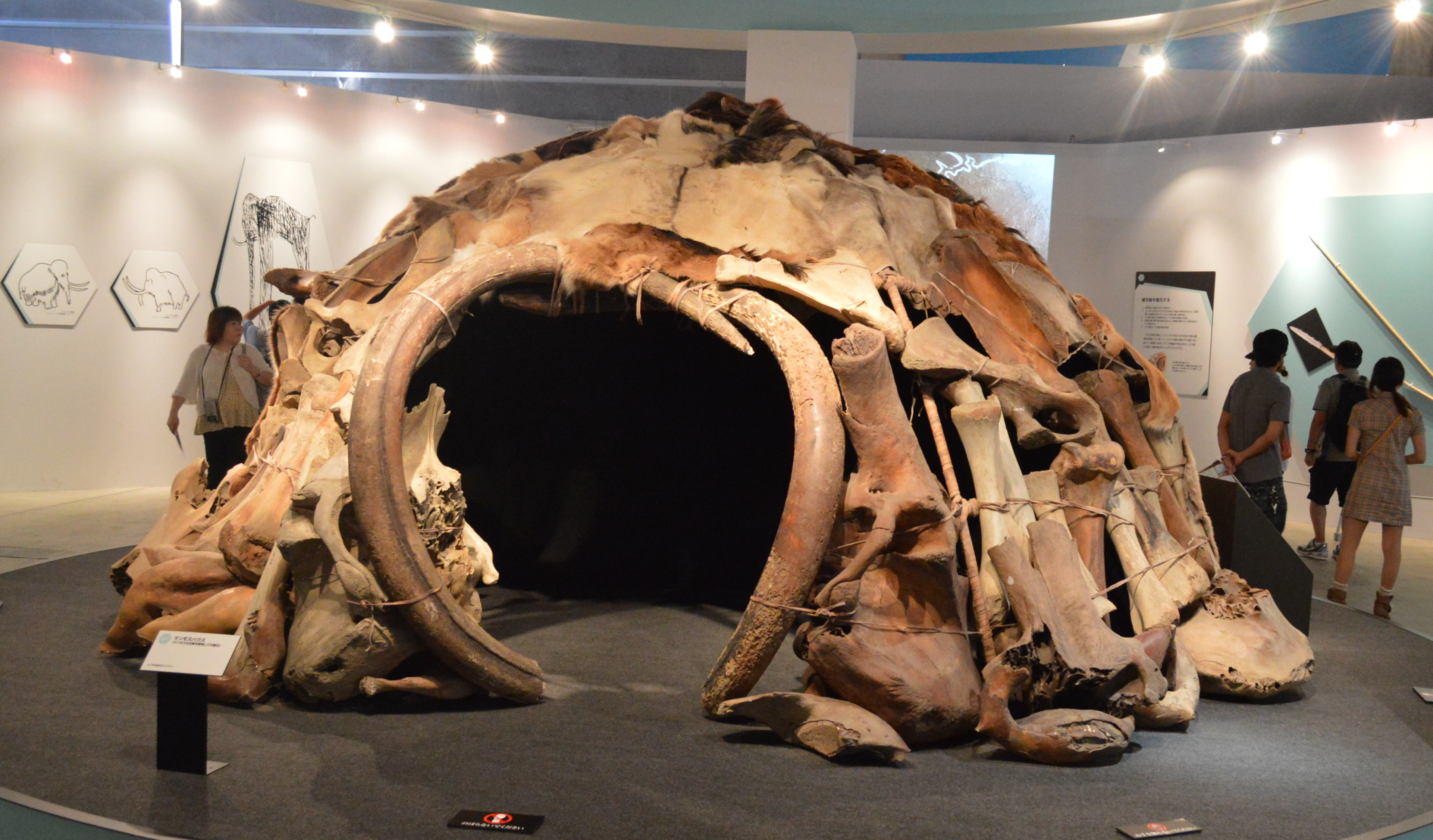
Reconstitution d'une hutte en os de mammouth à Mejyritch, Ukraine.

Plus de 70 habitations construites par les premiers Hommes modernes d'Europe à partir d'os de mammouth ont été identifiées, principalement dans la plaine russe, il s'agit probablement de camps de chasse semi-permanents. La première hutte identifiée est située en Moldavie, en Ukraine ; datée d'il y a 44 000 ans, il est possible qu'elle ait été construite par des Néandertaliens. Des tipis et des yaranga (en) (tentes) ont été construits après le dernier maximum glaciaire il y a 22 000 ans par les peuples épigravettiens ; en règle générale, ces huttes mesuraient 5 m de diamètre. L'une des plus grandes huttes - une cabane de 25 000 ans identifiée à Kostenki (Russie) - a un diamètre de 12,5 m et est construite à partir de 64 crânes de mammouths ; mais étant donné le peu de preuves d'occupation, on suppose qu'elle a été utilisée pour le stockage de la nourriture plutôt que comme un espace de vie. Dans certaines huttes, des os ont été brûlés, ce qui conduit à penser qu'ils étaient utilisés comme combustible pour les foyers en raison de la rareté du bois de chauffage. Quelques huttes, cependant, présentent des signes de combustion du bois ou de combustion mixte bois / os.
Les fondations des huttes en ossements de mammouth étaient généralement faites en poussant une grande quantité de crânes de mammouths dans le sol (le plus souvent, mais pas toujours, avec les défenses tournées vers le haut pour éventuellement être utilisées comme supports supplémentaires), et les murs étaient formés d'omoplates enfoncées verticalement les dans le sol, ou encore de bassins, d'os longs, de mâchoires et de colonnes vertébrales. Les os longs étaient souvent utilisés comme poteaux, placés à l'extrémité d'un autre os long ou dans la cavité de l'endroit où se trouvait la défense. Les fondations pouvaient avoir jusqu'à 40 cm de profondeur. En général, plusieurs huttes ont été construites dans une même localité. Des défenses peuvent avoir été utilisées pour marquer des seuils, des peaux ont pu servir de toiture, et l'intérieur scellé par des lœss creusés dans des fosses. Certaines décisions architecturales semblent avoir été purement esthétiques ; les 4 huttes épigravettiennes de Mejyritch, Mezine, en Ukraine, en offrent de bons exemples : les mâchoires y ont été empilées pour créer un motif en chevrons ou en zigzags pour deux huttes, et les os longs ont été empilés pour créer des lignes horizontales ou verticales. Le chevron semble avoir été un symbole couramment utilisé dans la plaine russe, peint ou gravé sur des os, des outils, des statuettes et des crânes de mammouth.

### Art

#### Art pariétal

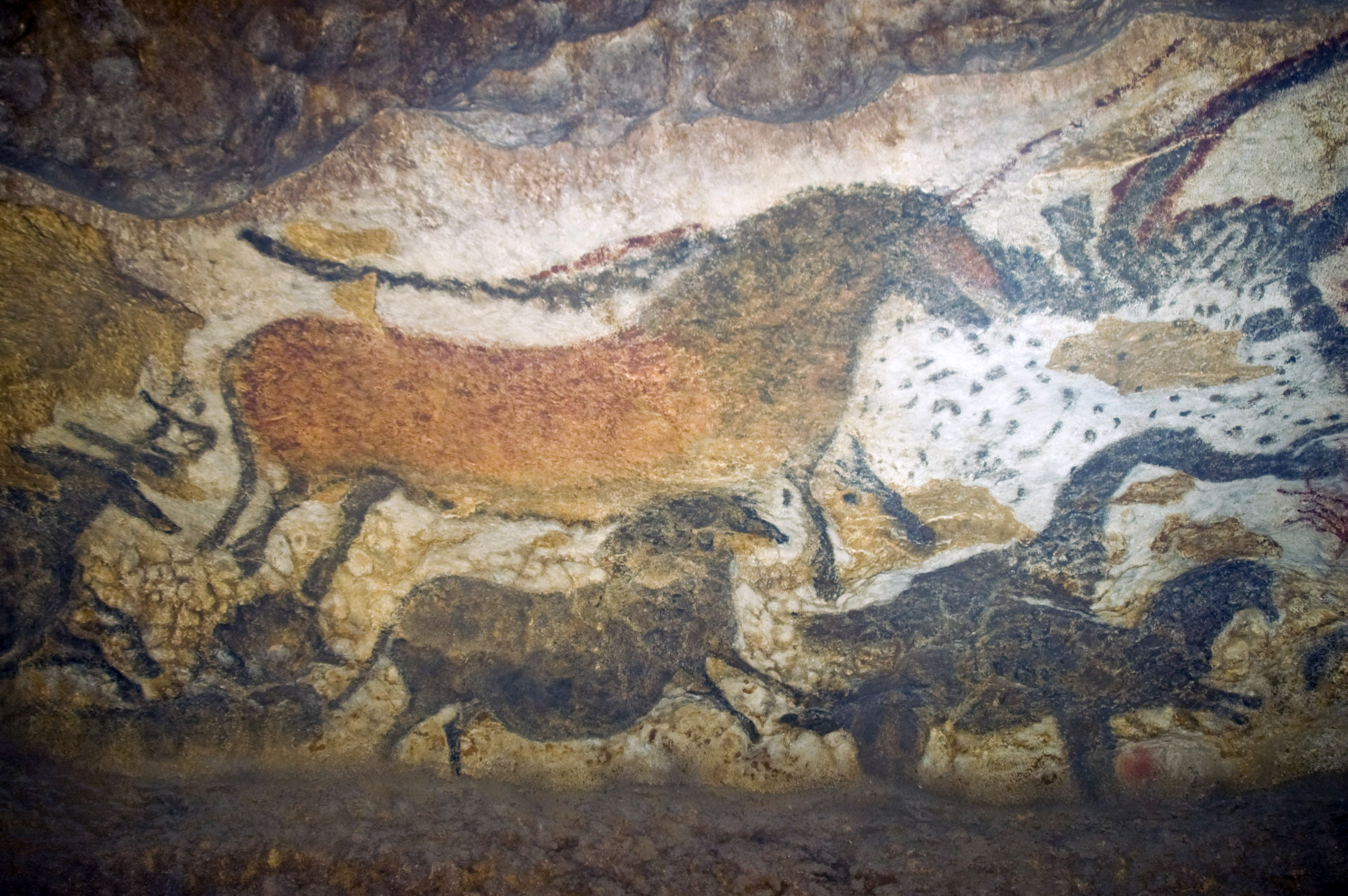
Chevaux, grotte de Lascaux, 17 000 ans, France
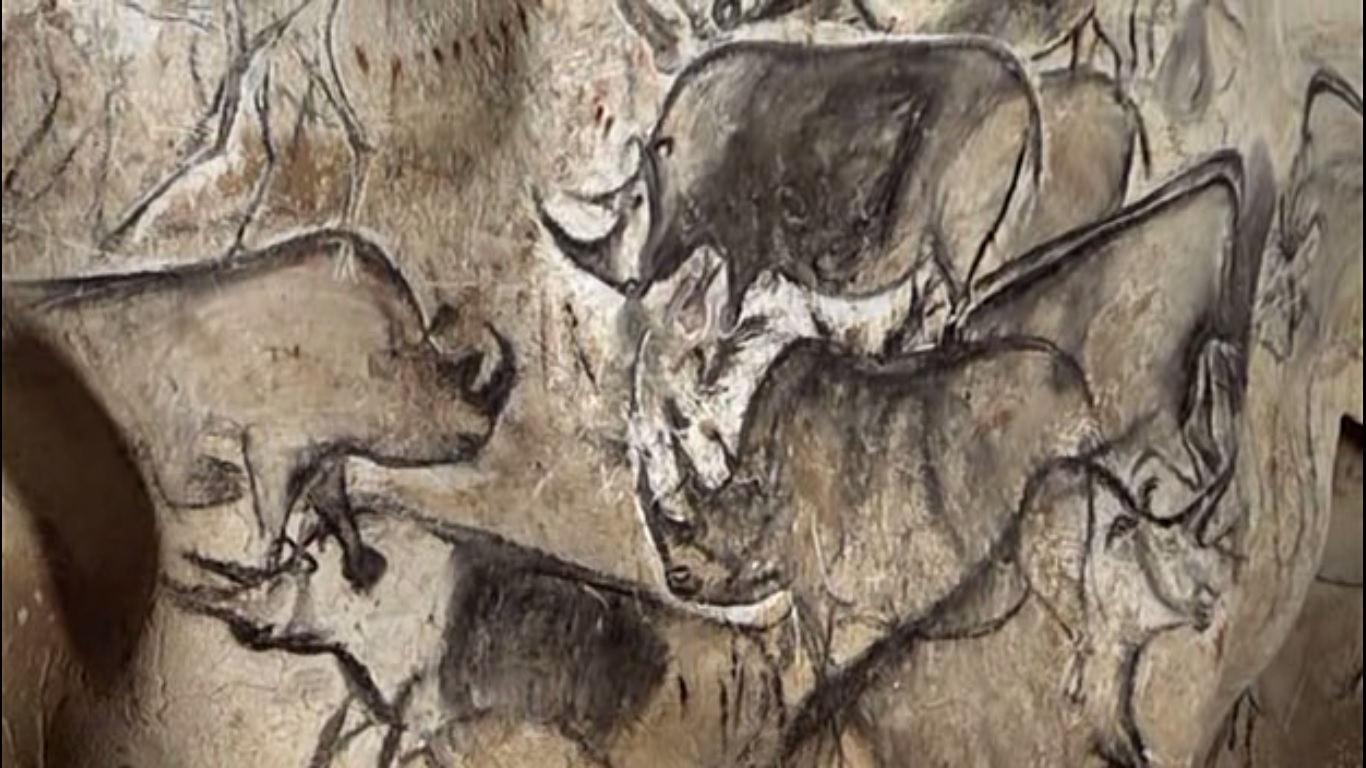
Rhinocéros laineux, grotte Chauvet, 36 000 ans, France
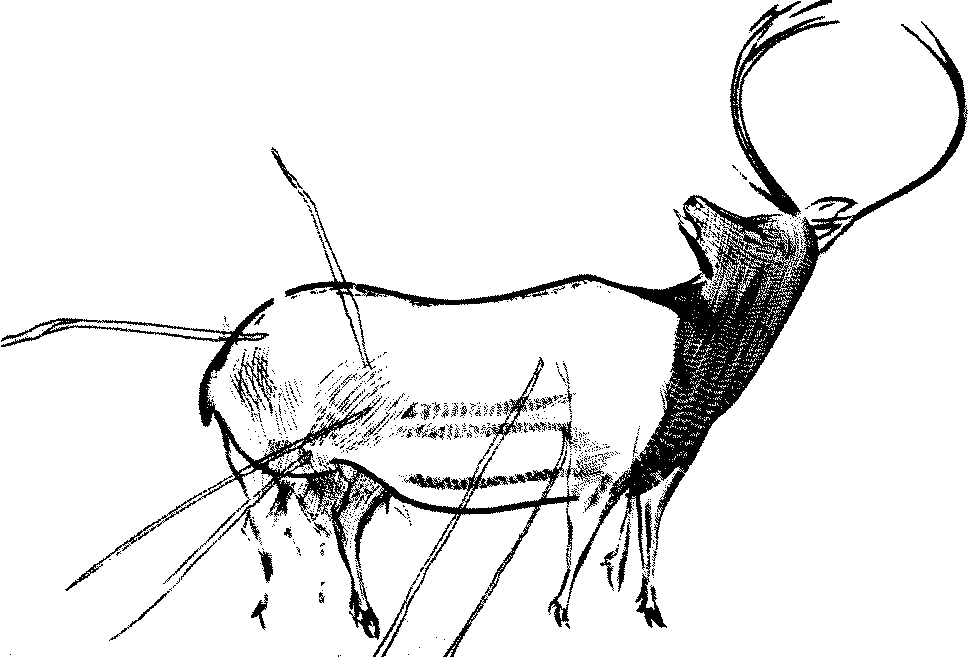
Cerf blessé, Peña de Candamo, Espagne
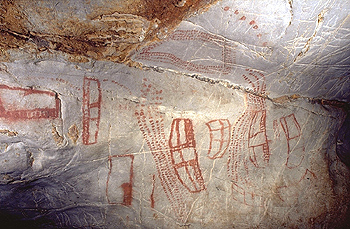
Tracés de la grotte d'El Castillo, Espagne
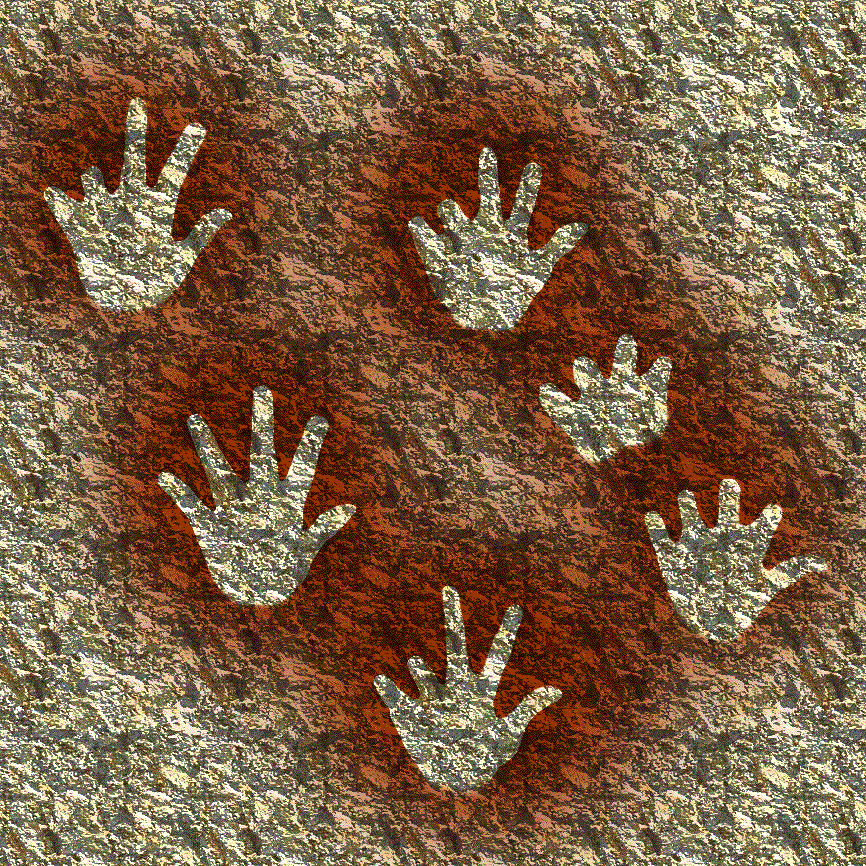
Mains négatives réalisées au pochoir, grottes de Gargas, Gravettien, France

Plusieurs grottes du Paléolithique supérieur sont ornées de représentations de chimères mi-humaines, mi-animales, la partie animale étant souvent celle de bisons, de rennes ou de cerfs ; ces figurations dites « anthropozoomorphes », ou « thérianthropes » ont peut-être joué un rôle dans des rituels, éventuellement chamaniques ; le plus ancien dessin de ce type a été identifié dans la grotte Chauvet,, où une figure vieille de 36 000 ans avec le haut du corps d'un bison et le bas d'un corps humain a été dessinée sur une stalactite, face à la représentation d'une vulve.
La grotte de Lascaux en France, dont l'art est daté de 17 000 ans, présente un hybride oiseau-homme apparemment mort, placé entre un rhinocéros et un bison qui charge ; un oiseau est juché au sommet d'un poteau. La grotte des Trois-Frères, en France, compte trois représentations d'êtres hybrides datées de 14 000 ans ; le premier a des jambes humaines, une tête de cerf, et une queue de renard ou de cheval, un autre a une tête de bison, et des jambes humaines, le troisième a un bas du corps humain avec un pénis en érection, et le haut du corps semblable à celui d'un bison.
Certaines figures humaines dessinées dans les grottes présentent des lignes rayonnantes, généralement interprétées comme des lignes représentant la douleur ou les lances, atteignant des personnes blessées, probablement liées à un processus d'initiation pour les chamans. Un « homme blessé » de ce type est dessiné dans la grotte de Cougnac, en France, sur la poitrine d'un mégalocéros. L'image d'un être hybride blessé avec une tête de bison a été trouvée dans la grotte de Gabillou, datée de 17 000 ans,. Certaines grottes présentent des « hommes vaincus », gisant vraisemblablement morts au pied d'un taureau ou d'un ours.

#### Sculpture
Les Vénus paléolithiques sont généralement associées aux premiers Hommes modernes européens et constituent les premières représentations bien connues de figures humaines. Presque toutes les statuettes montrent des femmes nues, ont une tête tournée vers le bas, pas de visage, des bras minces qui se terminent ou se croisent sur les seins, un ventre proéminent interprété comme celui d'une femme enceinte , des jambes pliées, de petits pieds.
Elles sont communes dans le Gravettien (notamment dans le Haut-Périgordien français, le Pavlovien tchèque et le Kostenkien de Russie occidentale), il y a 29 à 23 000 ans.
Aux hypothèses concernant le caractère pornographique ou divin de ces figurines s'ajoute l'interprétation selon laquelle les premiers Hommes modernes en Europe croyaient que les images de choses avaient des propriétés magiques sur le sujet, et qu'une sculpture d'une femme enceinte stimulerait la fertilité. Cette idée est cependant contestée car elle suppose que les femmes n'étaient alors considérées que comme conceptrices d'enfants,.
Les coiffures de certaines Vénus paraissant semblables à celles des pharaons égyptiens, elles ont pu été considérées comme une preuve de la présence d'une origine africaine des Hommes modernes dans l'Europe paléolithique.

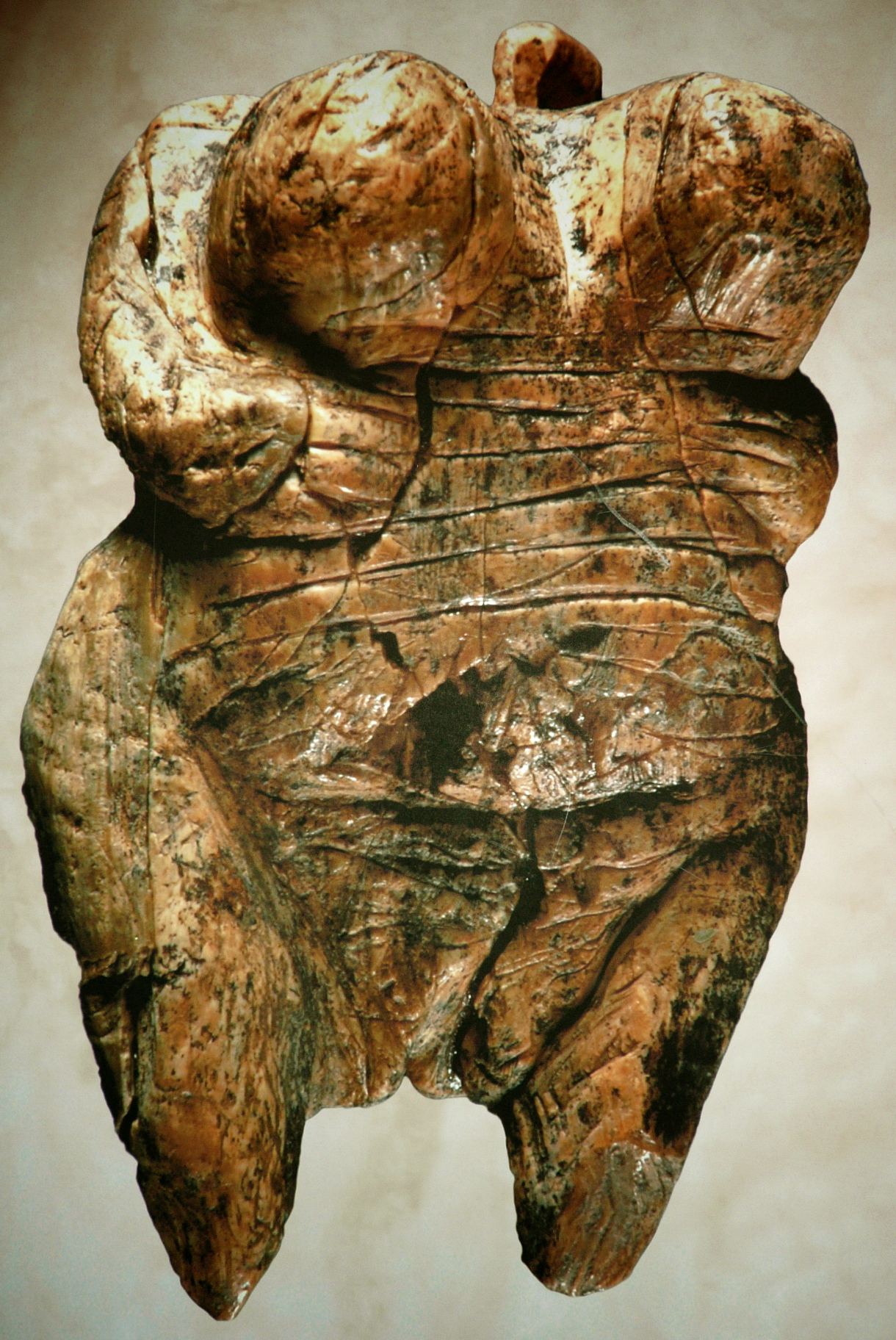
Vénus de Hohle Fels, 35 000 ans, Allemagne
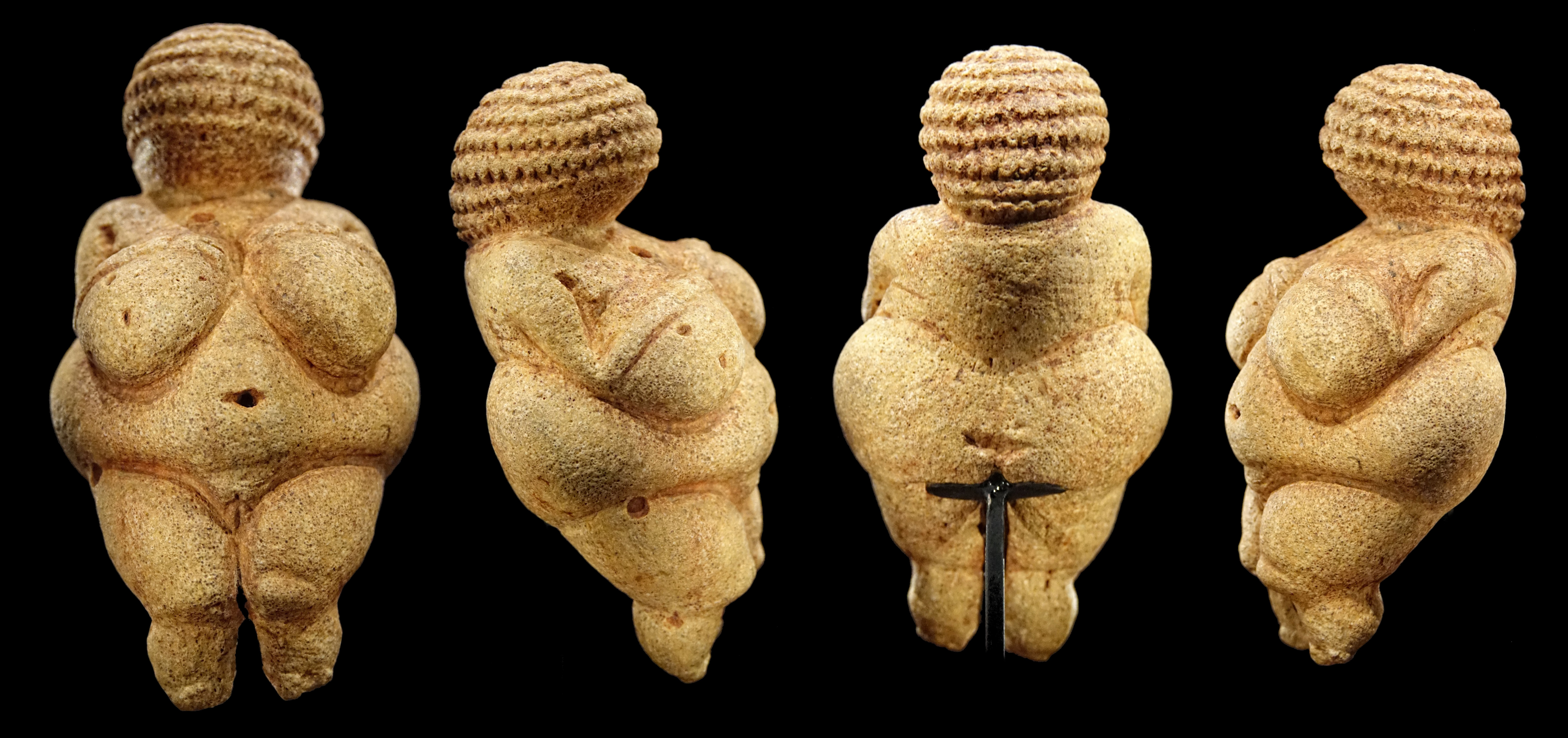
Vénus de Willendorf, 30 000 ans, Autriche
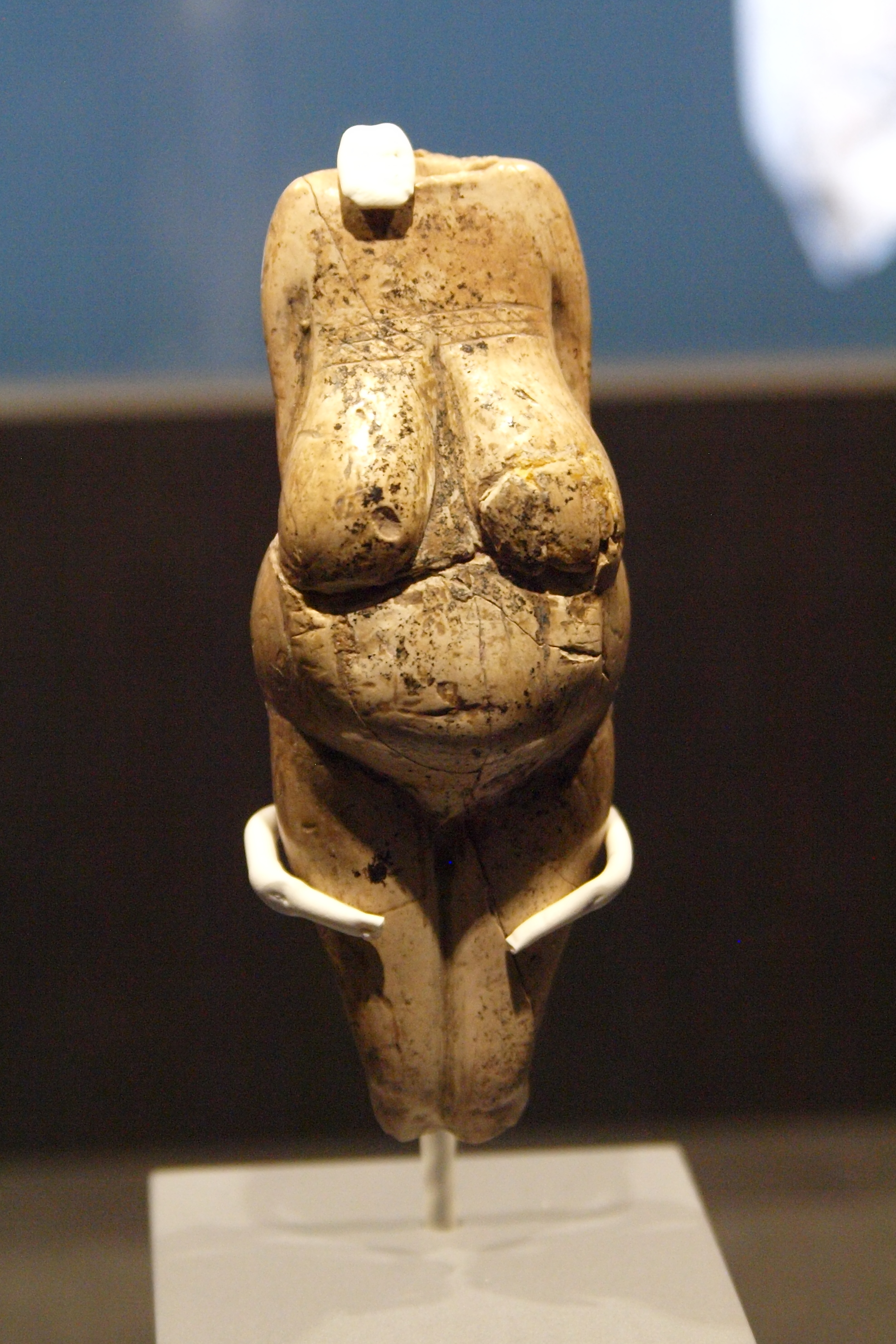
Vénus de Kostenki, 25 000 ans, Russie
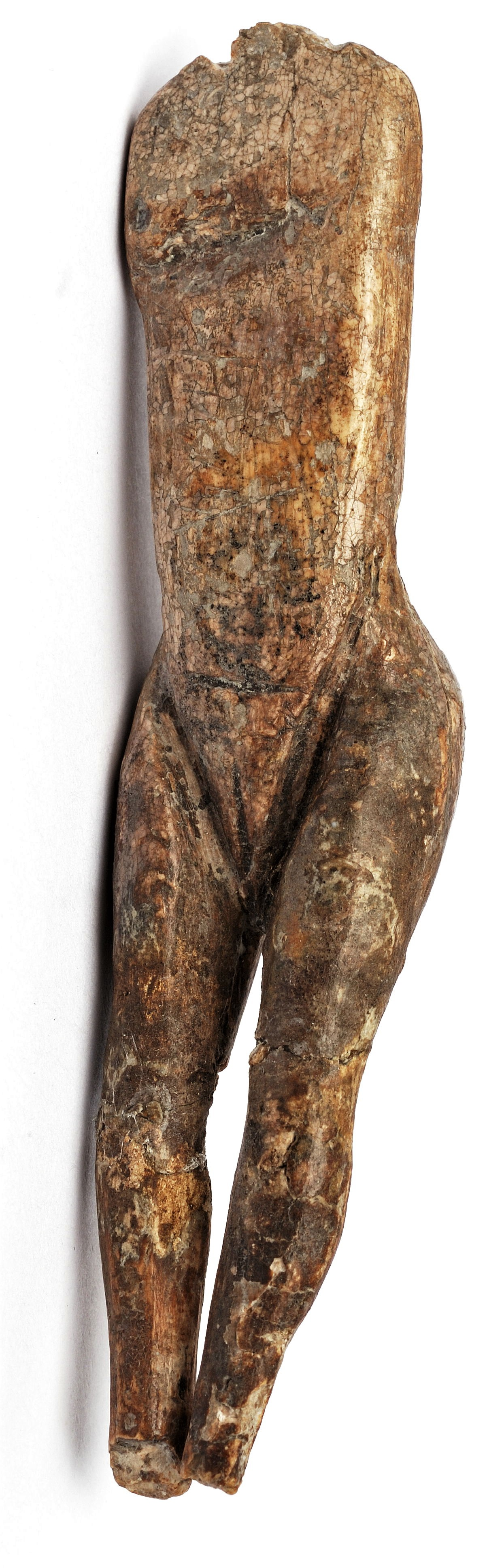
Vénus impudique, France
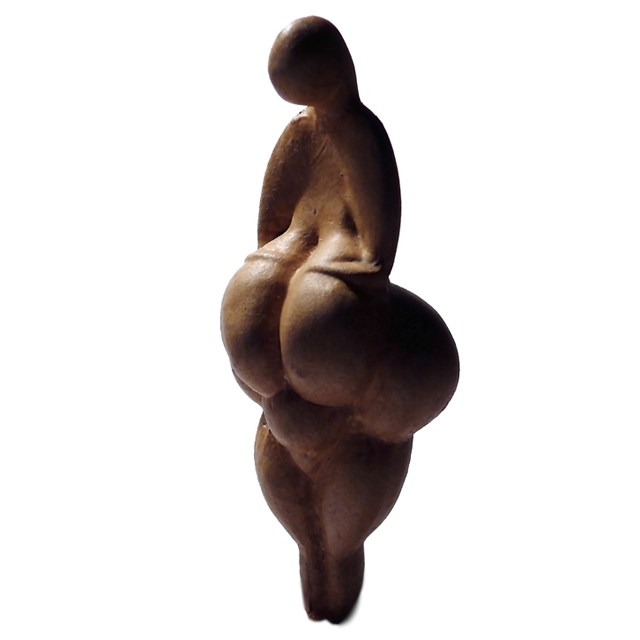
Vénus de Lespugue, 25 000 ans, France

Les premiers Hommes modernes en Europe ont également sculpté des bâtons percés en corne, en os ou en pierre, le plus souvent à travers le Solutréen et le Magdalénien. Ces matraques perforées disparaissent des archives archéologiques à la fin du Magdalénien. Certains bâtons semblent de nature phallique ; plusieurs bâtons phalliques sont représentés comme circoncis et portent des ornements tels que des piercings, des scarifications ou des tatouages. Leur fonction a été débattue, on leur a attribué des fins spirituelles ou religieuses, un caractère ornemental ; elles ont pu symboliser un statut, servir de monnaie, de supports de tente, d'outils de tissage, redresser des lances. Les matraques phalliques non perforées, mesurant une trentaine de centimètres de long ont été assez tôt interprétées comme des jouets sexuels.

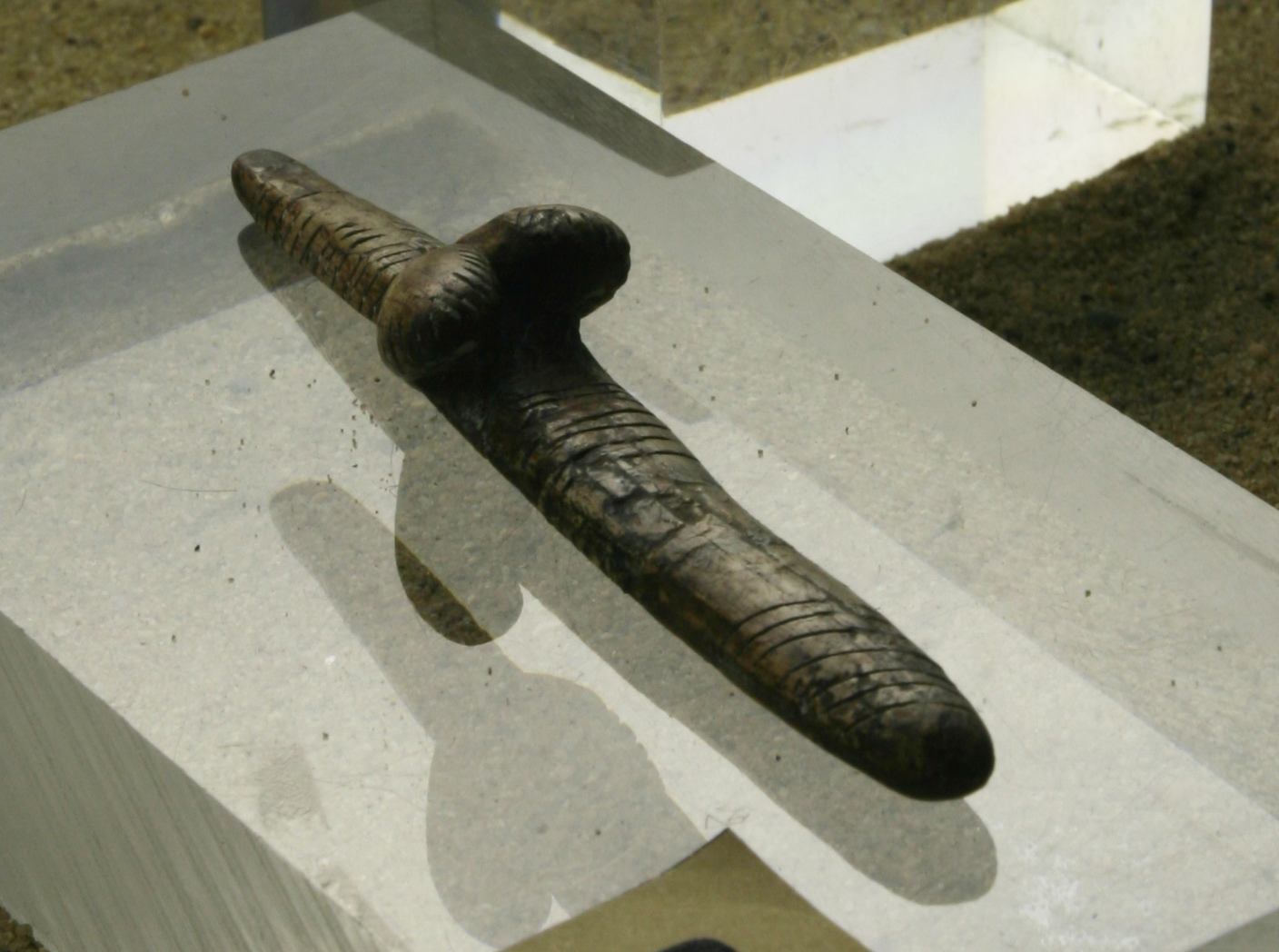
Bâton phallique non perforé
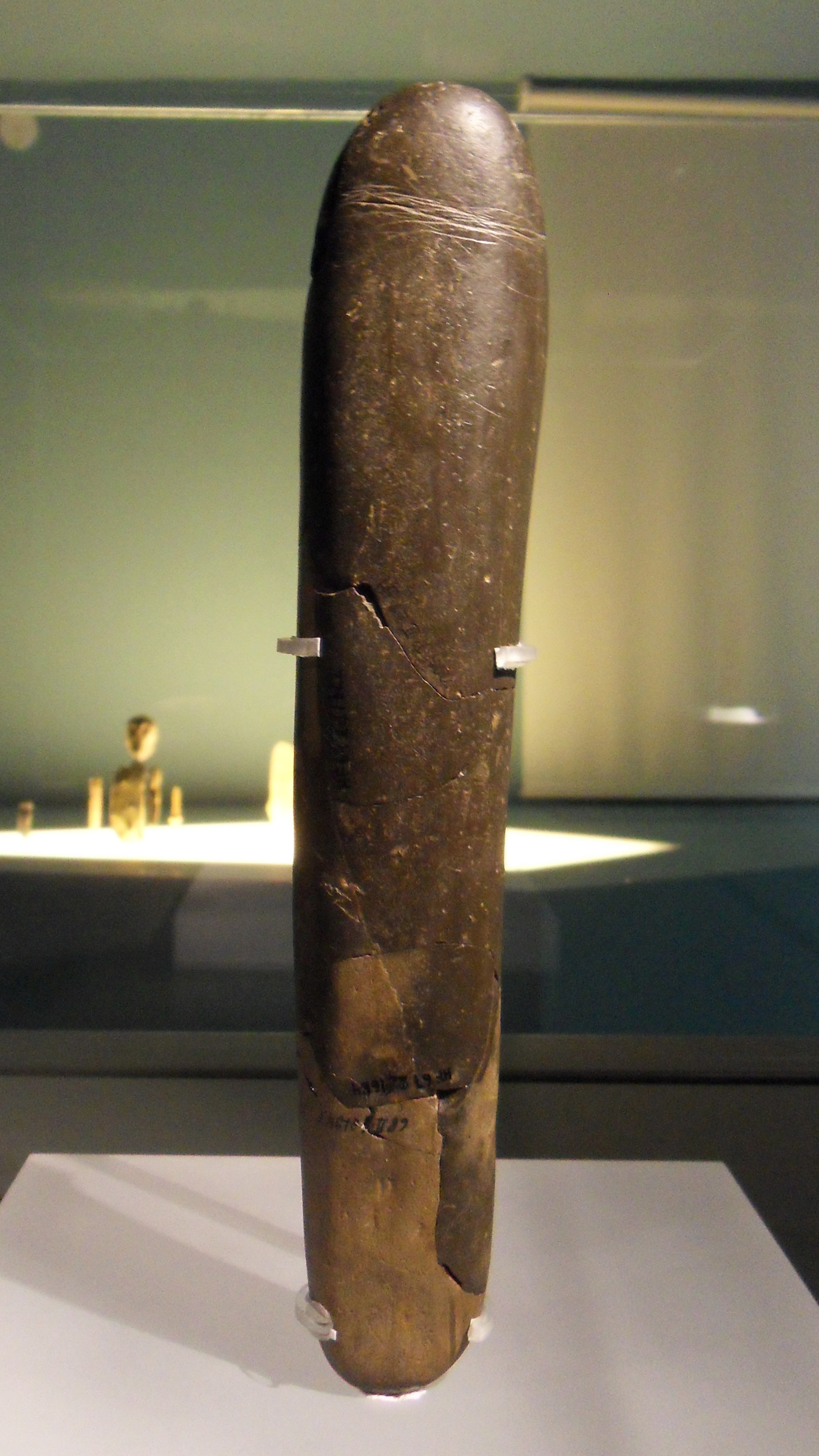
Bâton phallique
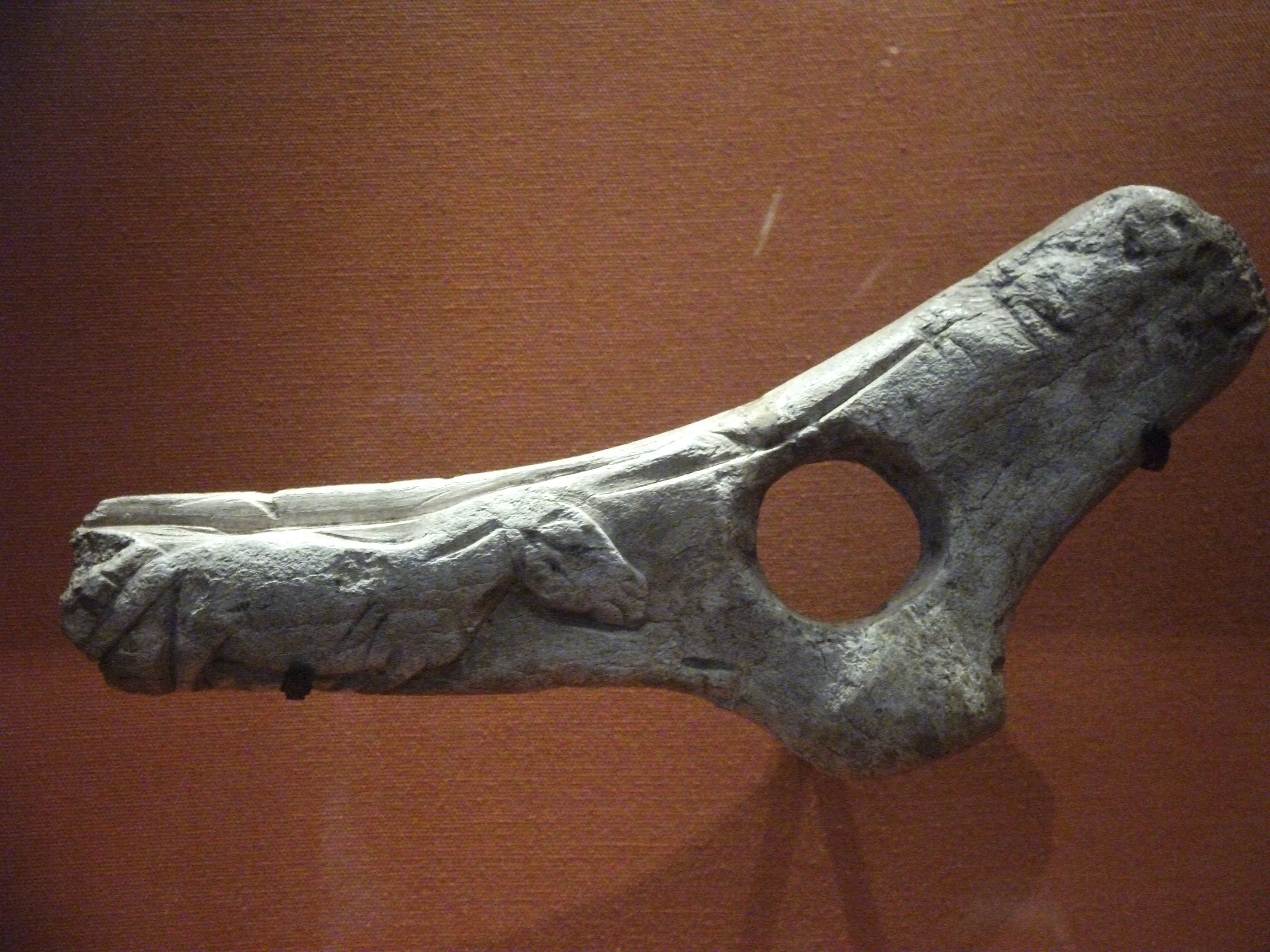
Bâton percé avec un cheval en relief, Abri de la Madeleine, Magdalénien, France
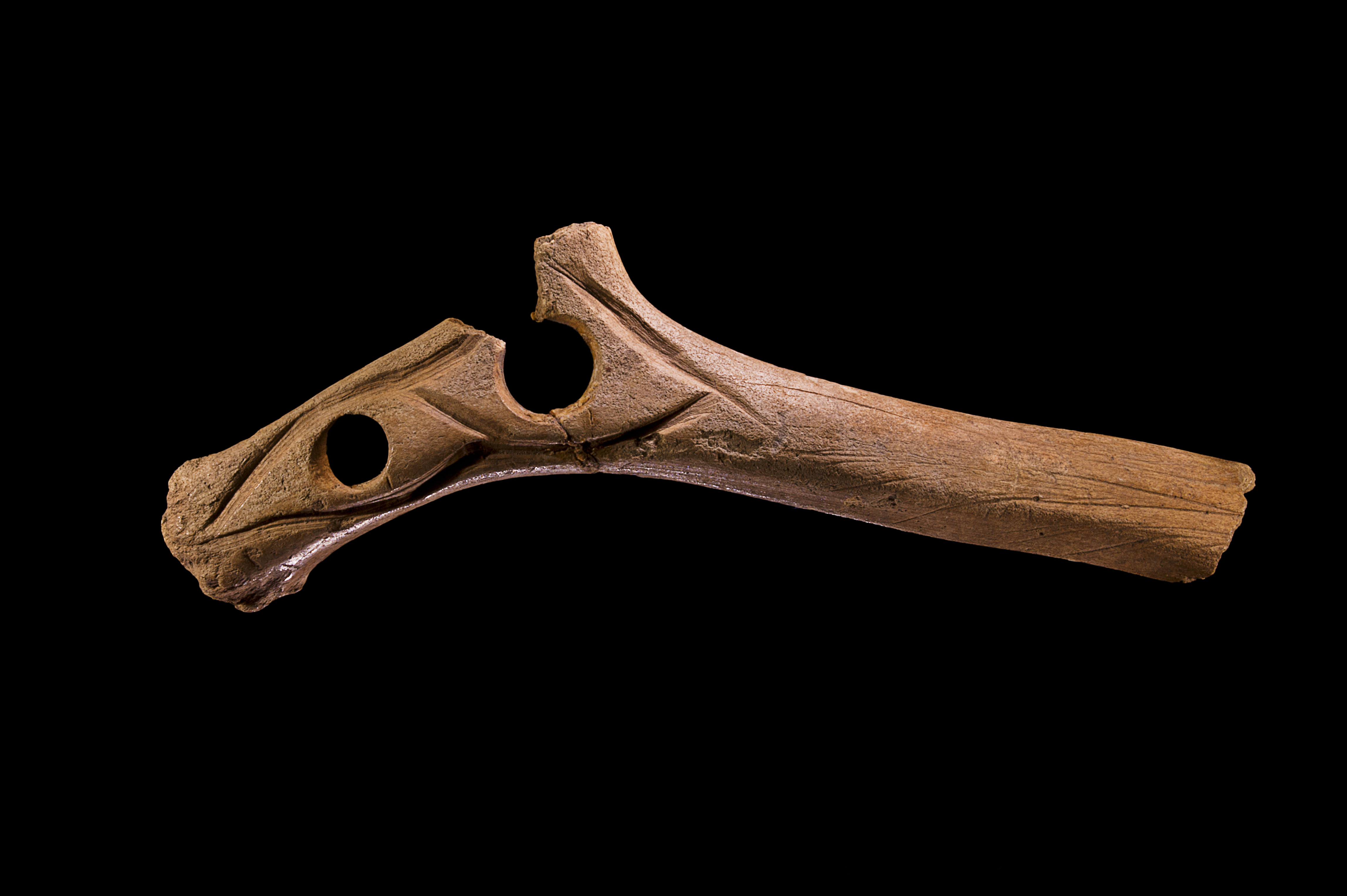
Bâton percé avec une gravure, Abri de la Madeleine, Magdalénien, France
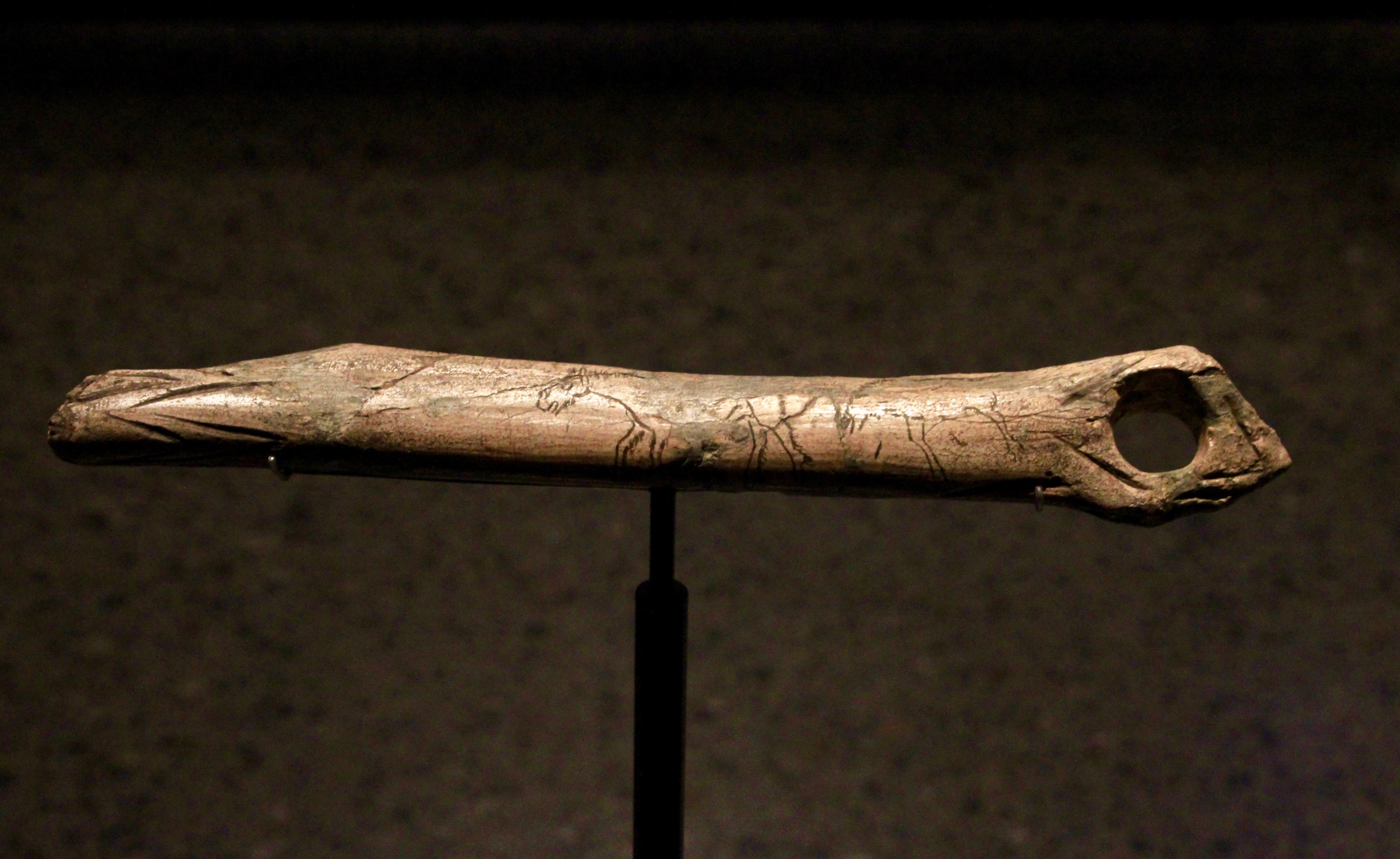
Bâton percé avec un cheval gravé, Suisse
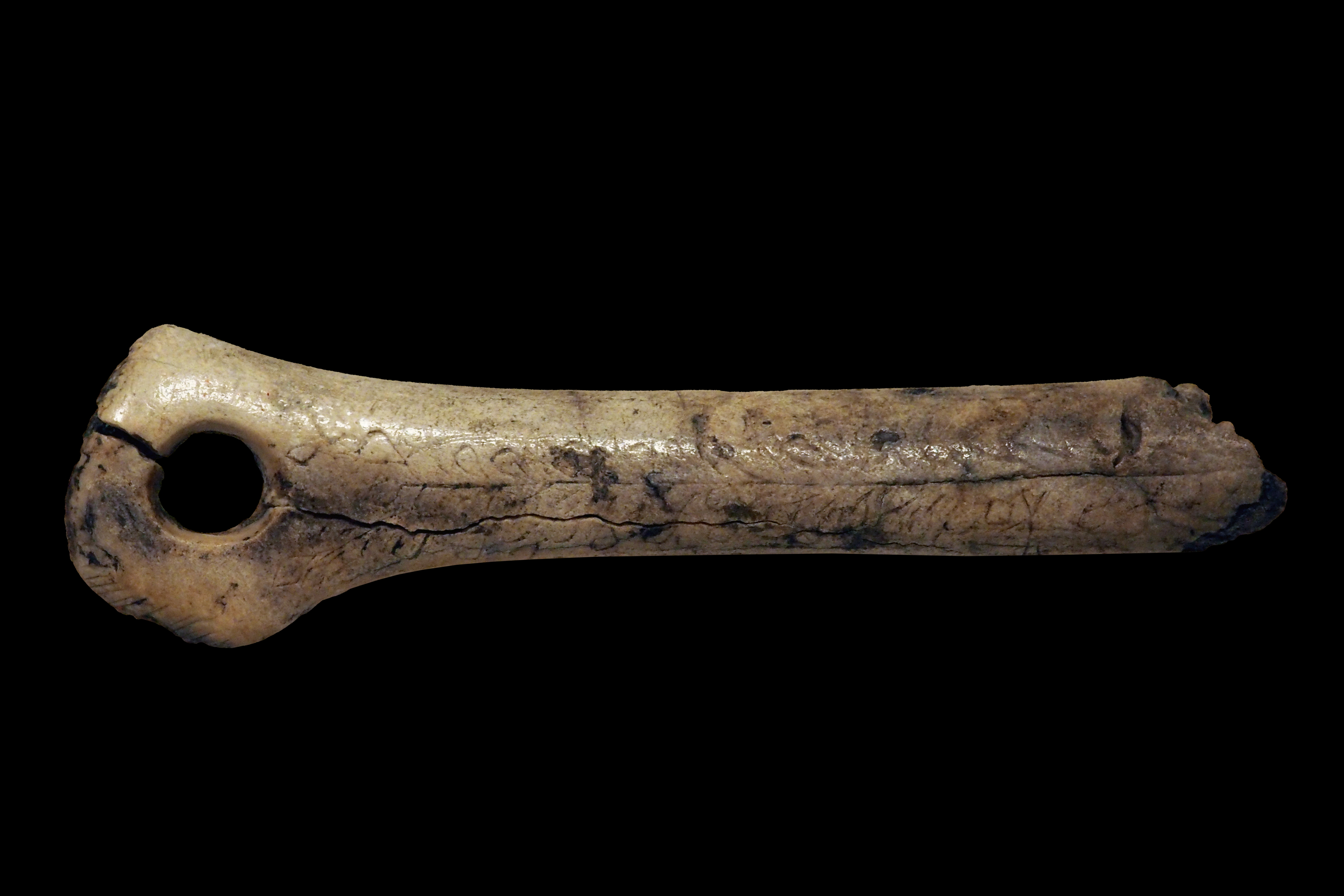
Bâton percé, Veyrier, Magdalénien, Suisse

Les représentations d'animaux étaient courantes dans le Paléolithique supérieur européen. En 2015, jusqu'à 50 figurines et fragments d'ivoire aurignacien ont été récupérés dans le Jura souabe allemand. La plupart représentent des mammouths et des lions, parfois des chevaux, des bisons, peut-être un rhinocéros, des oiseaux aquatiques, des poissons et de petits mammifères. Ces sculptures sont de la taille de la main ; certaines figurines ont été transformées en pendentifs. Le premier Aurignacien a livré la célèbre sculpture de l'Homme-lion de la Hohlenstein-Stade dans le Jura souabe. Une «marionnette» âgée de 28 000 ans a été identifiée à Brno, en République tchèque, composée d'un casque, d'un torse et d'un bras gauche isolés. On suppose que la tête et le torse étaient reliés par une tige, et le torse et le bras par une ficelle permettant au bras de bouger ; trouvée dans une tombe, la marionnette a pu être utilisée dans des rituels impliquant des morts. Une grosse pierre de 14 000 ans de Cueva del Juyo, en Espagne, semble avoir été sculptée pour figurer le visage conjoint d'un homme à droite et d'un gros chat à gauche (lui faisant face).

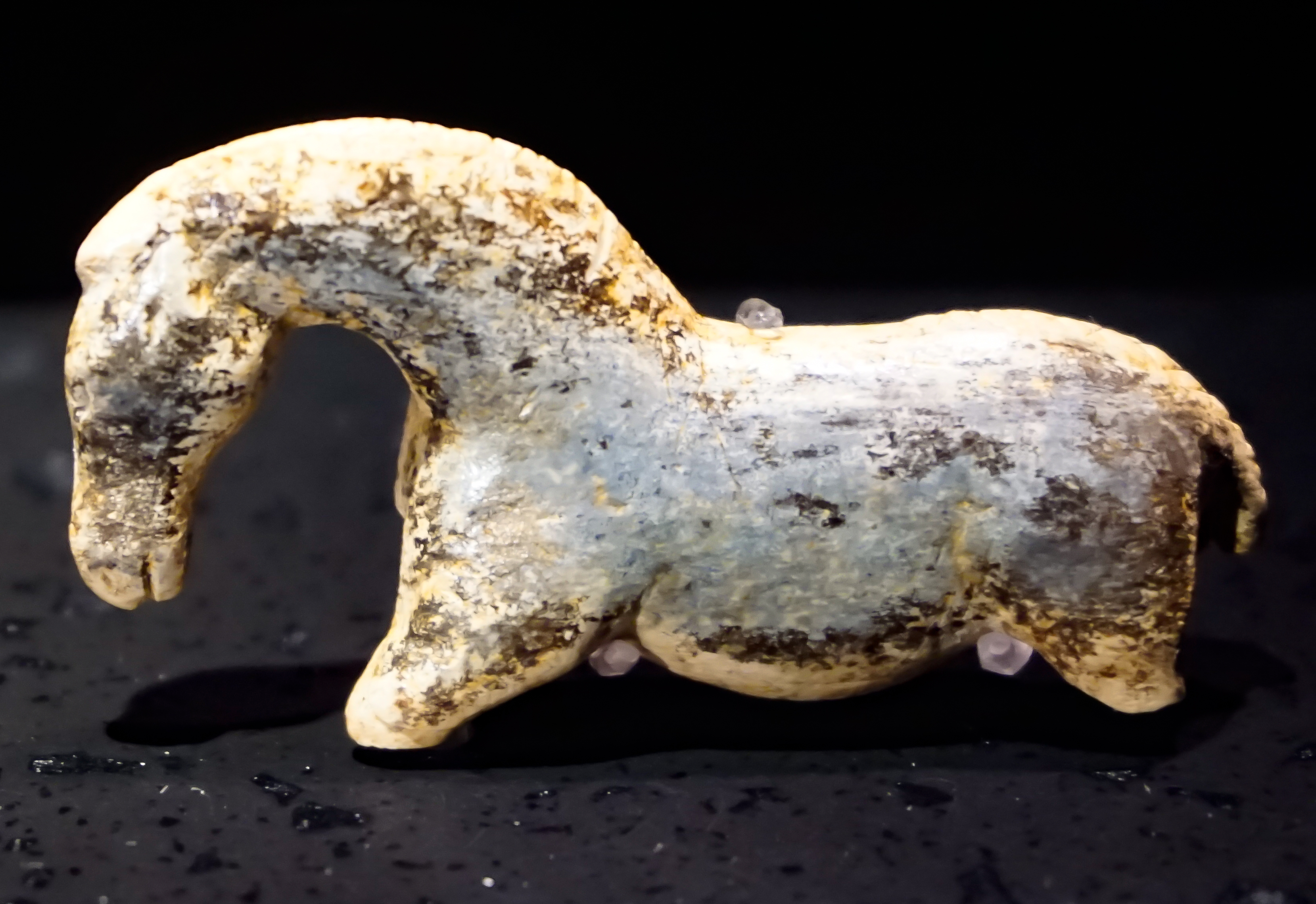
Sculpture représentant un cheval, Aurignacien, Grotte de Vogelherd, Allemagne
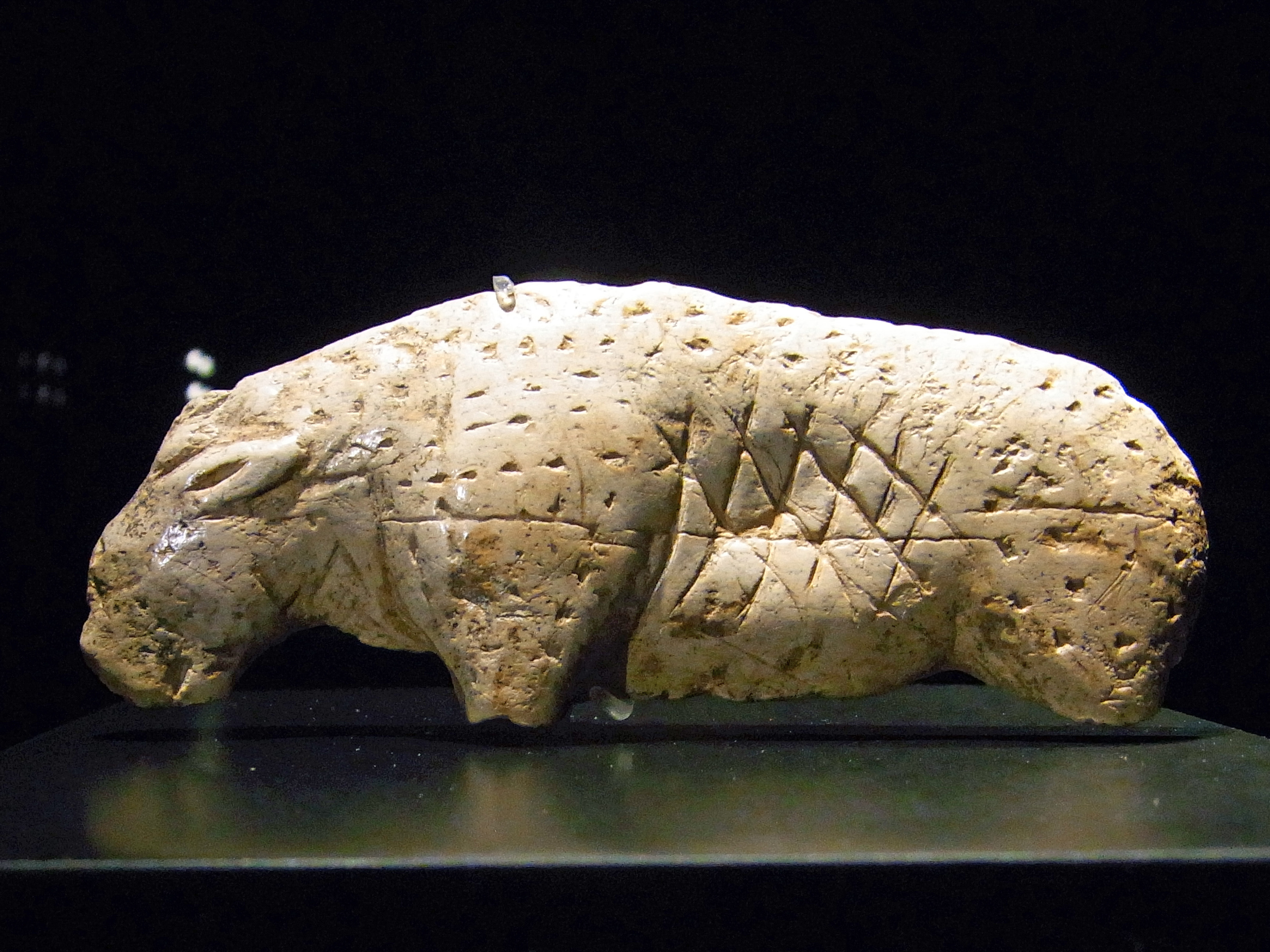
Sculpture représentant un lion, Aurignacien, Grotte de Vogelherd, Allemagne
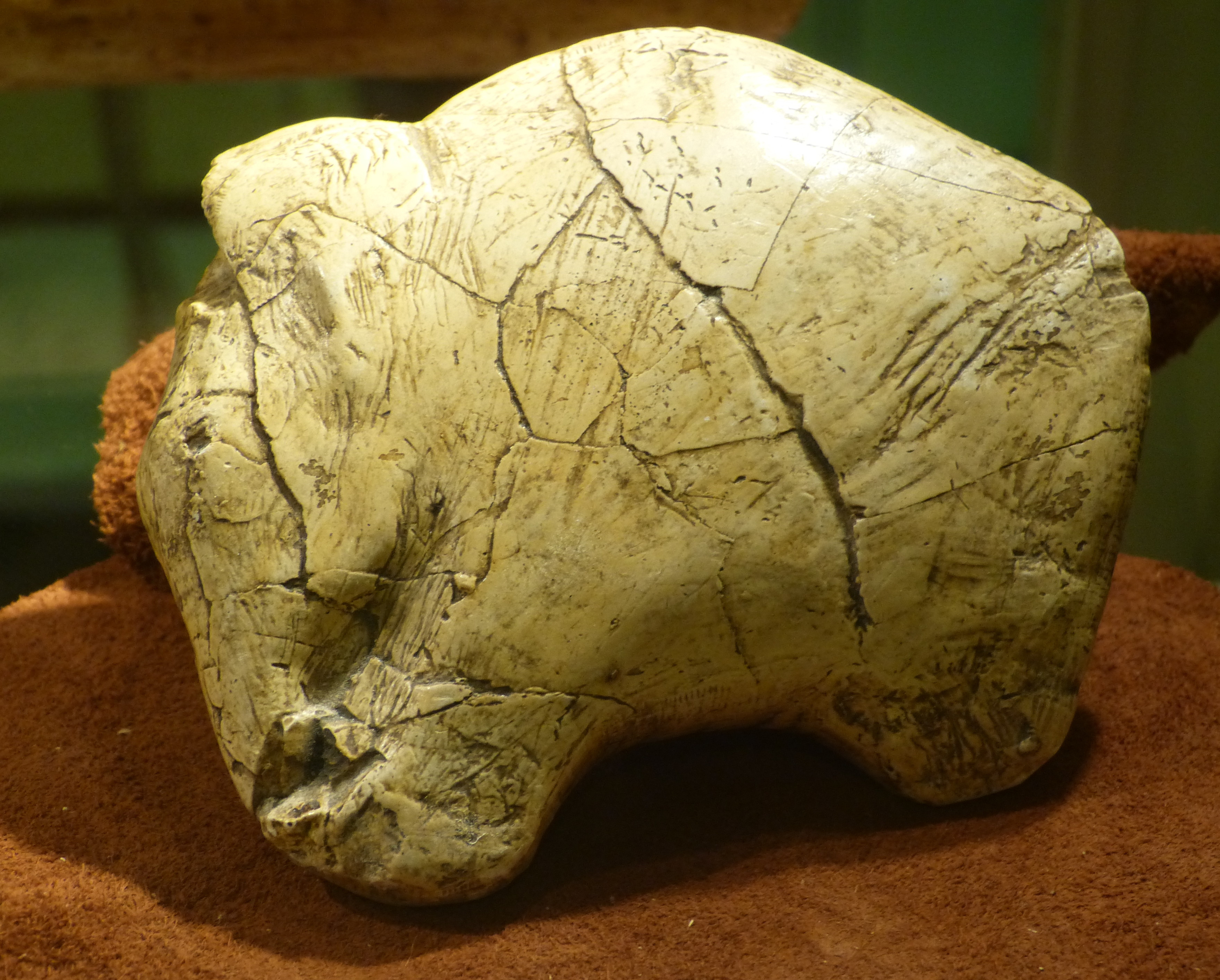
Sculpture représentant un mammouth, 26 000 ans, Predmosti (en), République tchèque
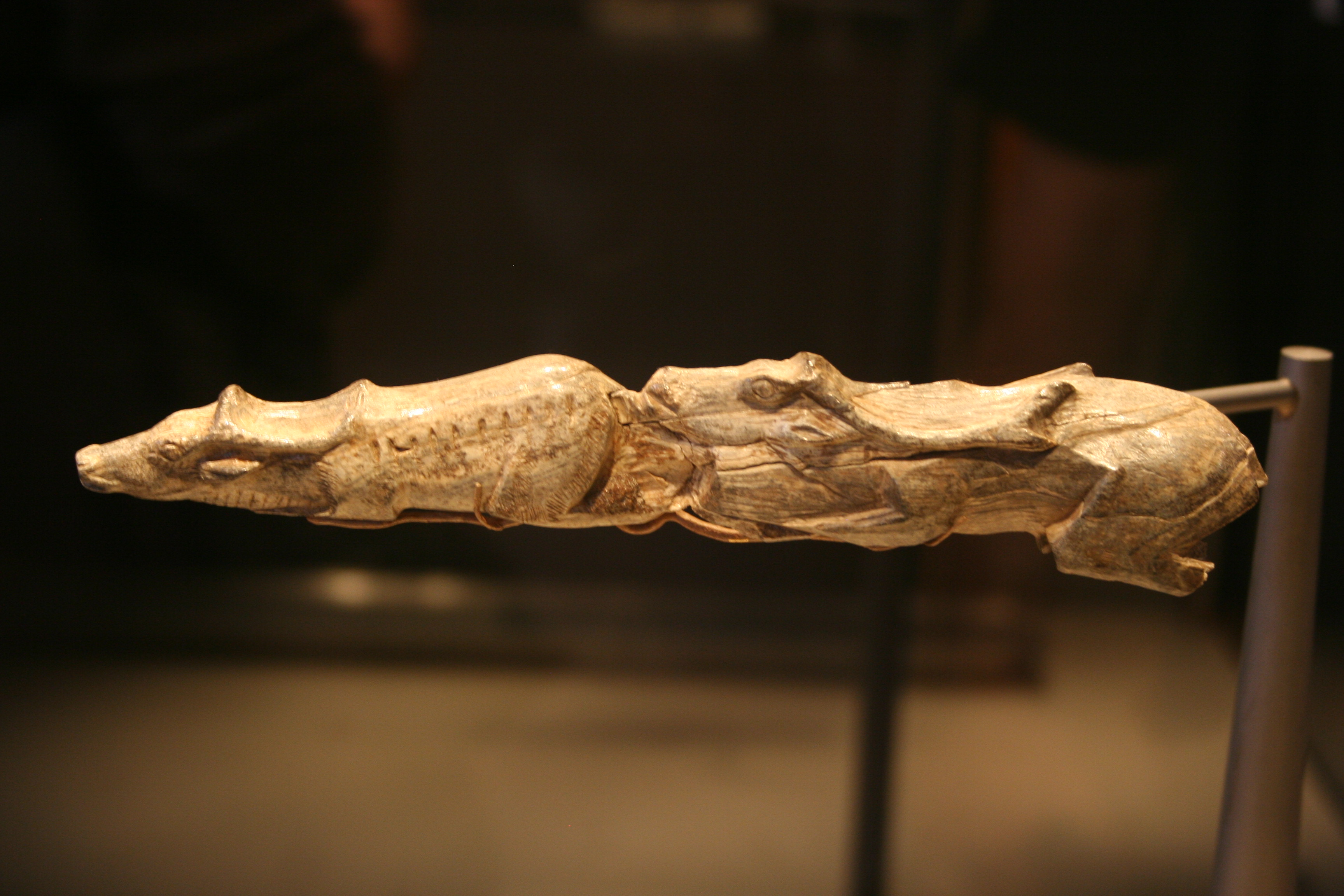
Rennes nageant (en), 13,000 ans, sculpture des Abris de Bruniquel, France

Les premiers Hommes modernes en Europe ont réalisé aussi des gravures non figuratives ou symboliques. Plusieurs plaques d'os ou de bois de cervidé du Paléolithique supérieur comportent des séries d'encoches placées à égale distance, notamment la plaque Blanchard bien conservée de 32 000 ans de l' Abri Blanchard, en France, dont les 24 marques dessinent un motif serpentin. Ces encoches ont pu être un système de comptage précoce d'animaux tués, ou un système de notation dont la fonction demeure inconnue. Selon Marshack il pouvait s'agir de calendriers. Toujours en 1972, Marshack a identifié des plaques magdaléniennes de 15 à 13 000 ans portant de petits symboles abstraits apparemment en blocs ou ensembles organisés, qu'il interprétait comme un système d'écriture précoce.
Une gravure complexe sur une défense de mammouth du site gravettien de Pavlov, en République tchèque. Son découvreur, l'archéologue tchèque Bohuslav Klíma, y voit une carte, sur laquelle figureraient une rivière sinueuse au centre-gauche, une montagne au centre-droite et un terrain au centre indiqué par un double cercle.Il interprète également comme des cartes, des plans ou des histoires d'autres gravures similaires qui ont été identifiées à travers l'Europe (en particulier dans la plaine russe).

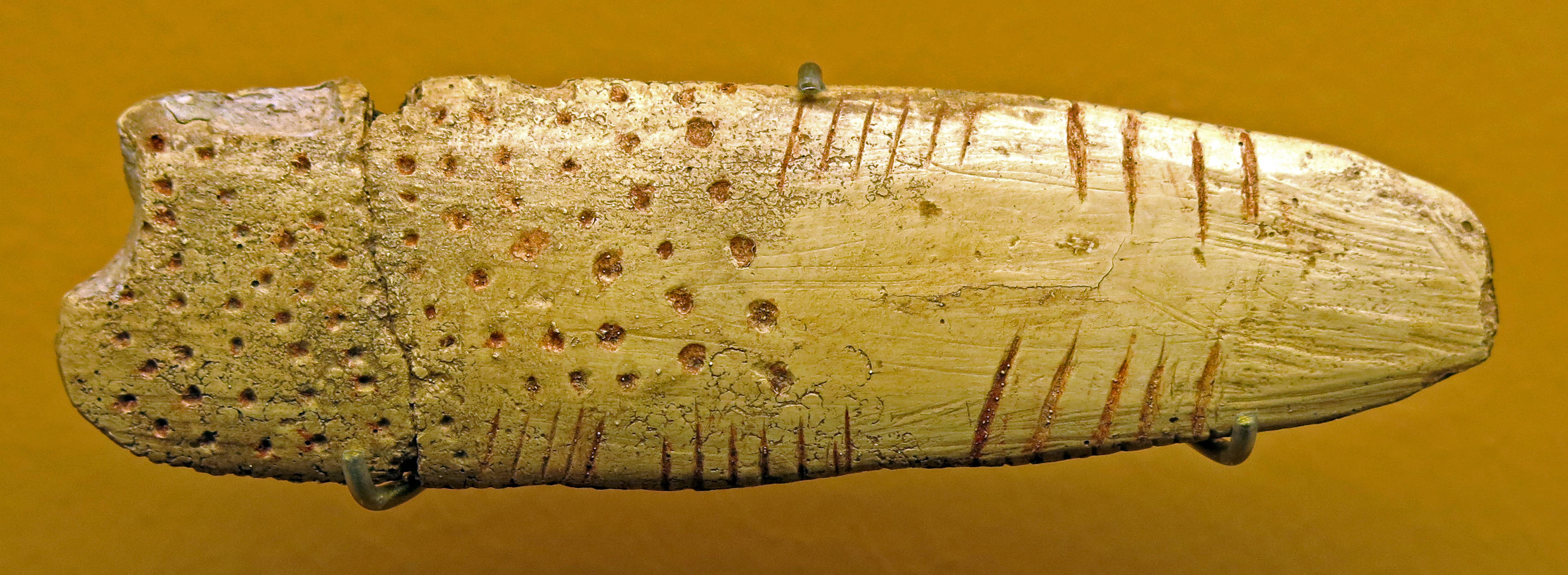
Plaque aurignacienne, Eyzies-de-Tayac, France
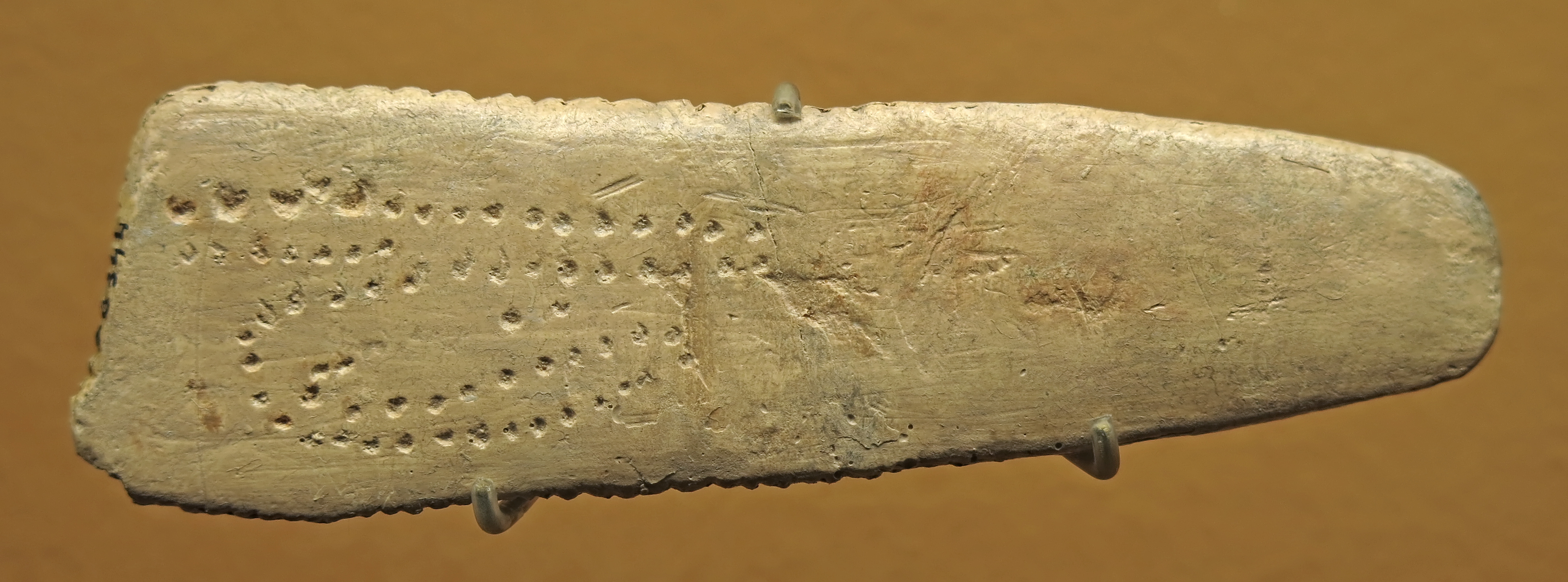
Plaque aurignacienne plaque, Abri Blanchard, France
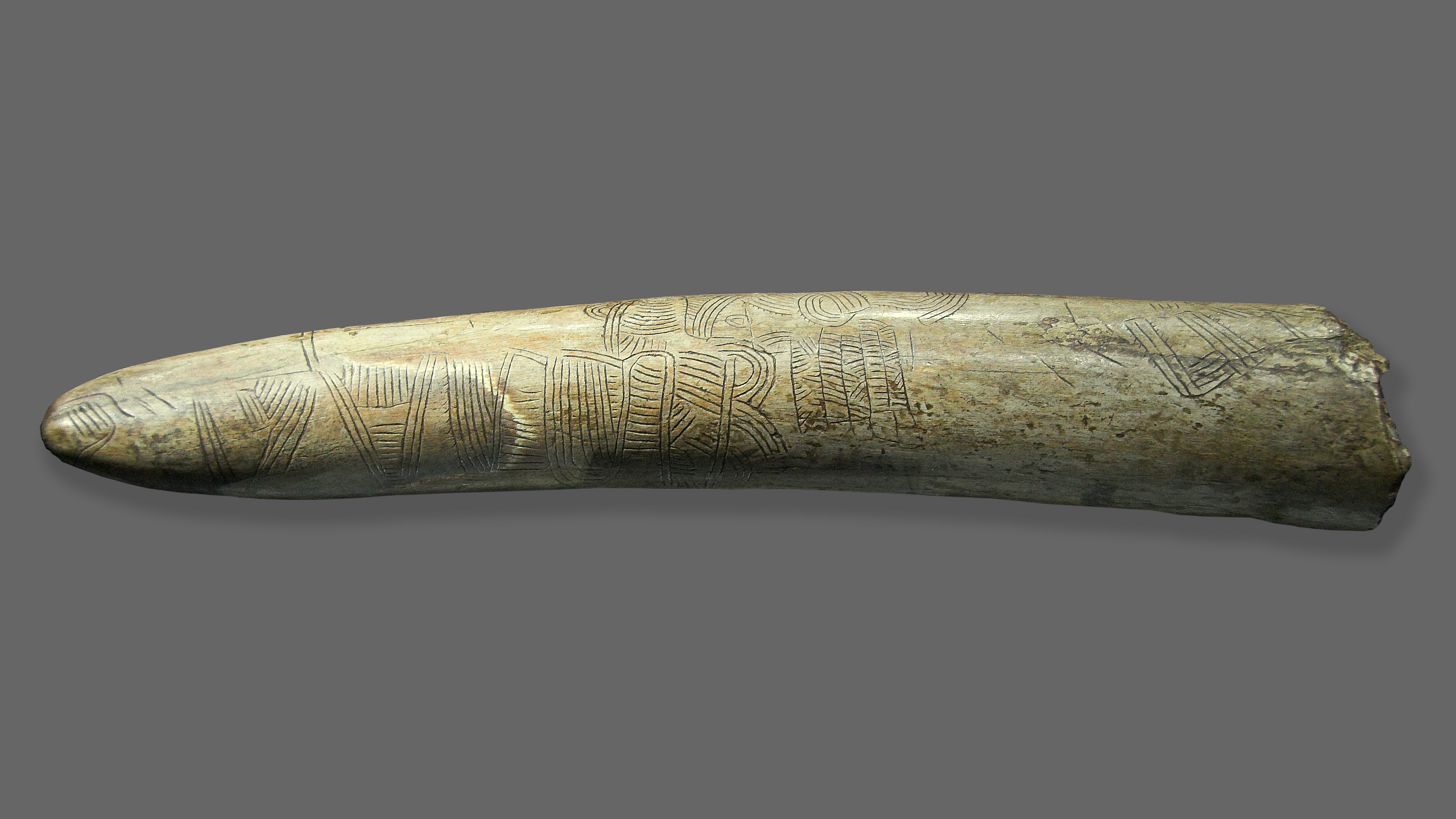
Gravure (d'une carte ?) sur une défense de mammouth, Gravettien
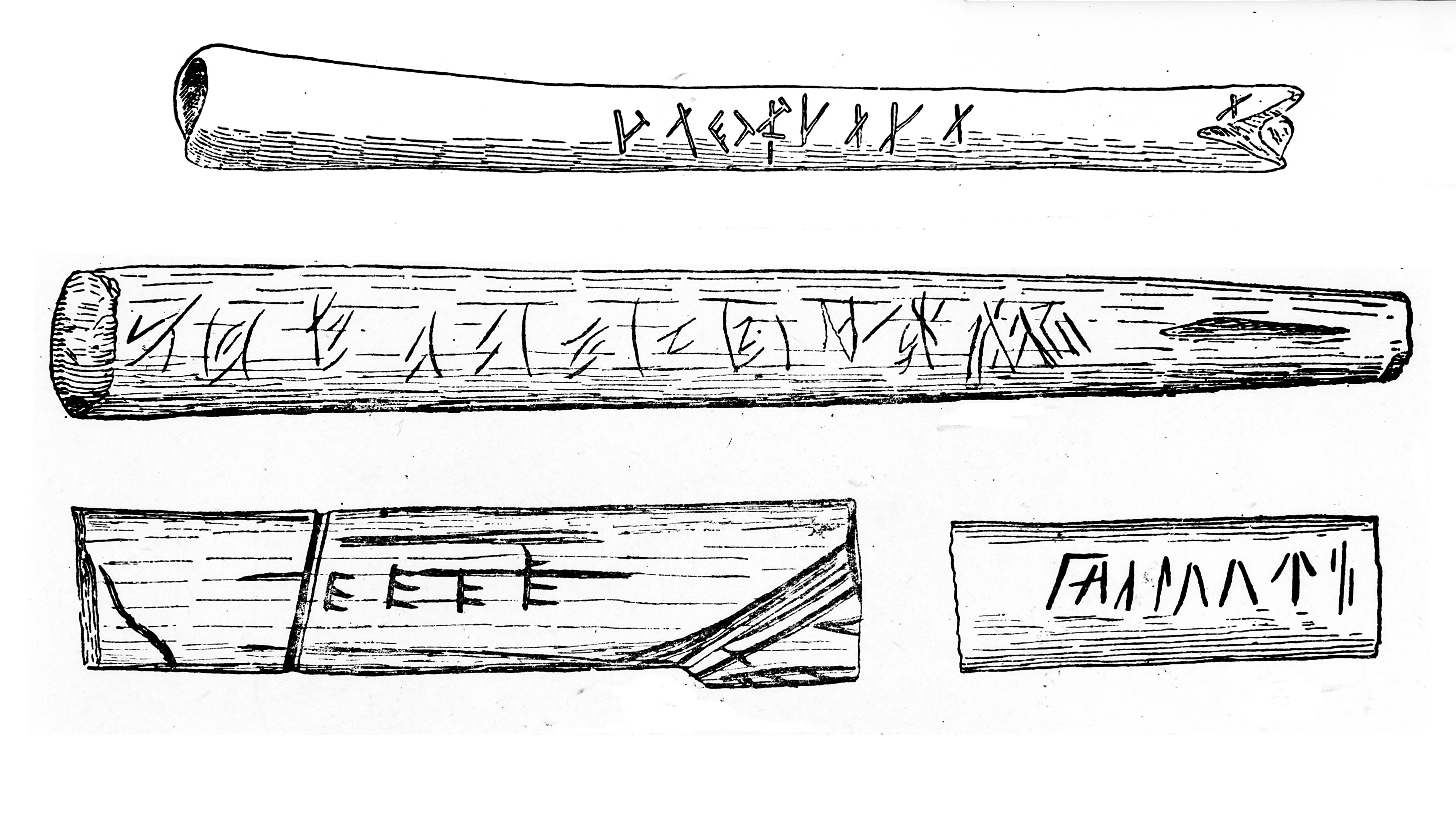
Signes gravées sur des plaques, Magdalénien

#### Art corporel

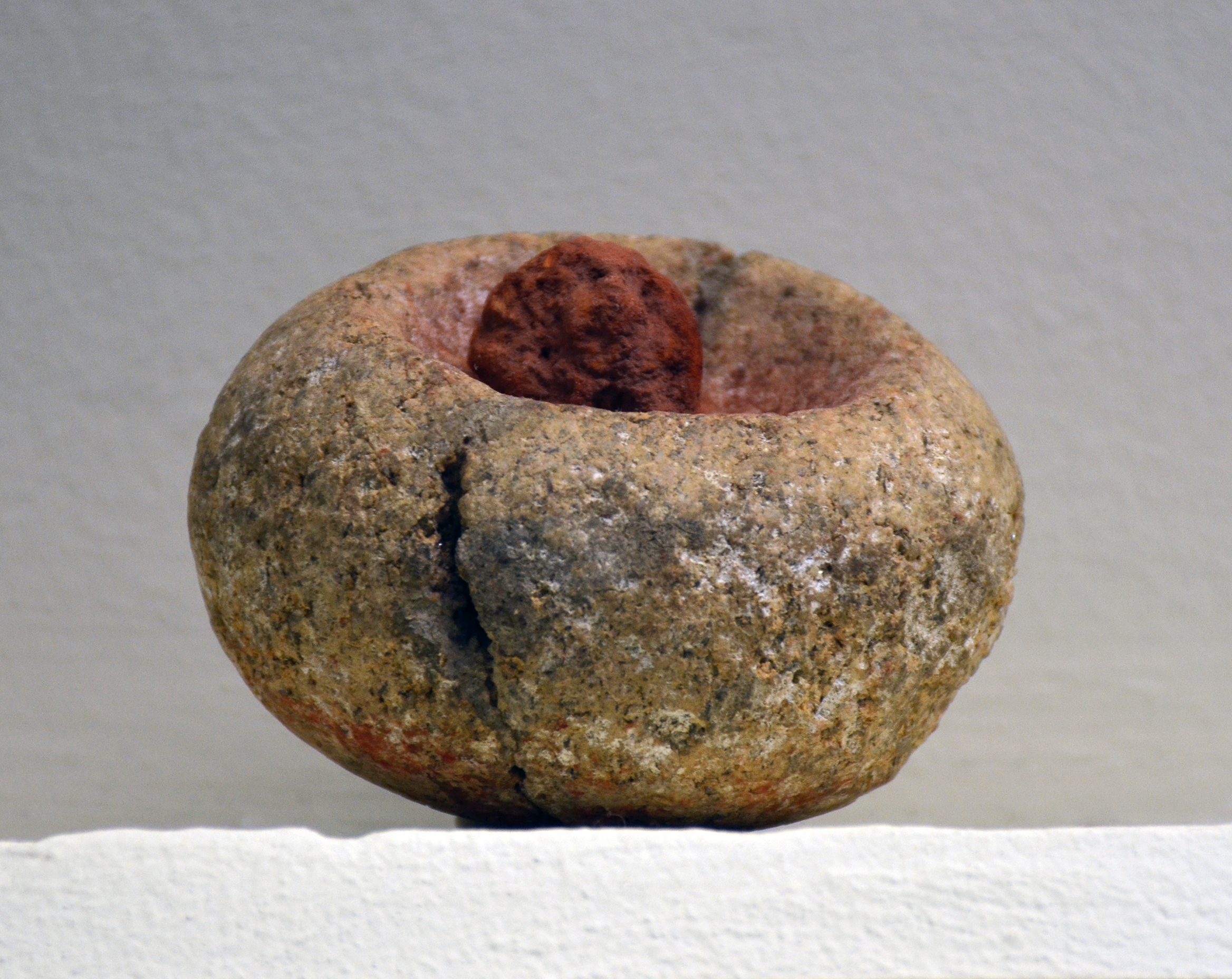
Godet à ocre, Grotte de Laugerie, France.

Les premiers Hommes modernes d'Europe utilisaient de l'ocre rouge comme pigment, probablement à des fins symboliques, pour la peinture corporelle. L'ocre de certains sites a dû être importée de régions très lointaines. On ne sait pas pourquoi les Homo sapiens ont spécifiquement choisi cette couleur plutôt que d'autres ; il est possible que l'ocre ait été privilégiée comme un ingrédient de substances adhésives, comme un agent de bronzage des peaux, comme insectifuge, écran solaire, pour ses propriétés médicinales, comme complément alimentaire.
En 1962, les archéologues français Saint-Just et Marthe Péquart ont identifié des aiguilles à deux pointes dans le Magdalénien de la Grotte du Mas-d'Azil, aiguilles qui, selon eux, auraient pu être utilisées pour le tatouage.

#### Vêtements
Les premiers Hommes modernes d'Europe ont façonné des perles, qu'ils attachaient probablement à des vêtements dans un but décoratif. Utilisées déjà durant le Paléolithique moyen, les perles ont été produites en abondance au cours du Paléolithique supérieur. Les traditions locales de fabrication de perles ont perduré pendant très longtemps : les communautés méditerranéennes ont ainsi utilisé des types spécifiques de coquillages marins pendant plus de 20 000 ans pour la fabrication de perles et de pendentifs. Les communautés d'Europe centrale et occidentale avaient une prédilection pour les dents d'animaux percées (et moins souvent pour les dents humaines). Pendant la période de l'Aurignacien, les perles et les pendentifs étaient faits de coquillages, de dents, d'ivoire, de pierre, d'os et de bois ; des matériaux fossiles servaient quelquefois de parure ; on trouve ainsi des exemples d'utilisation décorative d'une bélemnite, d'une nummulite, d'une ammonite et de morceaux d'ambre. La distribution des ornements sur les individus gravettiens enterrés indiquent que les bijoux étaient principalement portés sur la tête plutôt que sur le cou ou le torse.

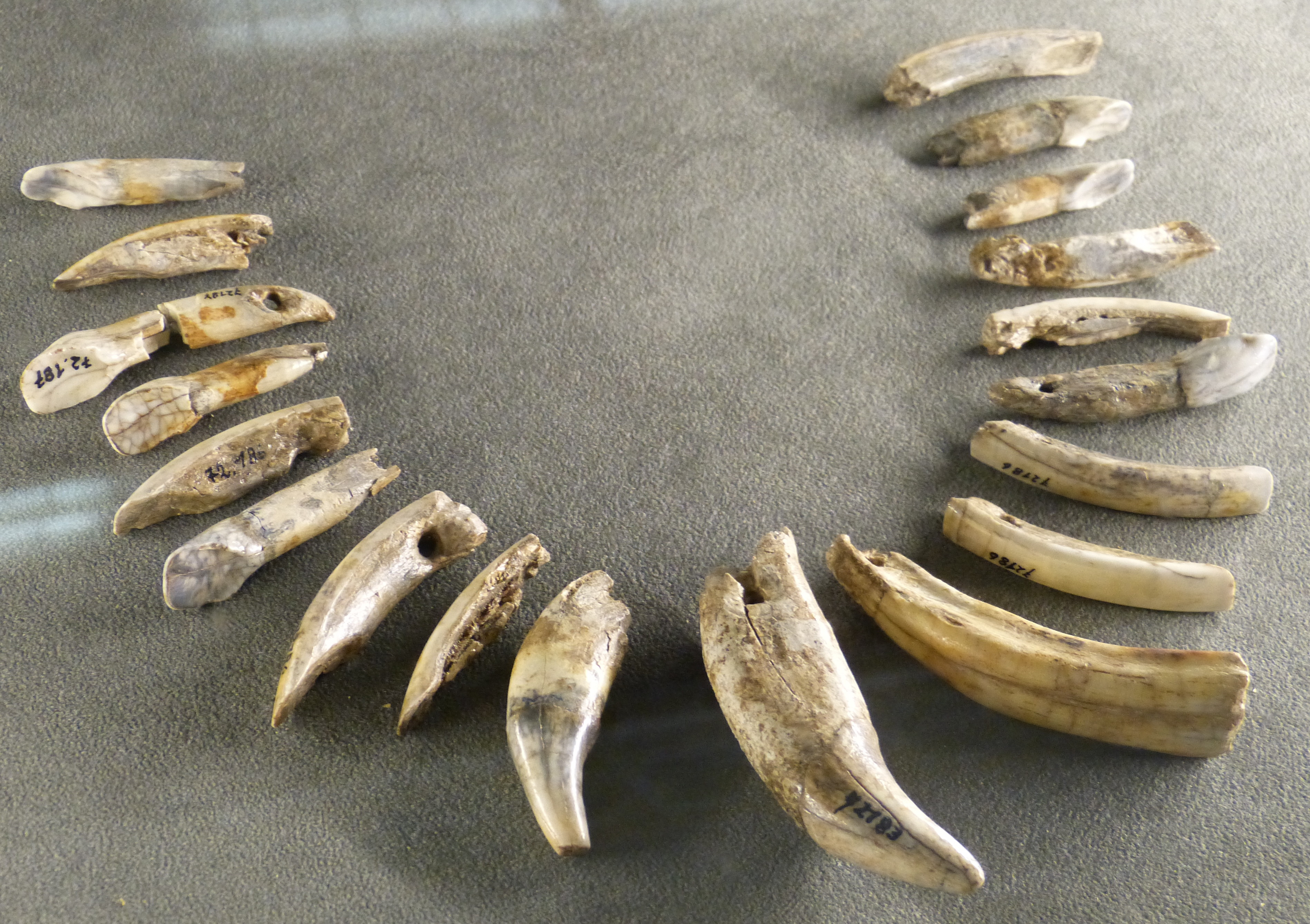
Collier fait avec des dents d'ours, de cheval, de wapiti, de castor, Aurignacien
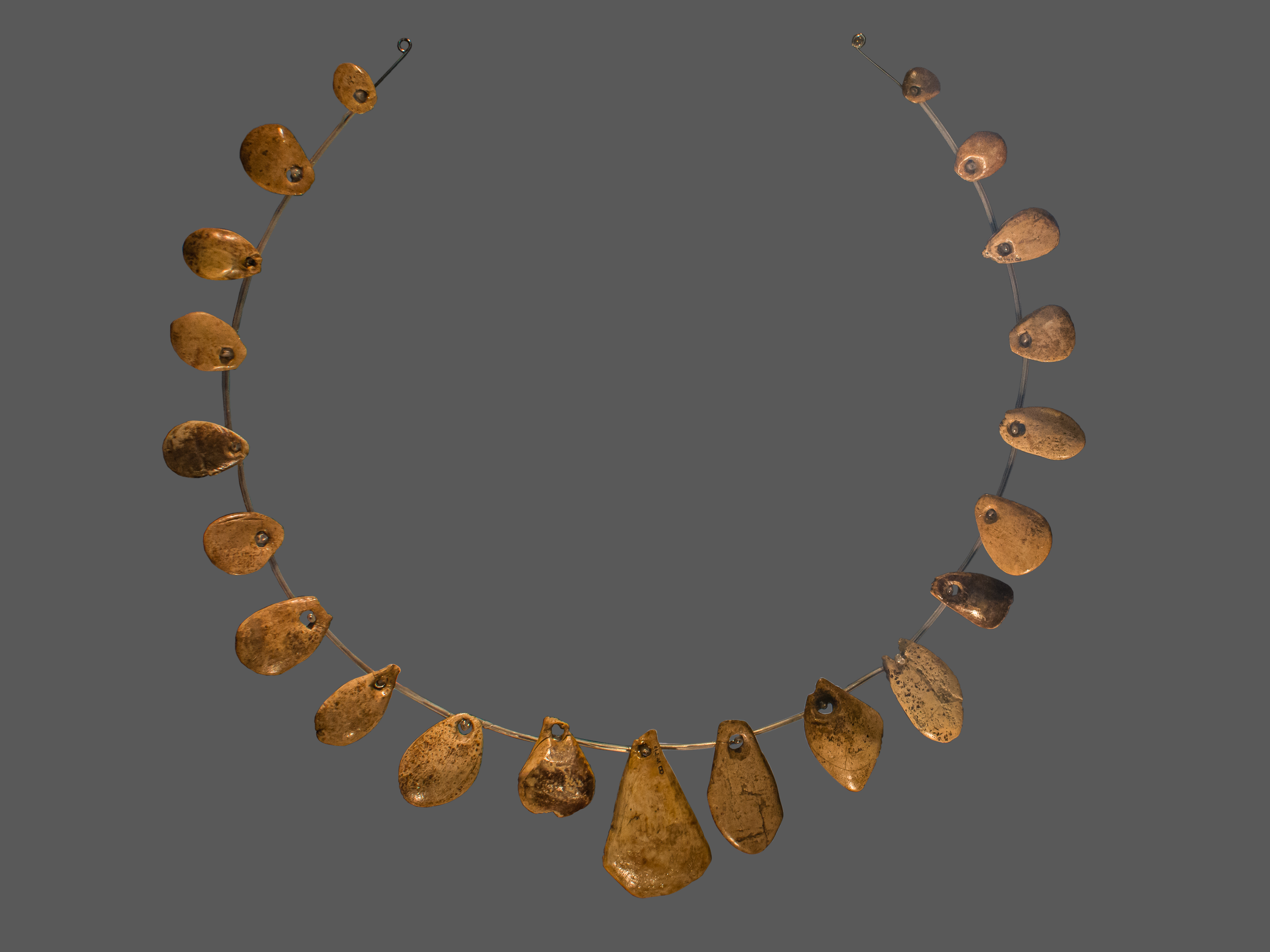
Collier en ivoire, Gravettien
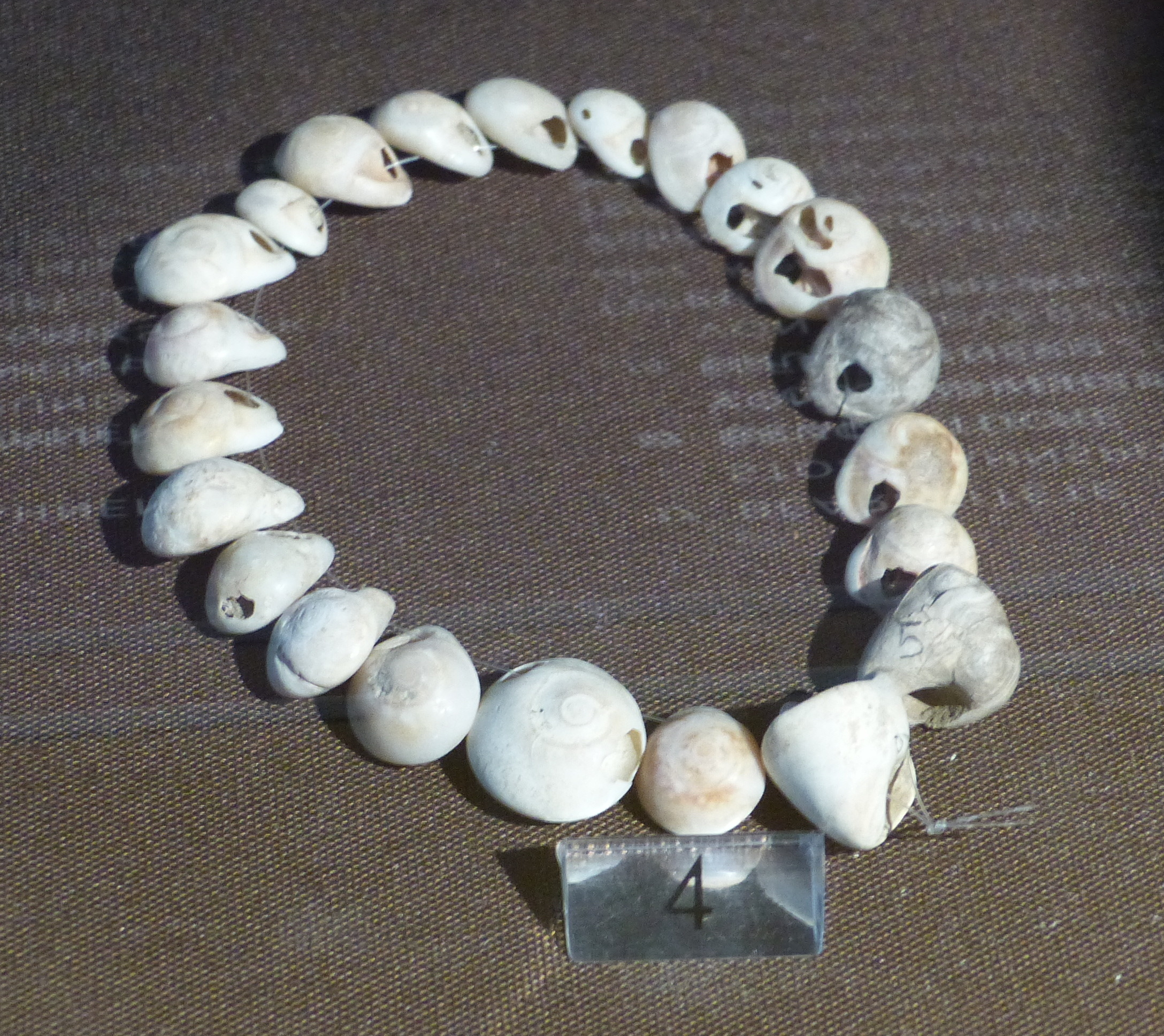
Collier fait avec des coquilles de Tritia neritea, Gravettien
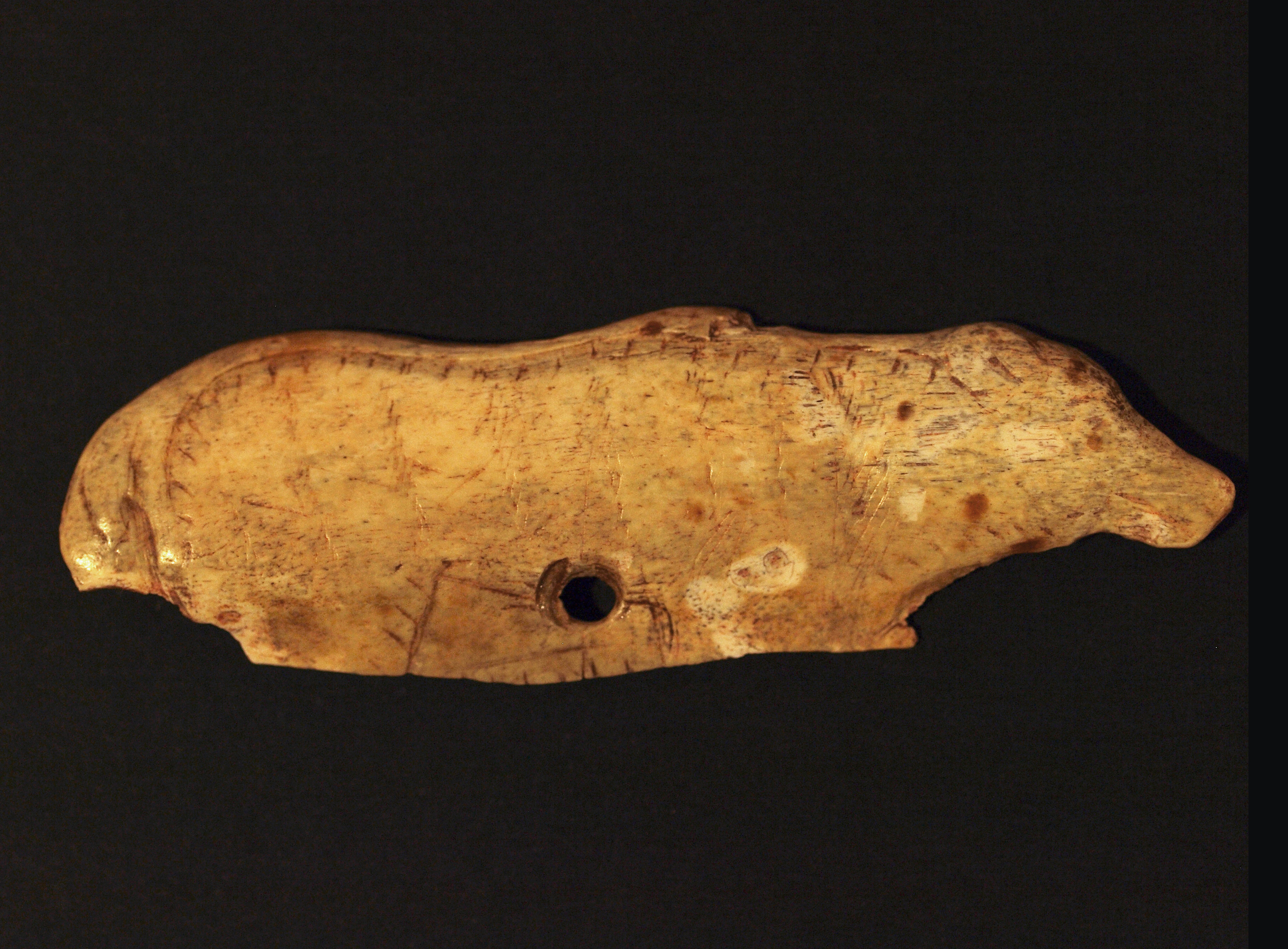
Pendentif représentant un ours sculpté dans un os de cerf, Magdalénien

Les sites gravettiens Dolní Věstonice I et III et Pavlov I en Moravie, en République tchèque, ont produit de nombreux fragments d'argile avec des impressions textiles. Une industrie textile hautement sophistiquée et normalisée a permis la production de ficelles et cordages à une seule épaisseur, à deux épaisseurs, à trois épaisseurs et tressés ; la production de filets noués, de paniers en osier, de tissu peut être torsadé, tissé uni, et de twill. En raison de la large gamme de jauges et de tissages textiles, il est possible qu'ils aient pu également produire des tentures murales, des couvertures, des sacs, des châles, des chemises, des jupes et des ceintures. Les premiers Hommes modernes d'Europe utilisaient des fibres végétales plutôt que des fibres animales, possiblement de l'ortie, de l'asclépiade, de l'if ou de l'aulne, qui ont été historiquement utilisés dans le tissage. De tels fragments de fibres végétales ont été enregistrés dans les sites russes de Kostenki et de Zaraïsk ainsi que dans le site allemand de Gönnersdorf.

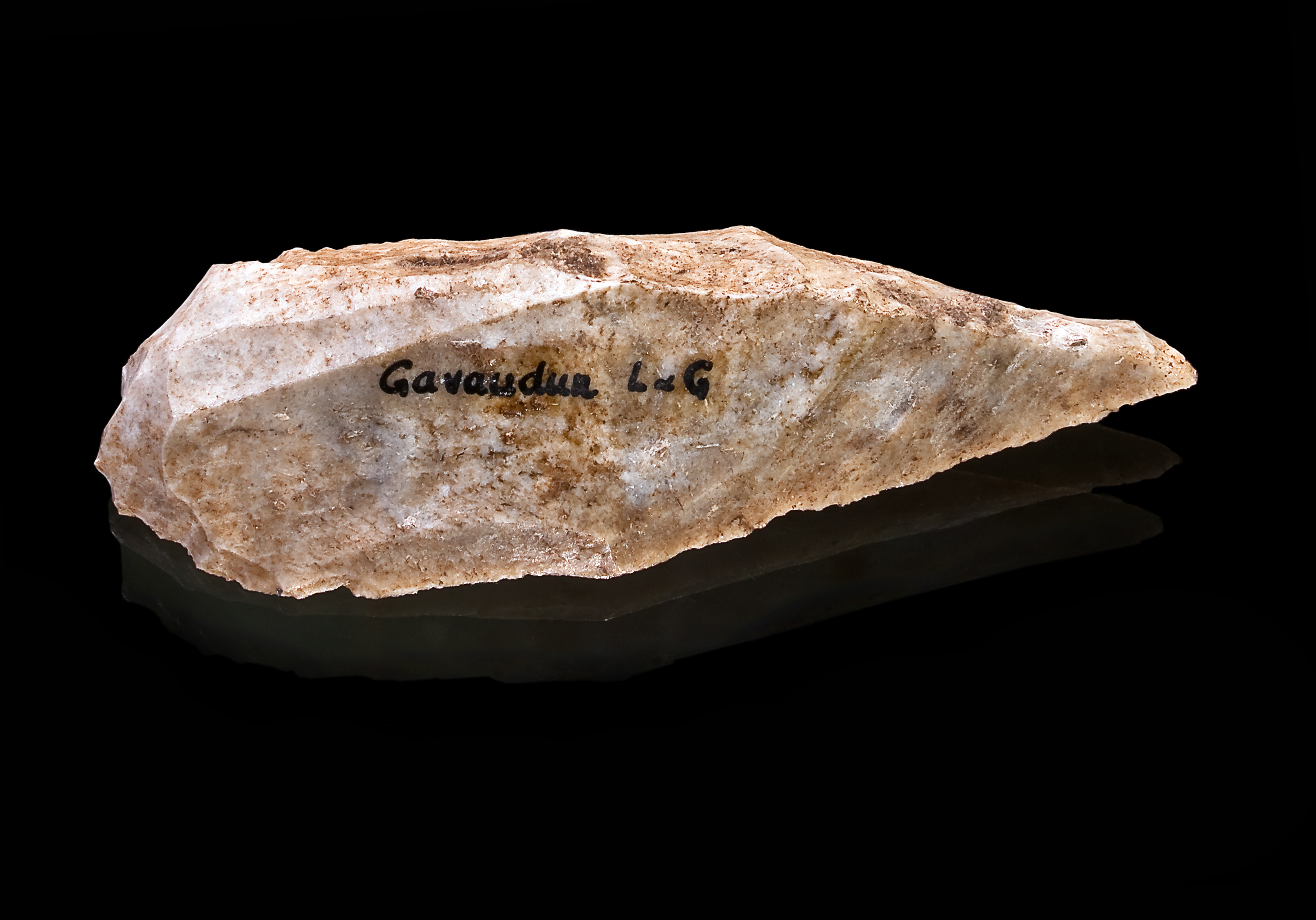
Grattoir, Aurignacien, Gavaudun, France
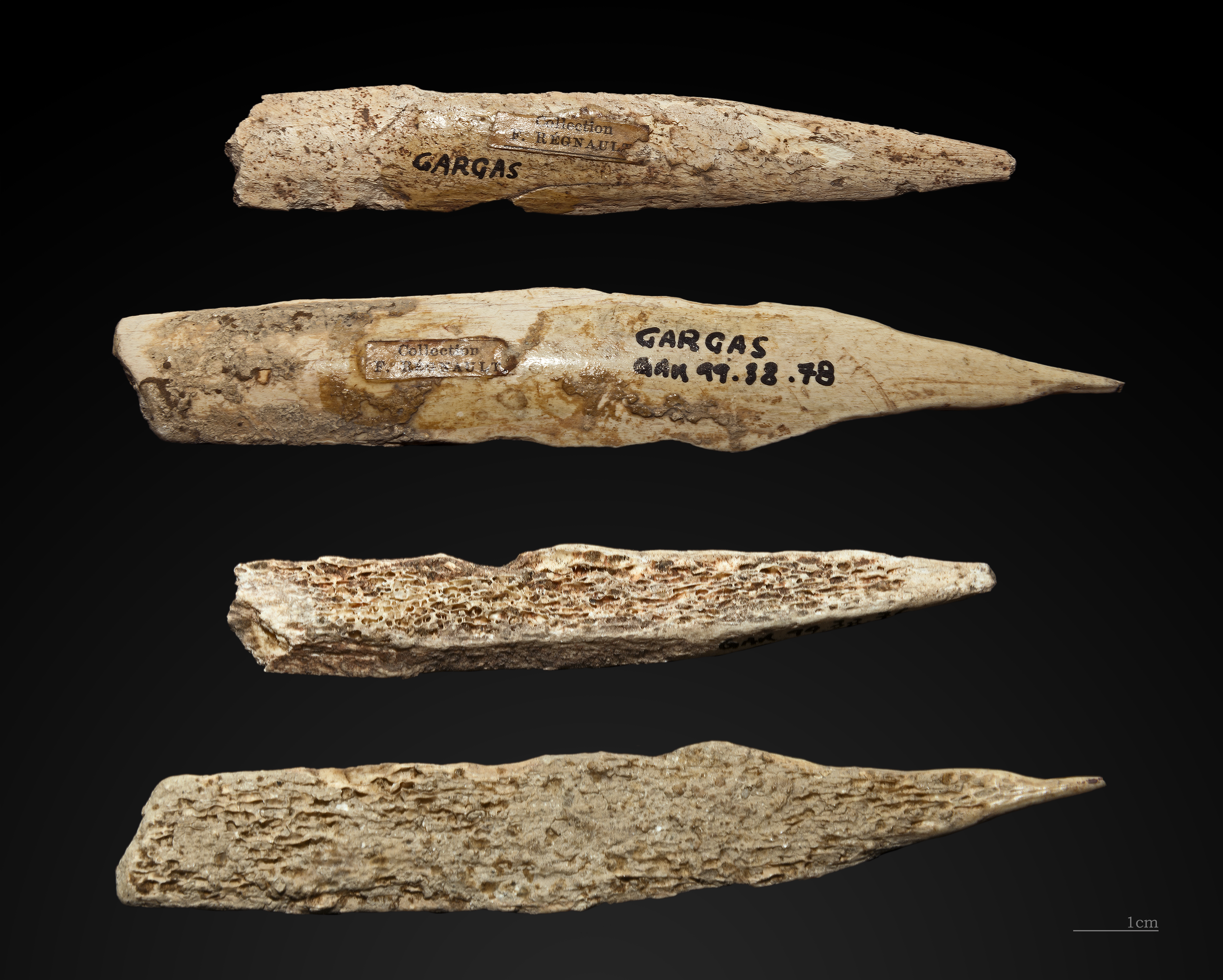
Poinçons en os abrasés, Gravettien
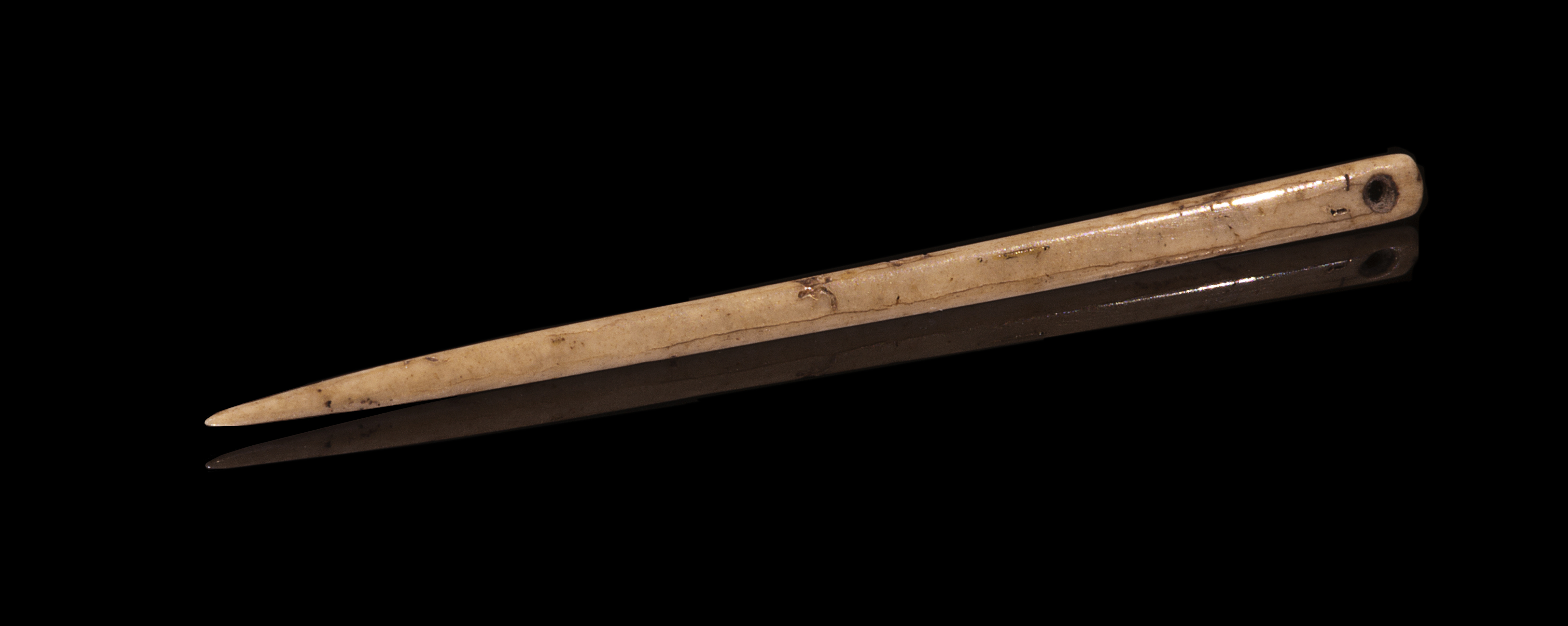
Aiguille en os, Magdalénien, Gourdan-Polignan, France

Les habitants de la grotte de Dzudzuana, en Géorgie, semblent avoir teint les fibres de lin avec des colorants à base de plantes, notamment du jaune, rouge, rose, bleu, turquoise, violet, noir, marron, gris, vert et kaki. L'émergence du textile dans les archives archéologiques européennes coïncide également avec la prolifération de l'aiguille à coudre : des aiguilles en ivoire se trouvent dans la plupart des sites du Paléolithique supérieur tardif, ce qui pourrait être corrélé avec une pratique fréquente de la couture, et la prédominance des petites aiguilles (trop petites pour confectionner des vêtements en peau et en cuir) pourrait indiquer un travail sur des tissus souples,.
Certaines Vénus paléolithiques représentent des coiffures et des vêtements portés par des femmes gravettiennes : la Vénus de Willendorf, qui semble coiffée d'une casquette, faite en tissu ou de coquillages ; la Vénus de Brassempouy, dont les cheveux sont couverts ; la Vénus de Laussel. Certaines portent également des ceintures. La Vénus de Lespugue porte une jupe en fibre végétale comprenant 11 cordons passant derrière les jambes,.

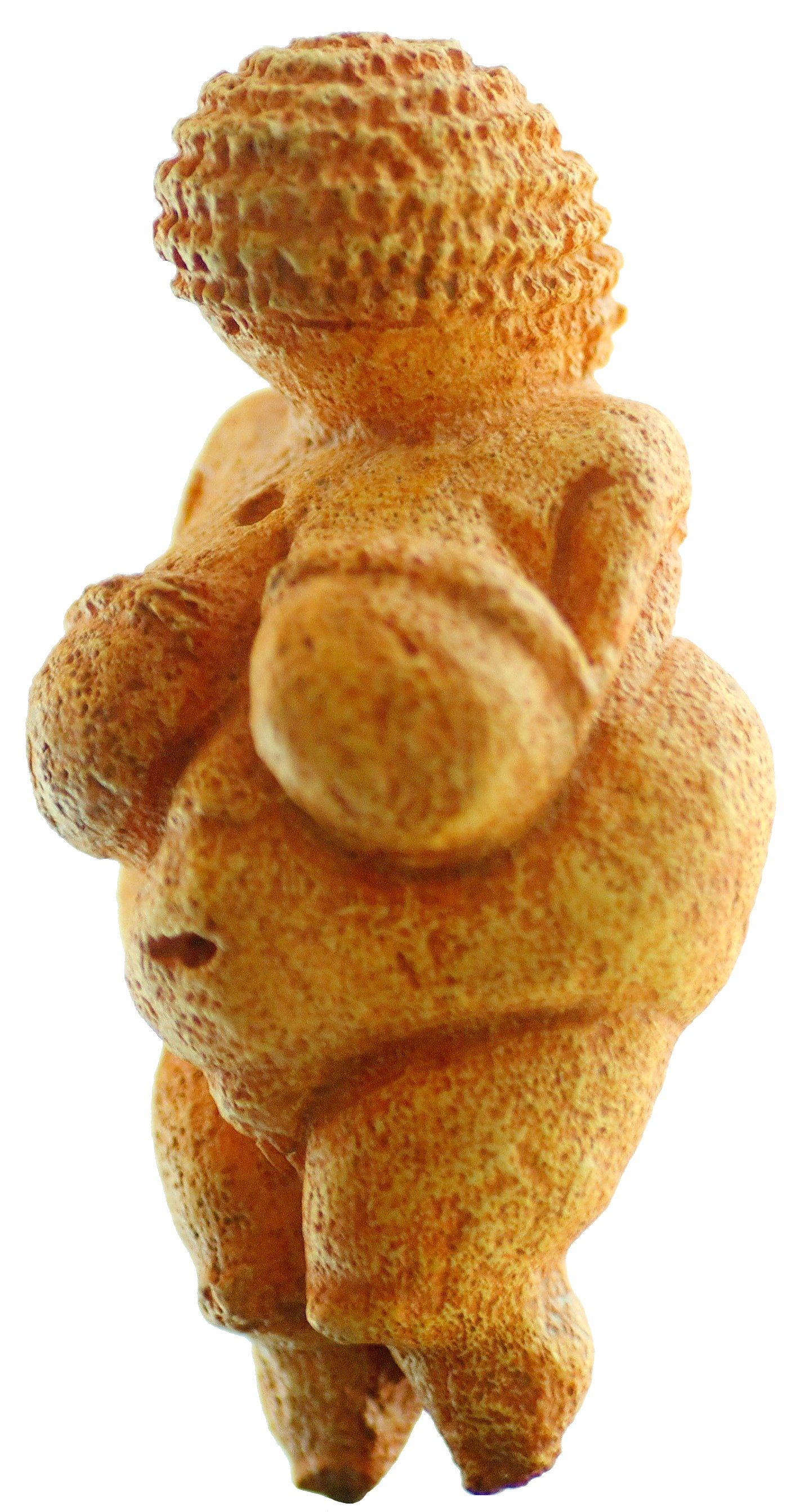
Vénus de Willendorf avec une coiffe
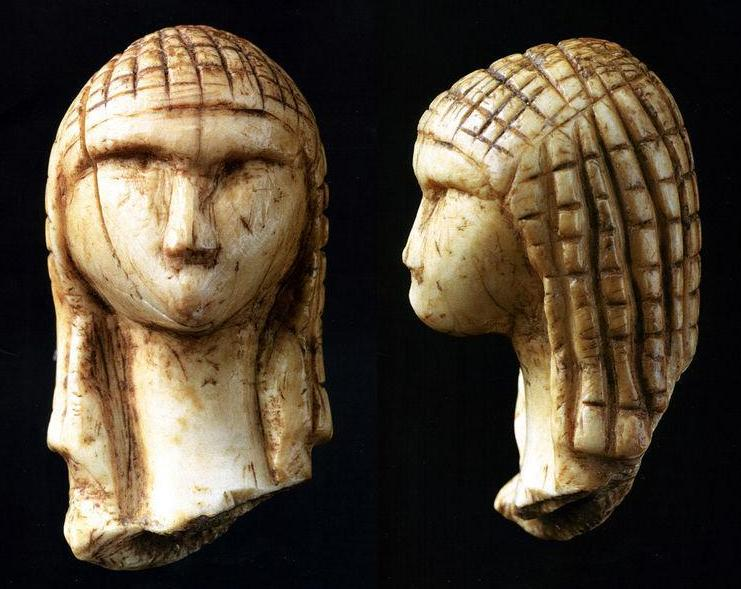
Vénus de Brassempouy portant une capuche
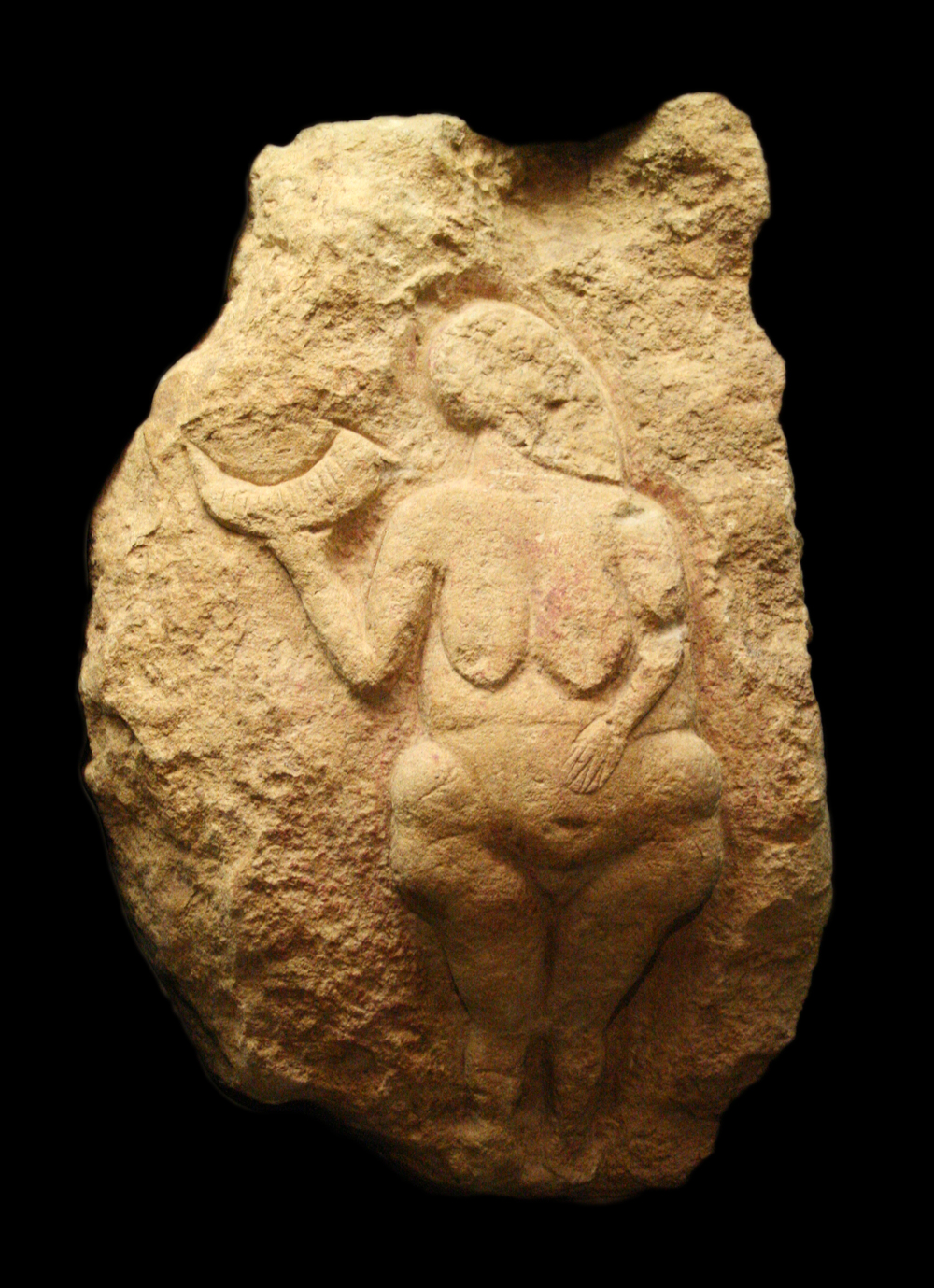
Vénus de Laussel portant un cache-cou
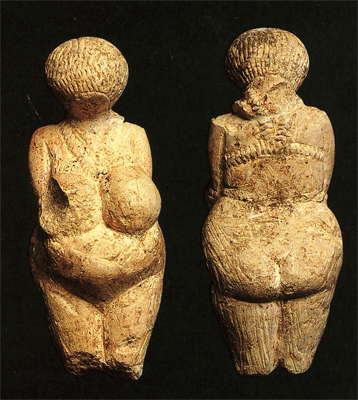
Vénus de Kostenki portant un soutien-gorge avec des sangles
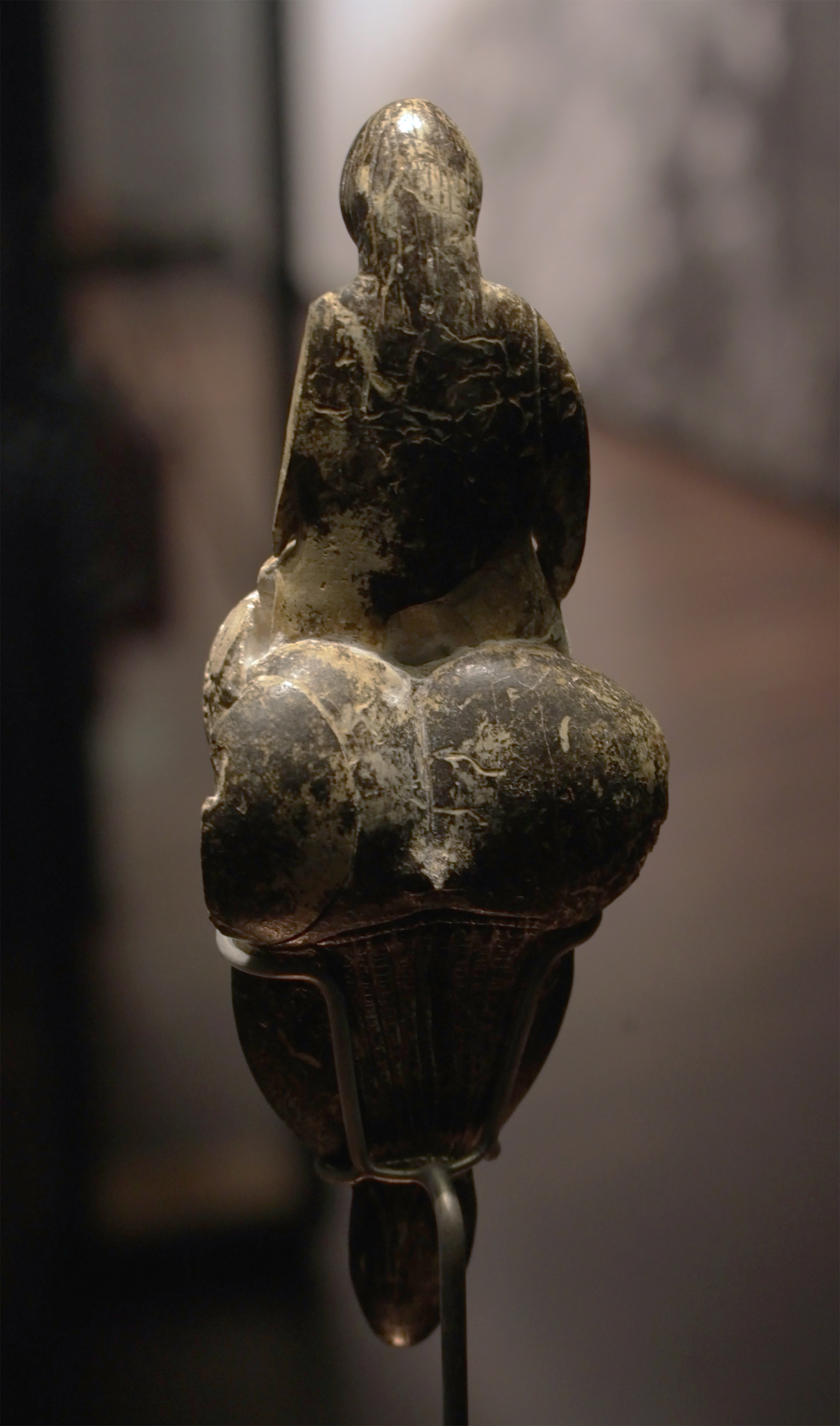
Vénus de Lespugue vêtue d'une jupe

#### Musique

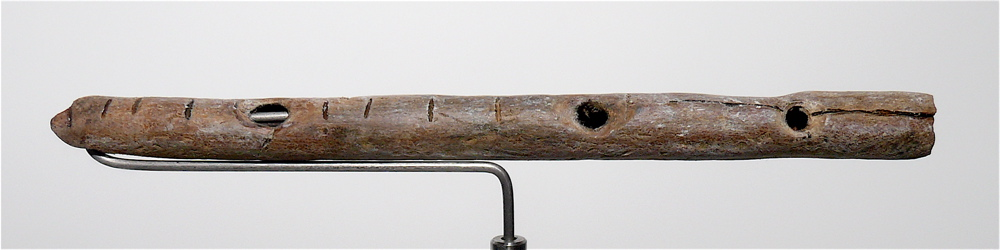
Flûte en os aurignacienne, Geissenklösterle, Allemagne.

Les premiers Hommes modernes d'Europe sont connus pour avoir créé des flûtes avec des os d'oiseaux creux et de l'ivoire des défenses de mammouth ; ces instruments sont apparus pour la première fois dans les archives archéologiques pendant la période de l'Aurignacien il y a environ 40 000 ans dans le Jura souabe allemand. Les flûtes du Jura souabe semblent avoir été capables de produire une large gamme de tons. L'une d'elles, pratiquement complète, sculptée dans le radius d'un vautour fauve de Hohle Fels, mesure 21,8 cm de longueur et 0,8 cm de diamètre ; l'os avait été lissé et percé de trous. La fabrication de flûtes paléolithiques en ivoire a nécessité plus de compétences et de précision que les flûtes en os d'oiseau : une section d'ivoire doit être sciée à la bonne taille, coupée en deux pour pouvoir être évidée, puis les deux pièces doivent être remontées et collées ensemble avec un adhésif dans un joint étanche à l'air. Les premiers Hommes modernes européens ont également créé des sifflets en os avec des phalanges de cerf.
Une telle technologie musicale sophistiquée suggère une tradition musicale beaucoup plus longue que ne l'indiquent les archives archéologiques.

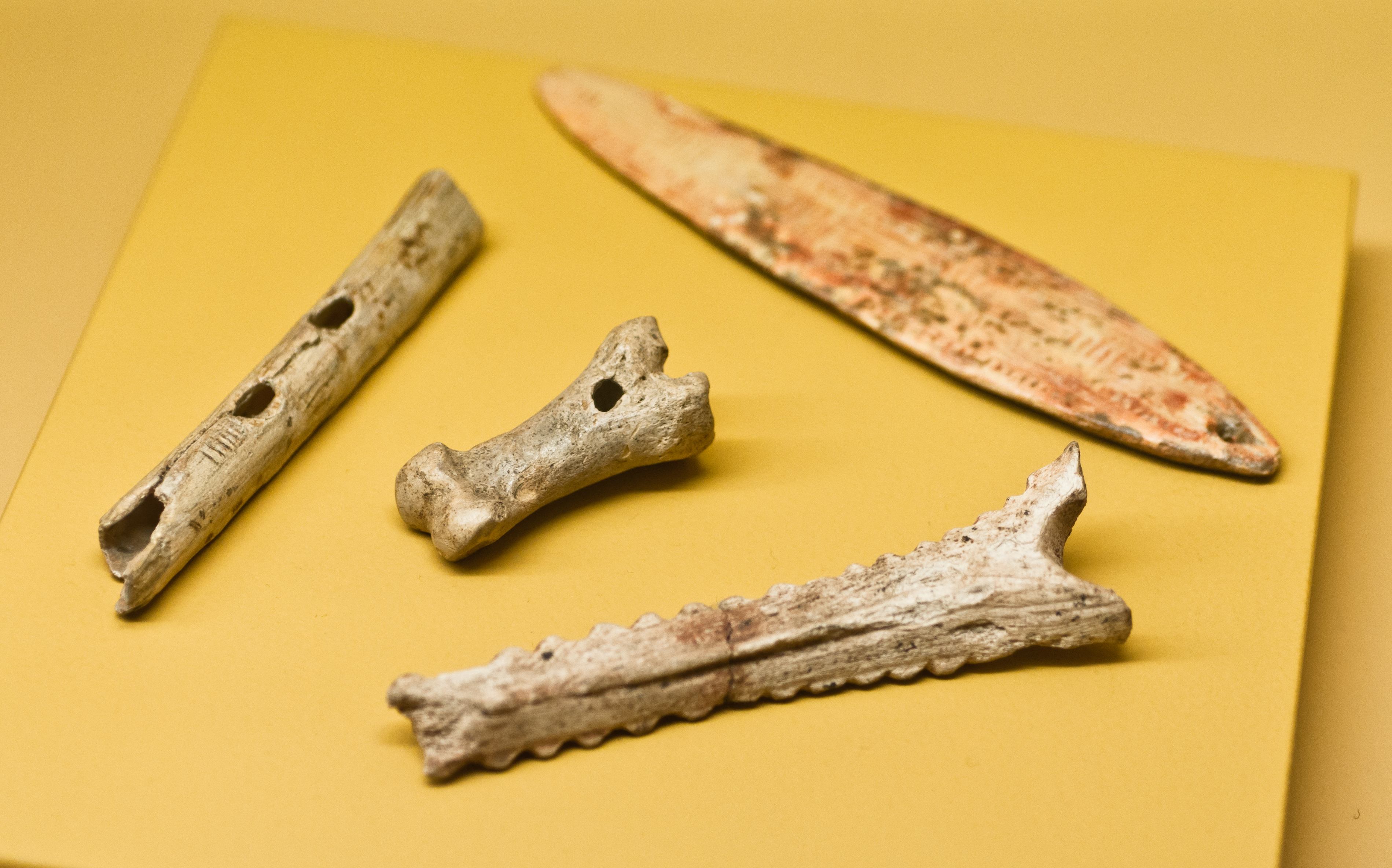
Instruments de musique probables de premiers Hommes modernes d'Europe : flûte en os (à gauche), sifflet (au centre), idiophone (en bas) et rhombe (en haut).

Certains des artefacts produits par les premiers Hommes modernes d'Europe semblent être des rhombes ou des instruments à percussion tels que des idiophones. Un rhombe probable est identifié à Lalinde, en France ; il date d'il y a 14 à 12 ka, mesure 16 cm de long ; il est long et orné d'incisions géométriques. Dans les maisons en os de mammouth à Mézine, en Ukraine, des os de mammouth portent des traces de peinture et de percussions répétées ; selon l'archéologue Sergei Bibikov, ces os ont pu servir de tambours (un os de la cuisse de 80 cm, une mâchoire, une omoplate, et un bassin). D'autres sites européens ont produit des maillets à percussion potentiels, en os de mammouth ou en bois de renne. On suppose que certains premiers Hommes modernes d'Europe ont marqué des sections de grottes avec de la peinture rouge comme repères sonores, pour marquer les lieux de plus grande résonance ; ces points rouges, frappés, émettaient une note amplifiée par l'écho dans tout l'espace de la grotte, un peu comme une touche de xylophone.

### Langue
Le premier appareil vocal humain moderne était vraisemblablement le même que celui des humains actuels. Le gène FOXP2 actuel associé à la parole et à la capacité de communiquer verbalement semble avoir évolué au cours des 100 000 dernières années. Ceci indique que les humains du Paléolithique supérieur avaient les mêmes capacités linguistiques et la même gamme de phonèmes potentiels (sons) que les humains d'aujourd'hui.
Bien que les langues parlées par les premiers Hommes modernes d'Europe aient probablement contribué aux langues actuelles, on ne sait pas à quoi ressemblaient ces langues anciennes : les mots se dénaturent et sont assez vite remplacés par d'autres entièrement originaux.

### Religion
La question de la religion au Paléolithique supérieur est controversée du fait de l'absence de preuves archéologiques certaines. En 1964 Leroi-Gourhand soutenait l'idée selon laquelle les Hommes du Paléolithique supérieur avaient des croyances religieuses, cependant les premiers indices vérifiables d'une culture religieuse datent du Néolithique. Pour certains, il est donc anachronique de parler de religion paléolithique. Plusieurs hypothèses ont été proposées au sujet d'éventuelles considérations spirituelles au Paléolithique supérieur.
L'hypothèse d'un chamanisme paléolithique est fondée sur le fait que le chamanisme est souvent associé aux économies de chasseurs ; or les sociétés du Paléolithique supérieur reposaient sur la chasse et la cueillette.
Selon Marcel Otte, les sociétés du Paléolihique supérieur n'étaient pas des sociétés à dieux mais elles elles auraient été des sociétés animistes pour lesquelles les animaux, les plantes, et les composantes de la nature en général occupent une place équivalente à celle des humains.
Selon Alain Testart, l'art pariétal et rupestre du paléolithique supérieur, tel qu'il se manifeste notamment dans les grottes de Lascaux et de Chauvet, traduit un mode de pensée mythique qu'il est possible de rapprocher du totémisme.

### Pratiques mortuaires
Les premiers Hommes modernes d'Europe ont enterré leurs morts, en leur associant, souvent, une variété d'objets funéraires symboliques, et de l'ocre rouge. Une même tombe renfermait généralement plusieurs corps, des deux sexes Cependant, les archives archéologiques ont révélé peu de tombes ; la moyenne est de moins de 5 tombes conservées par millénaire.
La plupart des sépultures sont datées du Gravettien (notamment d'une époque datant d'il y a 31 à 29 000 ans) et de la fin du Magdalénien (de 14 à 11 000 ans). Aucune n'est identifiée pendant l'Aurignacien. Les sépultures gravettiennes semblent différer de celles postérieures au dernier maximum glaciaire (c'est-à-dire de celles datées de moins de 21 000 ans). Environ la moitié des Gravettiens enterrés sont des nourrissons, alors que les tombes de nourrissons deviennent beaucoup moins nombreuses après le dernier maximum glaciaire ; on se demande si cela est dû à des différences sociales, ou à des variations affectant les taux de mortalité infantile. Les tombes gravettiennes sont couramment associées à des restes d'animaux et à des outils ; on ne sait pas si cela était intentionnel ; cette association devient bien moins courante après le dernier maximum glaciaire, époque à laquelle les tombes sont associées à des ornements, plus souvent que ce n'était le cas pour les tombes gravettiennes.
L'enterrement paléolithique le plus somptueux est une sépulture du Gravettien de Sungir, en Russie, où un garçon et une fille ont été placés couronne contre couronne dans une longue tombe peu profonde et ornée de milliers de perles d'ivoire perforées, des centaines de canines perforées de renards polaires, d'épingles en ivoire, de pendentifs, de figurines d'animaux en ivoire et de lances fabriquées avec des défenses de mammouth. Les perles, bien plus petites que celles trouvées en association avec un homme du même site, pourraient avoir été spécialement conçues pour les enfants. Les 5 autres personnes enterrées de Sungir n'ont pas reçu autant de biens funéraires. Seules deux autres tombes du Paléolithique supérieur ont été trouvées avec des objets funéraires autres que des ornements personnels (une à Arene Candide, en Italie, et une autre à Brno, en République tchèque). En règle générale les tombes gravettiennes présentent généralement peu d'ornements et les personnes enterrées portaient leurs bijoux probablement avant de mourir.
En raison de cette riche culture matérielle et de la différence marquée de traitement entre les différents individus, certains spécialistes ont supposé l'existence au Paléolithique supérieur d'une société complexe au-delà du niveau de la bande, avec des distinctions de classes. Dans cette perspective, on pourrait penser que les jeunes personnes ayant bénéficié de funérailles élaborées avaient un statut élevé. Cependant, environ 75 % des squelettes des premiers Homo sapiens d'Europe dans les tombes sont de sexe masculin, ce qui ne s'accorde pas avec la prédominance des représentations de femmes dans l'art paléolithique.
Selon une autre hypothèse, certaines cultures du Paléolithique supérieur auraient pratiqué les sacrifices humains. Les objets funéraires sont le produit d'un long travail, ce qui suggère que les enterrements ont été anticipés. La présence apparemment intentionnelle des deux sexes, et la surreprésentation de personnes souffrant de troubles congénitaux (dans environ un tiers des sépultures identifiées), ont conduit à supposer que ces cultures pratiquaient des sacrifices humains, inspirés ou par un sentiment de peur, ou par le culte de ceux qui avaient des caractéristiques anormales. Des funérailles complexes ont suggéré l'hypothèse selon laquelle les premiers hommes modernes en Europe auraient cru en une vie après la mort.
Les premières preuves de coupes crâniennes, et donc de cannibalisme rituel, proviennent de la grotte de Gough, datée du Magdalénien, en Angleterre. D'autres preuves concrètes de ces rituels n'apparaissent qu'après le Paléolithique. La coupe en crâne de la grotte de Gough semble avoir suivi une méthode de scalpation similaire à celle de l'Europe néolithique, avec des incisions le long de la ligne médiane du crâne.

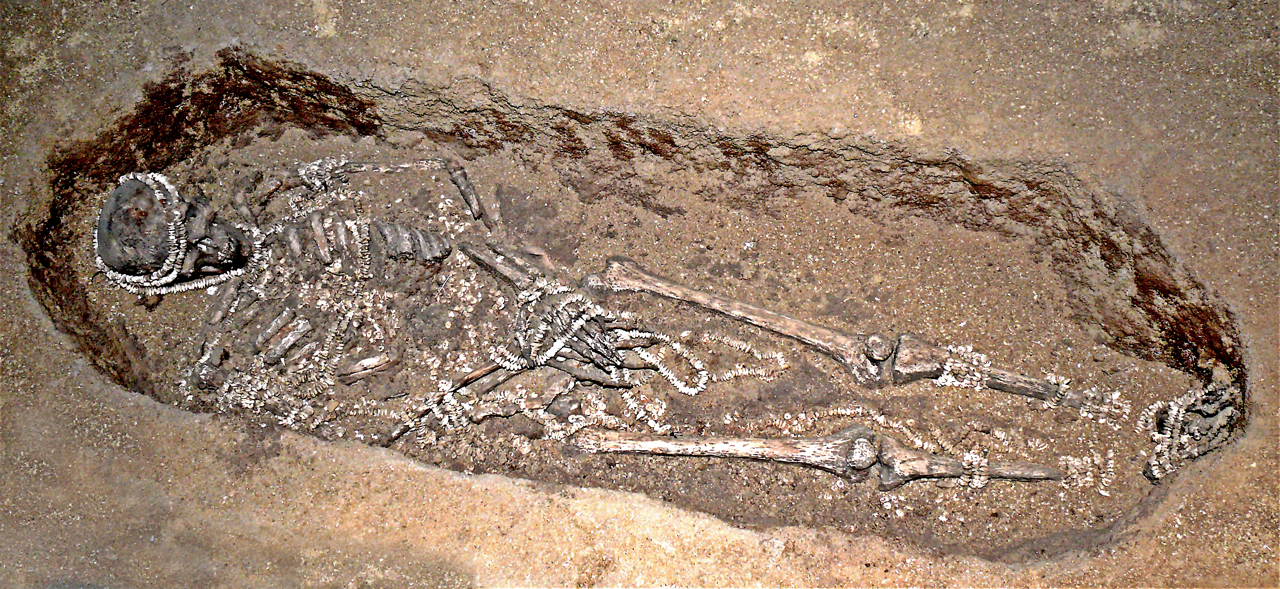
Tombe à Sungir
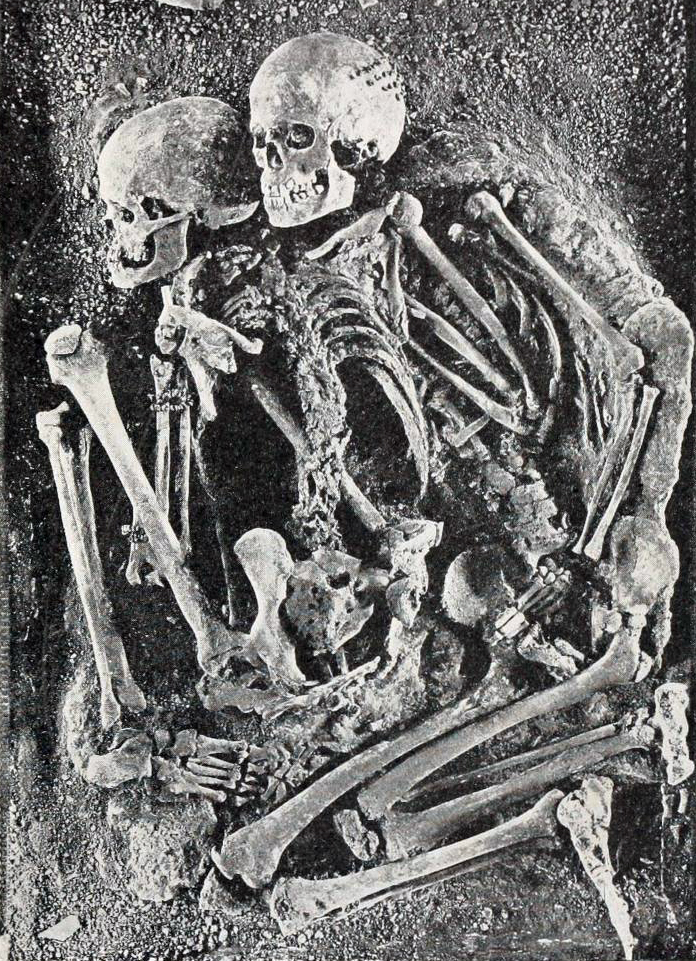
Tombe à Grimaldi, France
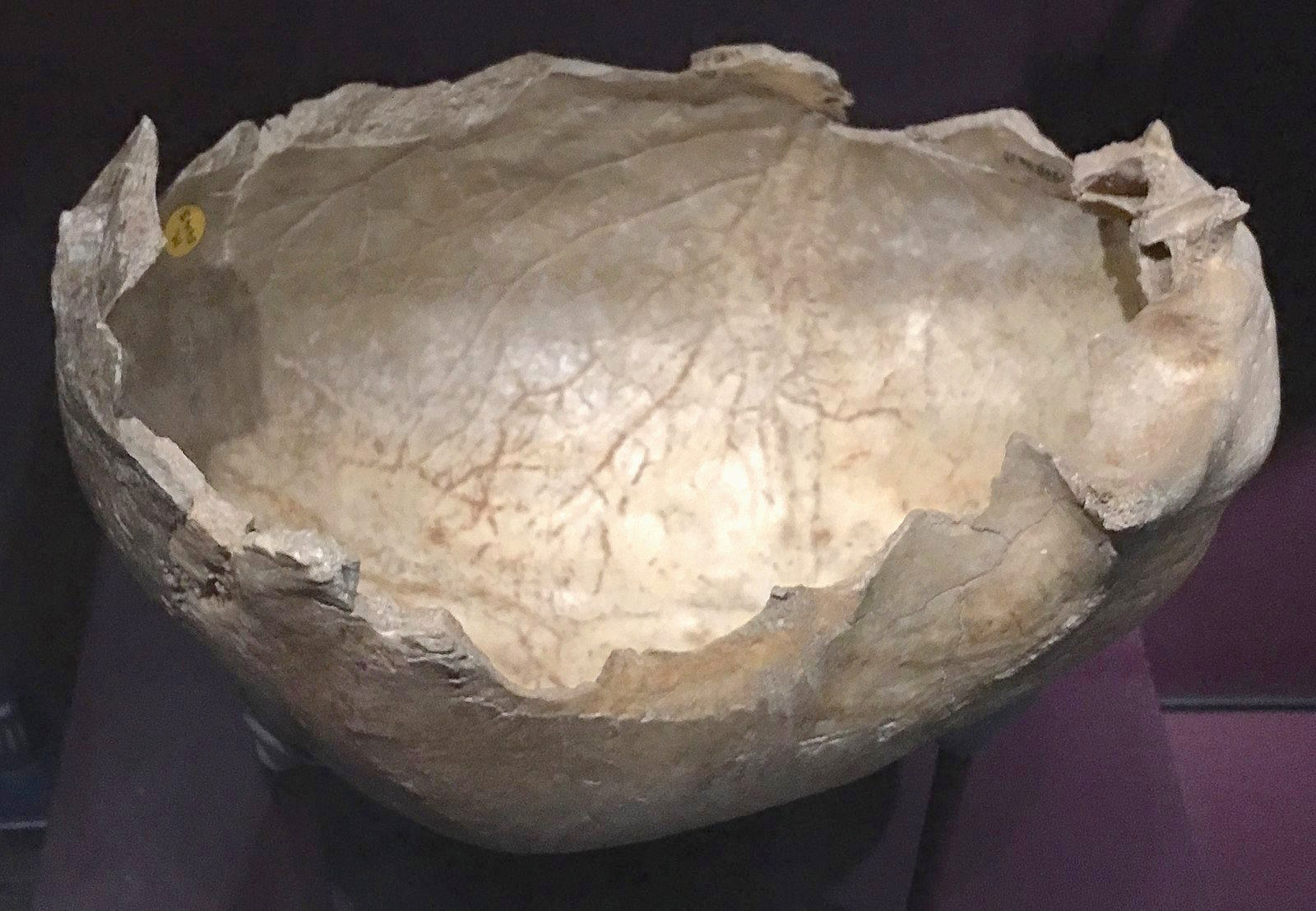
Coupe en crâne, Grotte de Gough, Angleterre
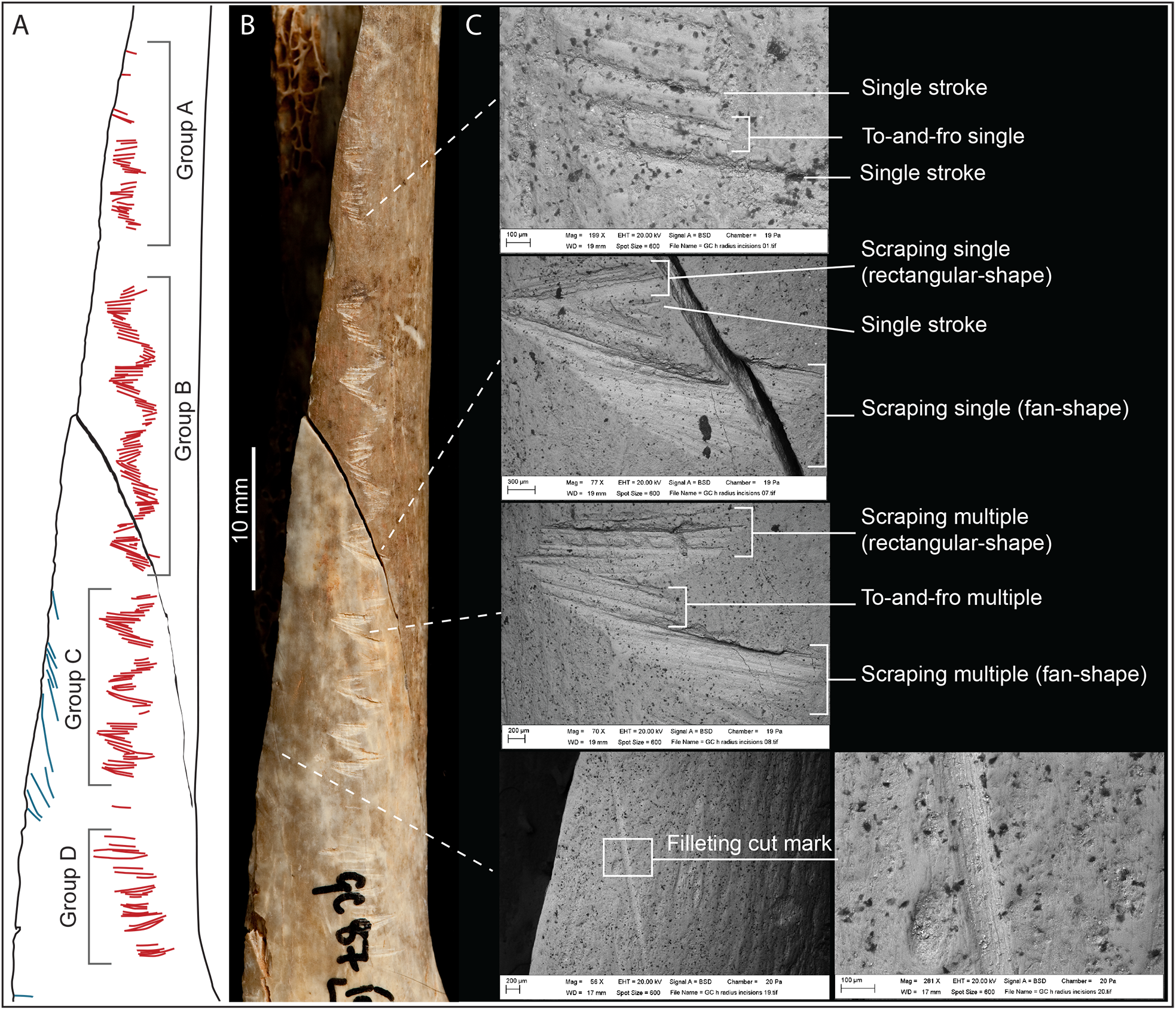
Radius humain avec des marques d'incision liées à des pratiques cannibales, Grotte de Gough, Angleterre

## Liste des assemblages et fossiles
| Site                          | Région (pays)                        | Industrie                            | Âge (ka) | Description |
| ----------------------------- | ------------------------------------ | ------------------------------------ | -------- | --- |
| Grotte d'Apidima              | Grèce                                |                                      | 210      | En 2019 une étude parue dans la revue Nature date de 210 000 ans un crâne d'Homo sapiens précoce découvert dans le sud de la Grèce, dans la grotte d'Apidima, appelé Apidima 1, en utilisant une méthode de datation par l'uranium-thorium. Ce crâne avait été découvert à la fin des années 1970, avec un autre nommé Apidima 2 (Homme de Néandertal, 170 000 ans), mais ces deux fossiles humains fragmentaires n'avaient pas pu jusqu'à présent être attribués à une espèce ni datés de manière certaine. Les scientifiques supposent que les Homo sapiens ont entrepris plusieurs migrations hors d'Afrique, «certaines ne donnant pas lieu à une installation permanente». Toutefois cette étude demeure contestée ; selon Henry de Lumley (Institut de paléontologie humaine) Apidima 1 est, comme Apidima 2, le crâne d'un prénéandertalien. |
| Grotte Mandrin                | Malataverne, Drôme, France           |                                      | 54       | Une équipe d'archéologues conduite par le paléoanthropologue Ludovic Slimak a découvert dans cet abri-sous-roche une dent de lait appartenant à un homme moderne qu'elle date à 54 000 ans (entre 56 800 et 51 700 ans). Le site contient également des centaines de pointes de silex très finement taillées n'ayant rien à voir avec les techniques néandertaliennes, plus sommaires. Selon Slimak et al., cette première incursion humaine moderne dans la vallée du Rhône est associée à des technologies inconnues dans toute industrie de cette époque en dehors de l'Afrique ou du Levant. La grotte Mandrin a été occupée tant par les Sapiens que par l'Homme de Néandertal,. |
| Grotte de Bacho Kiro          | Bulgarie                             | Aurignacien archaïque ou Bachokirien | 45       | Dans la grotte de Bacho Kiro, en Bulgarie, ont été découverts en 2015 une molaire et quatre fragments d'os. En 2020 deux études parues dans Nature et dans Nature Ecology & Evolution attribuent ces restes à Homo sapiens (le doute subsistait sur leur attribution à H. sapiens ou à Homo neanderthalensis). Les méthodes de datation utilisées, le carbone 14 et l'ADN, donnent à ces fossiles humains un âge de 45 000 ans. «Il s'agit de la période de la première arrivée d'Homo sapiens sur le territoire européen depuis le Moyen Orient et de sa cohabitation avec les Néandertaliens qui a duré pendant 5 000 à 10 000 ans», déclare Nikolay Sirakov, professeur à l'Institut d'archéologie de l'Académie bulgare des sciences. Bacho Kiro a aussi livré plusieurs ornements, parmi lesquels des pendentifs fabriqués avec des dents d'ours des cavernes. |
| Grotte du Cheval (Italie)     | Italie                               | Uluzzien (Proto-Aurignacien)         | 44       | En novembre 2011, des tests ont été menés à l'Oxford Radiocarbon Accelerator Unit en Angleterre sur ce que l'on croyait être des dents de lait d'un Homme de Néandertal, exhumées en 1964 dans la Grotte du cheval en Italie. Ces dents font partie en réalité des plus anciens vestiges d'hommes anatomiquement modernes jamais découverts en Europe ; elles datent de 43 000 à 45 000 ans. Aucun outil n'est associé à cette découverte. |
| Geissenklösterle              | Europe centrale (Allemagne)          | Proto-Aurignacien                    | 42       | La flûte en os de Geissenklösterle (Souabe) a été datée au radiocarbone de 43 à 42 000 ans. Le personnage dans une attitude de prière de la grotte de Geißenklösterle est un peu plus récent (40–35 ka). D'autres objets d'art paléolithiques du début de l'Aurignacien ont été trouvés dans la région du Jura souabe, comme la Vénus de Hohle Fels et la figurine de l'homme-lion (voir Grottes et art de la période glaciaire dans le Jura souabe). Aucun reste humain n'est associé à ces découvertes. |
| Kostenki-14                   | Europe de l'Est (Russie)             | Proto-Aurignacien                    | 38       | L'individu mâle appelé Kostenki-14 (site de Markina Gora en Russie), daté de 35 à 40 000 ans, serait un ascendant proche de "l'enfant de Mal'ta" (24 ka) de la Sibérie centrale ; il serait un ascendant proche également des chasseurs-cueilleurs mésolithiques d'Europe et de Sibérie occidentale, ainsi que d'une population ancestrale des premiers agriculteurs européens. |
| Peștera cu Oase               | Europe du Sud (Roumanie)             | Proto-Aurignacien                    | 38       | Peștera cu Oase («grotte des os») près des portes de fer en Roumanie semble avoir servi de tanière à des ours ; les restes humains qui y ont été découverts sont probablement des proies ou des charognes. Aucun outil n'est associé à ces fossiles. L'holotype Oase 1 est une mandibule robuste qui combine une variété de caractéristiques archaïques, dérivées des premiers Hommes modernes et, éventuellement de l'Homme de Néanderthal. Le fossile est daté d'au moins 37 800 ans. Oase 2 découvert en 2005, est le crâne d'un jeune individu mâle, toujours avec des traits hétérogènes ; il en va de même pour les fragments Oase 3. |
| Caverne de Kent               | Europe de l'Ouest (Royaume-uni)      | Proto-Aurignacien                    | 36       | Un fragment de maxillaire (mâchoire supérieure) a été découvert dans la caverne de Kent lors d'une fouille en 1927 entreprise par la Torquay Natural History Society, et nommé Kents Cavern 4. En 1989, le fossile était daté au radiocarbone de 36 400–34 700 ans ; en 2011, divers fossiles de faune dans les strates plus anciennes présentes sur le site ont été datés de 44 200–41 500 ans et indirectement associés aux restes humains ; les dernières datations et conclusions sont très contestées. |
| Sungir                        | Europe de l'Est (Russie)             | Aurignacien                          | 34       | L'analyse ADN date les fossiles de 34 000 ans avant le présent. D'autres analyses de pollen suggèrent la période de la vague de chaleur relative du «Groenland interstadial 5» (GI-5, soit 32 500 ans environ) (à deux cents kilomètres à l'est de Moscou, à la périphérie de Vladimir, près de la rivière Klyazma). |
| Kostenki-12                   | Europe de l'Est (Russie)             | Aurignacien                          | 33       | Datée de 32 600 ± 1 100 années radiocarbone, la découverte de Kostenki consiste en un tibia et un péroné. Les couches d'occupation contiennent des artefacts en os et en ivoire, et des coquilles fossiles importées de lieux distants de plus de 500 kilomètres. |
| Gower                         | Europe de l'Ouest (Royaume-Uni)      | Aurignacien                          | 33       | La Dame rouge de Paviland est, malgré son nom, un squelette partiel d'un jeune mâle. Découvert en 1823 il s'agit du premier fossile humain jamais mis au jour. Il est daté de 33 000 ans, et demeure le plus ancien exemple de cérémonie funéraire d'un Homme moderne en Europe occidentale. Les découvertes associées étaient de l'ocre rouge, un crâne de mammouth et des décorations personnelles. Les objets funéraires sont considérés comme de l'Aurignacien tardif ou du Gravettien ancien. |
| La Quina Aval                 | Europe de l'Ouest (France)           | Aurignacien                          | 33       | Constituée d'une mandibule juvénile partielle, la découverte est associée aux premiers outils aurignaciens. La mâchoire, quoique principalement moderne, présente des caractéristiques archaïques. La découverte est datée de 33 000 à 32 000 années radiocarbone tout au plus. |
| Les Rois à Mouthiers          | Europe de l'Ouest (France)           | Aurignacien                          | 32       | Les restes humains modernes du gisement aurignacien des Rois à Mouthiers, en Charente (France) sont datés de 32 000 années radiocarbone tout au plus. |
| Grottes de Mladeč             | Europe centrale (République tchèque) | Aurignacien                          | 31       | Les grottes de Mladeč en Moravie ont livré les restes de plusieurs individus, mais de rares artefacts, provisoirement classés comme aurignaciens. Les découvertes ont été datées d'environ 31 000 années radiocarbone (un peu plus anciennes en années civiles), Mladeč 2 est daté de 31 320 +410, -390 ans ; Mladeč 9a, de 31 500 +420, -400 ans ; et Mladeč 8, de 30 680 +380, -360 14C ans. |
| Peștera Muierilor             | Europe du Sud-Est (Roumanie)         | Aurignacien                          | 31       | La découverte de Peștera Muierilor («grotte des femmes») est celle d'un crâne unique et assez complet d'une femme avec des traits faciaux robustes et des traits de crâne modernes, trouvé dans une galerie inférieure de la grotte, parmi de nombreux restes d'ours des cavernes. La datation au radiocarbone a donné un âge de 30 150 ± 800 ans. Aucun outil associé n'a été trouvé. |
| Grottes Muierii et Cioclovina | Europe du Sud-Est (Roumanie)         | Aurignacien                          | 30       | Cioclovina 1 est un neurocrâne complet d'un individu robuste ; les os de la face manquent. La découverte provient d'une caverne utilisée comme tanière par des ours, la grotte de Cioclovin en Roumanie. Le neurocrâne est daté de 29 000 ± 700 années radiocarbone[réf. non conforme]. |
| Abri de Cro-Magnon            | Europe de l'Ouest (France)           | Aurignacien                          | 29       | Les fossiles de l'Homme de Cro-Magnon présentent un squelette gracile semblable à ceux des Hommes anatomiquement modernes ; le front est haut, la posture devait être droite. Sont associés aux restes humains des morceaux de coquilles et des dents d'animaux, dans ce qui semble avoir été des pendentifs ou des colliers. La question se pose de savoir si les Hommes de Cro-Magnon pratiquaient un rituel funéraire, en enterrant intentionnellement leurs morts avec des colliers et des outils. L'analyse de la pathologie des squelettes révèle une infection et, chez plusieurs individus, des blessures traumatiques ayant entraîné une fusion des vertèbres cervicales. La femme adulte avait survécu pendant un certain temps avec une fracture du crâne. Ces Hommes de Cro-Magnon ont bénéficié probablement d'un soutien de leur communauté. L'Abri de Cro-Magnon fait partie du site du patrimoine mondial de l'UNESCO, es "Sites préhistoriques et grottes ornées de la vallée de la Vézère". |
| Předmostí                     | Europe centrale (République tchèque) | Aurignacien-Gravettien               | 26       | Le site de Předmostí, près de Přerov, en Moravie, a été découvert à la fin du XIXe siècle. Des fouilles ont été menées entre 1884 et 1930, puis de nouveau en 1990. Il présente vingt sépultures, dont certaines décèlent des pratiques cannibales, (des os humains ayant été raclés avec un outil). Les hommes morts sont accompagnés d'os de mammouths, dont la plupart sont carbonisés, à la suite probablement d'une opération de cuisson. Parmi les restes non humains associés, on compte ceux d'un renard roux, d'un renne, d'un cheval de Przewalski, d'un loup, d'un ours, d'un carcajou, et d'un lièvre. Des restes de trois chiens ont également été trouvés, dont l'un avait un os de mammouth dans la bouche. Le site de Předmostí est daté de 24 000 à 27 000 ans. Les fossiles humains sont similaires à ceux de Cro-Magnon en France ; il s'agit bien d'Hommes modernes, mais leurs caractéristiques robustes indiquent un mode de vie de chasseurs de gros gibier.                           |
| Balzi Rossi                   | Italie                               | Aurignacien-Gravettien               | 25       | L'Homme de Grimaldi a été découvert dans des grottes de la côte ligure ; bien que l'âge et les outils qui l'accompagnent évoquent Cro-Magnon, les squelettes minces et d'une taille relativement petite, diffèrent physiquement des Cro-Magnons grands et robustes. Les restes de l'une des grottes, la "Barma Grande", ont été datés au radiocarbone (en 1996) ; leur âge est estimé à 25 000 ans. Les figurines Vénus de Balzi Rossi ont été datées du dernier Gravettien ou Epi-Gravettien, leur âge est de 24 à 19 000 ans. |
| Lagar Velho                   | Europe de l'Ouest (Portugal)         | Gravettien                           | 24       | L'enfant de la vallée de Lapedo découvert dans l'abri de Lagar Velho, au Portugal, est le nom donné à squelette daté d'environ 24 000 ans, assez robuste, semblable par certains traits à l'Homme de Néandertal. |
| Abri Pataud                   | Europe de l'Ouest (France)           | Solutréen                            | 21       | La "Femme Pataud" est le nom donné au fossile d'une jeune femme âgée d'environ 20 ans, déposée avec le corps d'un nouveau-né ; il est daté d'environ 21 000 ans. Le crâne de la femme a été enterré séparément, à environ quatre mètres du corps, protégé entre les pierres. L'abri Pataud a été habité tout au long de l'Aurignacien jusqu'au Solutréen ; il a été abandonné au début du Magdalénien, il y a environ 17 000 ans. |
| Chancelade                    | Europe de l'Ouest (France)           | Magdalénien                          | 15       | Le fossile d'un Homme de Chancelade, un vieil homme petit et trapu, enterré à Chancelade, en France, a été découvert avec des outils magdaléniens. Plusieurs autres découvertes plus fragmentaires, comme le squelette de Laugerie-Basse et la grotte de Duruthy près de Sorde-l'Abbaye, ont traditionnellement été liées à l'homme de la Chancelade. La différence morphologique du crâne de Chancelade par rapport au type Cro-Magnon "trapu" a été alléguée comme une preuve d'un afflux gravettien ou magdalénien d'une population différente sans rapport avec les premiers hommes modernes européens aurignaciens. |
| Abri de Cap Blanc             | Europe de l'Ouest (France)           | Magdalénien-Azilien                  | 14       | Le squelette de la « Magdalenian Girl », la fille magdaléienne a été découvert en Dordogne dans l'Abri de Cap Blanc en 1911. Il date du Magdalénien tardif, au moment de transition avec le Mésolithique. |
| Grotte du Bichon              | Europe de l'Ouest (Suisse)           | Magdalénien-Azilien                  | 14       | L'Homme du Bichon est le squelette d'un jeune individu de sexe masculin de la lignée des chasseurs-cueilleurs mésolithiques. |
| Ripari Villabruna             | Italie                               | Magdalénien-Azilien                  | 14       | Villabruna 1 est un squelette, daté de 14,1 à 13,8 000 ans, enterré dans une fosse peu profonde, la tête tournée vers la gauche avec les bras tendus touchant le corps, avec des objets funéraires typiques de l'équipement des chasseurs-cueilleurs. Villabruna 1, le plus ancien porteur de l'haplogroupe Y R1b trouvé en Europe, a été considéré comme un représentant du mouvement de migration postérieur au dernier maximum glaciaire (mésolithique) en provenance du Proche-Orient. |

## Dans la culture populaire

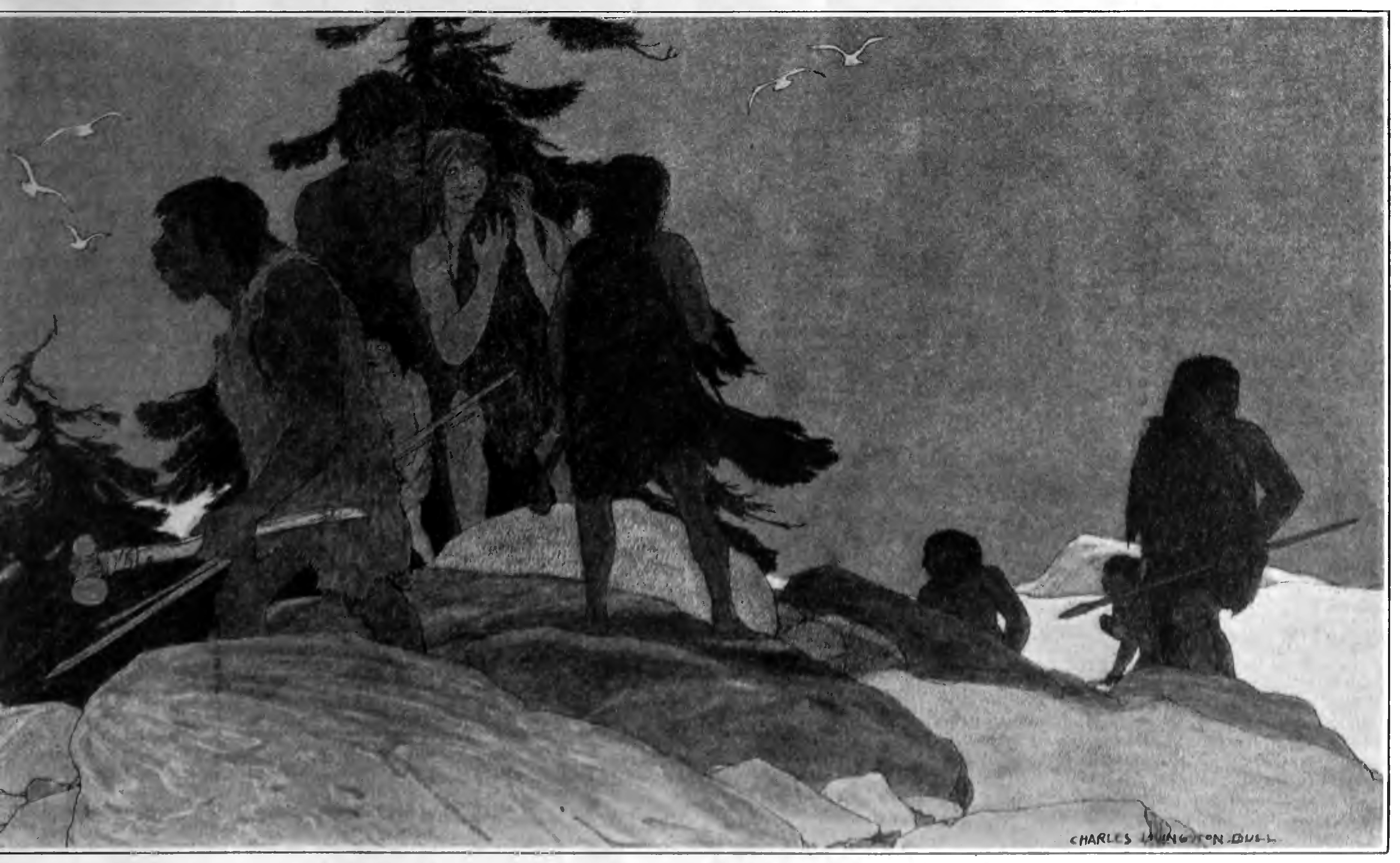
Tribu de premiers Hommes modernes d'Europe dans HG Wells ' The Grisly Folk

L' archétype « homme des cavernes » est très populaire dans la littérature et les médias visuels et peut être décrit comme très musclé, poilu ou monstrueux — un personnage sauvage et animal. Les hommes des cavernes sont apparus pour la première fois dans la littérature de fiction dans l'œuvre de Stanley Waterloo en 1897, The Story of Ab, et dans celle de Jack London en 1907, Avant Adam ; dans les médias visuels, dans Man's Genesis de D. W. Griffith en 1912. Les hommes des cavernes ont également été confrontés de manière fantaisiste à des dinosaures, d'abord dans Brute Force (la suite de Man's Genesis) de Griffith en 1914 qui mettait en vedette un Ceratosaurus. Les premiers Homo sapiens d'Europe sont également représentés en interaction avec les Néandertaliens, comme dans The Grisly Folk de H. G. Wells en 1927, The Inheritors de William Golding en 1955, Dance of the Tiger de Björn Kurtén en 1978, Le Clan de l'Ours des Cavernes de Jean M. Auel en 1980 et sa série Les Enfants de la Terre (série de livres), ainsi que Reindeer Moon d'Elizabeth Marshall Thomas en 1987 et sa suite de 1990 The Animal Wife. Les premiers Hommes modernes d'Europe sont généralement décrits comme supérieurs aux Néandertaliens, ce qui leur aurait permis de conquérir l'Europe.